# Italia nella prima guerra mondiale

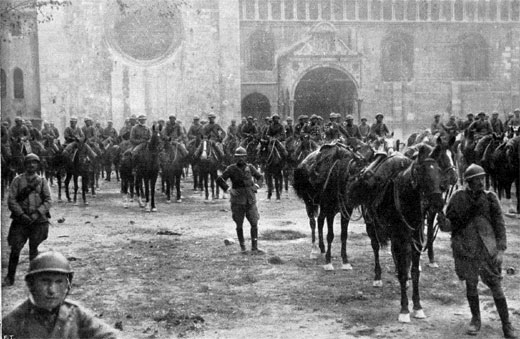
La cavalleria italiana entra a Trento il 3 novembre 1918

La partecipazione dell'Italia alla prima guerra mondiale ebbe inizio il 24 maggio 1915, circa dieci mesi dopo l'avvio del conflitto, durante i quali il paese conobbe grandi mutamenti politici, con la rottura degli equilibri giolittiani e l'affermazione di un quadro politico rivolto a mire espansionistiche, legate al fervore patriottico e a ideali risorgimentali e si concluse il 4 novembre 1918, con il proclama della Vittoria.
Inizialmente il Regno d'Italia si mantenne neutrale e parallelamente alcuni esponenti del governo iniziarono trattative diplomatiche con entrambe le forze in campo, che si conclusero con la sigla di un patto segreto con le potenze della Triplice intesa. Durante questo lungo periodo di trattative l'opinione pubblica giocò un ruolo decisionale fondamentale e la scelta o meno di entrare in guerra fu condizionata dalle decisioni delle masse popolari, divise tra interventisti e neutralisti. A conclusione delle trattative, il Regno d'Italia abbandonò lo schieramento della Triplice alleanza e dichiarò guerra all'Austria-Ungheria il 23 maggio 1915, avviando le operazioni belliche a partire dal giorno seguente; l'Italia dichiarò poi guerra all'Impero ottomano il 21 agosto 1915, al Regno di Bulgaria il 19 ottobre 1915 e all'Impero tedesco il 27 agosto 1916.
L'entrata in guerra dell'Italia aprì un lungo fronte sulle Alpi Orientali, esteso dal confine con la Svizzera a ovest fino alle rive del mare Adriatico a est: qui, le forze del Regio Esercito sostennero il loro principale sforzo bellico contro le unità dell'Imperial regio Esercito austro-ungarico, con combattimenti concentrati nel settore delle Dolomiti, dell'Altopiano di Asiago e soprattutto nel Carso lungo le rive del fiume Isonzo. 
Contemporaneamente alle operazioni belliche, la guerra ebbe anche una profonda influenza sullo sviluppo industriale del paese, oltre ad avviare grandi cambiamenti in ambito sociale e politico. Il fronte interno giocò un ruolo fondamentale per il sostegno dello sforzo bellico: gran parte della vita civile e industriale fu completamente riadattata alle esigenze economiche e sociali che il fronte imponeva e comparvero la militarizzazione dell'industria, la soppressione dei diritti sindacali a favore della produzione di guerra, i razionamenti per la popolazione, l'entrata della donna nel mondo del lavoro e moltissime altre innovazioni sociali, politiche e culturali.
La guerra impose uno sforzo popolare mai visto prima; enormi masse di uomini furono mobilitate sul fronte interno così come sul fronte di battaglia, dove i soldati dovettero adattarsi alla dura vita di trincea, alle privazioni materiali e alla costante minaccia della morte, che impose ai combattenti la necessità di dover affrontare enormi conseguenze psicologiche collettive ed individuali, che andavano dalla nevrosi da combattimento, al reinserimento nella società, fino alla nascita delle associazioni dei reduci. 
Dopo una lunga serie di inconcludenti battaglie, la vittoria degli austro-tedeschi nella battaglia di Caporetto dell'ottobre-novembre 1917 fece arretrare il fronte fino alle rive del fiume Piave, dove la resistenza italiana si consolidò; solo la decisiva controffensiva di Vittorio Veneto e la rotta delle forze austro-ungariche sancì la stipula dell'armistizio di Villa Giusti il 3 novembre 1918 e la fine delle ostilità, che costarono al popolo italiano circa 650.000 caduti e un milione di feriti. La firma dei trattati di pace finali portò a una serie di contese sulla fissazione dei confini orientali del paese legati alla applicazione non completa del Patto di Londra, innescando una grave crisi politica interna sfociata nella cosiddetta "Impresa di Fiume", cui si sommarono i rivolgimenti economici e sociali del biennio rosso; questi fattori gettarono poi le basi per il successivo avvento del regime fascista.

## Antefatti
Con la fine della guerra di Crimea, combattuta vittoriosamente da Impero ottomano, Francia, Gran Bretagna e Regno di Sardegna contro l'Impero russo, si riunì nella capitale francese il congresso di Parigi, nel quale il Presidente del consiglio del Regno di Sardegna Cavour ottenne che per la prima volta in una sede internazionale si ponesse la questione italiana. All'unità d'Italia Napoleone III era sentimentalmente favorevole, come lo era - senza sentimento - anche la Gran Bretagna, poiché un'Italia unita avrebbe potuto contrastare la potenza francese. In un tumultuoso precipitare degli eventi, nel 1861 nacque il Regno d'Italia, proprio mentre nasceva la Germania unita sotto l'impero degli Hohenzollern ed emergevano nuove potenze, quali Stati Uniti d'America e Giappone. Il predominio mondiale della triade anglo-franco-russa nel 1870 poteva dirsi concluso, ma non erano concluse le pretese delle potenze europee in Africa.
Gran Bretagna, Francia e, più timidamente, anche la Germania si assicurarono ampie conquiste in Africa; anche l'Italia cercò il suo spazio nel corno d'Africa. Partì così la campagna d'Eritrea, in un clima di ottimismo che venne stroncato durante la battaglia di Adua, dove, all'alba del 1º marzo 1896, i 15.000 soldati del generale Oreste Baratieri vennero travolti dagli oltre 100.000 guerrieri di Menelik II. Le politiche aggressive degli stati europei sfociarono in vari conflitti localizzati, riguardanti le colonie, ma andava comunque crescendo l'inquietudine di un conflitto generalizzato, che avrebbe coinvolto le maggiori potenze in uno scontro all'ultimo sangue.
Iniziò così la corsa alle alleanze; nel 1882 Otto von Bismarck allargò l'alleanza fra la Germania e gli Asburgo, all'Italia, nel tentativo di spegnere nei francesi ogni velleità di rivincita per la sconfitta patita nel 1870. L'alleanza fu pensata anche in senso anti russo, sbarrando allo zar ogni possibilità di aprirsi nel Mediterraneo. Ciò comportò un'alleanza tra Francia e Russia nel 1893 alla quale si aggiunse dodici anni dopo la Gran Bretagna. Una nuova tornata di conflitti locali fu innescata nel 1911 dall'Italia con l'impresa libica, che porterà l'Impero ottomano a lasciare la presa in Libia e nelle terre balcaniche, rendendo così meno stabile l'Impero austro-ungarico nei Balcani, regione in cui stava sempre più delineandosi l'irredentismo slavo, appoggiato dalla Russia, con ambizioni di destabilizzare l'Impero asburgico. Scoppiarono quindi le guerre balcaniche del 1912 e 1913 faticosamente placate dall'intervento austriaco. Fu proprio questo fervore nazionalistico che il 28 giugno 1914 sfociò nell'attentato di Sarajevo, e provocò la successiva crisi diplomatica, che portò allo scoppio del conflitto che avrebbe insanguinato l'Europa per i quattro anni successivi.

## L'Italia alla vigilia del conflitto

### La crisi diplomatica europea
La Triplice Alleanza, in scadenza l'8 luglio 1914, venne rinnovata anticipatamente il 5 dicembre 1912, con l'aggiunta di un particolare protocollo riguardante i Balcani. Proprio in tale contesto, allorquando nel 1913 l'Austria-Ungheria aveva progettato un'operazione militare contro la Serbia, l'opposizione dell'Italia lo aveva mandato a monte; esasperando l'avversione di Francesco Ferdinando e del generale Franz Conrad von Hötzendorf e del loro apparato militare. Questa insofferenza portò la diplomazia austro-ungarica durante gli ultimi giorni della cosiddetta crisi di luglio, a giocare d'astuzia. Il 22 luglio 1914 l'ambasciatore Kajetan Mérey incontrò al ministero degli Esteri a Roma il marchese Antonino di San Giuliano, il quale venne rassicurato in maniera piuttosto generica sulla posizione che l'Austria-Ungheria intendeva assumere nei confronti della Serbia e del Montenegro.
Il 24 Di San Giuliano assieme a Antonio Salandra e all'ambasciatore tedesco Hans von Flotow presero visione dell'ultimatum presentato dall'Austria-Ungheria alla Serbia, rimanendone sconcertati. Il governo di Vienna non aveva minimamente ragguagliato Roma durante la fase di preparazione del durissimo ultimatum che aveva presentato, onde evitare le facilmente prevedibili reazioni negative; e nel tentativo di impedire qualunque forma di protesta formale, la scadenza dell'ultimatum stesso venne prefissata alle ore 17 del giorno successivo. La Serbia rifiutò il documento e il 28 luglio venne sancita la dichiarazione di guerra dell'Austria-Ungheria alla Serbia dando inizio al gioco delle alleanze europee che in breve tempo portò in guerra le grandi potenze europee. La Triplice Alleanza, con l'azione messa in atto dall'Austria-Ungheria senza intesa preventiva con l'Italia e anzi, tenendola deliberatamente all'oscuro, era stata violata non solo nello spirito ma anche nella pratica.

### Neutralisti e interventisti

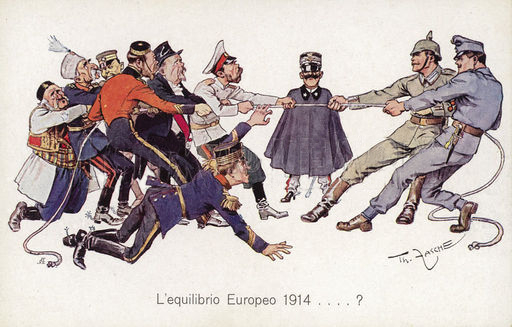
Vignetta satirica sulla neutralità italiana: Vittorio Emanuele al centro assiste al tiro alla fune fra Imperi Centrali a destra e le nazioni dell'Intesa a sinistra.

La decisione ufficiale e definitiva della neutralità italiana fu presa nel Consiglio dei ministri del 2 agosto 1914 e fu diramata il 3 mattina. Diceva: «Trovandosi alcune potenze d'Europa in istato di guerra ed essendo l'Italia in istato di pace con tutte le parti belligeranti, il governo del Re, i cittadini e le autorità del Regno hanno l'obbligo di osservare i doveri della neutralità secondo le leggi vigenti e secondo i princìpi del diritto internazionale. [..]».
La neutralità ottenne inizialmente consenso unanime, tuttavia il brusco arresto dell'offensiva tedesca sulla Marna suscitò i primi dubbi sulla invincibilità tedesca, prima indiscussa. Movimenti interventisti andarono formandosi nell'autunno 1914, fino a raggiungere una consistenza non trascurabile appena pochi mesi dopo. Fu un interventismo composito e quindi equivoco. Per un intervento a fianco dell'Intesa si pronunziarono via via, i nazionalisti, la destra conservatrice, il centro sinistra repubblicano e radicale, il socialismo riformista e l'anarco-sindacalismo. Contro la guerra si schierarono invece i ceti borghesi, col loro leader Giovanni Giolitti, il mondo cattolico fedele alle tendenze politiche del Vaticano, e i socialisti. In termini numerici i contrari alla guerra, o "neutralisti" erano un'ampia maggioranza; evirata però nella voce. 
I fautori dell'intervento di parte progressista si rifacevano agli ideali di democrazia e alla lotta contro le monarchie autocratiche e alla liberazione di Trento e Trieste. I nazionalisti parlavano di nuovi possedimenti in Dalmazia, del dominio sul mare Adriatico, del protettorato sull'Albania e di compensi coloniali. Tutti però additavano la diminuzione della statura politica incombente sull'Italia, se fosse rimasta spettatrice passiva: i vincitori non avrebbero dimenticato né perdonato, e se i vincitori fossero stati gli Imperi centrali, si sarebbero anche vendicati della nazione che accusavano traditrice di un'alleanza trentennale.
Secondo gli interventisti, questa guerra avrebbe vendicato tutte le sconfitte e le umiliazioni del passato, da Adua, Custoza e Lissa fino a Federico Barbarossa, Alarico e Brenno, e avrebbe permesso di completare l'unità d'Italia con l'annessione delle terre irredente, terre che tra l'altro l'Intesa avrebbe assicurato all'Italia se si fosse schierata al suo fianco. 
A ciò i neutralisti potevano opporre solo considerazioni di buon senso: l'Italia era una nazione ancora giovane e fragile, le finanze erano ancora dissestate dalla guerra in Libia, e i guadagni non sarebbero stati paragonabili ai gravissimi rischi e alle sicure perdite.
Bisogna ricordare che, parlando di interventisti e neutralisti, va esclusa la classe contadina - più della metà della popolazione - che godeva del diritto di voto, ma che non faceva realmente parte dell'opinione pubblica; la politica era accessibile in Italia nei limiti in cui vi penetravano le ferrovie, la popolazione che abitava lontano dalle stazioni ferroviarie era praticamente isolata e fuori dal contesto sociopolitico della nazione.

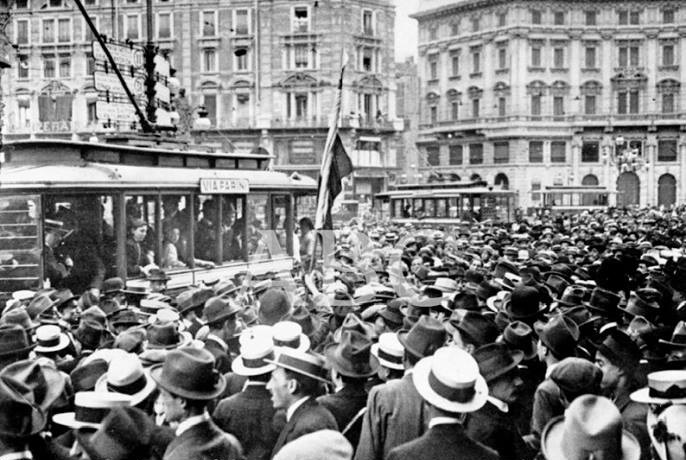
Manifestazione interventista in piazza Cordusio a Milano (1915)

I neutralisti, nel corso dei dieci mesi che portarono all'entrata in guerra, appaiono più numerosi degli interventisti, anche e soprattutto se misurati guardando i loro referenti politici. Originariamente quattro, tali referenti durante la crisi di governo del maggio 1915 si riducono quantomeno a due, socialisti e liberali giolittiani (mentre i cattolici assunsero posizioni diverse e ambigue); infine a uno (i socialisti) quando la crisi rientra, Salandra si presenta alla Camera e vengono votati i crediti di guerra (20 maggio). Il quarto referente politico dei neutralisti - il primo a diluirsi man mano che il governo rende decifrabili le sue propensioni - è il variegato mondo dei conservatori: il notabilato, la destra liberale, gli agrari e gli uomini d'ordine, che trovarono in Salandra il loro uomo, i quali stettero a guardare ragionando in termini di convenienza, e che alla fine si schierarono a favore dell'intervento a fianco dell'Intesa.
Ma in questi dieci mesi fu la politica a farla da padrone, chiamando in causa il popolo e la nazione nel richiamo al patriottismo, e forzando o surrogando le istituzioni. Seppur maggiori in termini numerici agli interventisti, i neutralisti non avevano dalla loro parte gli organi e le istituzioni politiche che potevano smuovere le masse. L'urgenza politica fece dei giornali un'arma per indirizzare le masse: la rivista di carattere interventista Lacerba diventa del tutto "politica", la Gazzetta del Popolo di forte impronta unitaria si schierò nettamente a favore dell'intervento, il Corriere della Sera del liberal-conservatore Luigi Albertini si schiera via via con la classe dirigente, e nasce Il Popolo d'Italia, un vero e proprio organo di battaglia e giornale-partito guidato dall'interventista Mussolini. Un'altra forma di mobilitazione politica fu il dibattito pubblicistico, dove l'agitazione verbale della carta stampata si sposta sulle piazze, nei teatri e nelle sale di conferenza. In questo campo d'azione le tre correnti neutraliste - socialisti, cattolici e liberal giolittiani - mancavano di progetti comuni e punti d'incontro, mentre il fronte interventista agisce fin da subito come un blocco unificato, emarginando progressivamente i neutralisti i quali si ritirano dal campo prima ancora di tentare di agire in modo unificato. La piazza interventista , dove s'incontrano sovversivi di sinistra e di destra, uniti dallo scopo immediato, si arroga la funzione di stimolo decisivo nei confronti delle più alte istituzioni statali e governative e si propone quasi come un governo di riserva a rappresentanza popolare. Qui si giocò le sue carte Salandra. Il 13 maggio si dimise; Giolitti e Salandra si recano dal re, mentre D'Annunzio e Mussolini su Il Popolo d'Italia e su L'Idea Nazionale elettrizzano il clima minacciando una guerra civile. Giolitti arretra e rinuncia a fare appello alla "sua" piazza, che del resto, tace, mentre Salandra, associato volente o nolente alla piazza del popolo patriottico, prevale. La Camera dei Deputati così il 20 maggio, si piega.
Un fattore decisivo per quanto accadde in Italia in quei dieci mesi fu indubbiamente lo scollamento e l'indecisione delle due correnti neutraliste più forti, i socialisti e la classe liberale. I primi sono i più numerosi, e in maggior parte resteranno ostili alla guerra, ma al suo interno ci fu fin da subito una sorta di "diaspora" che portò molti socialisti ad appoggiare il richiamo nazionale andando a gremire le file interventiste. Caratteristica in questo senso fu l'attività del deputato socialista trentino Cesare Battisti, che percorse tutta l'Italia per convincere i suoi compatrioti che «l'ora di Trento è suonata» e che il socialismo non può ignorare le radici nazionali e le ragioni dell'appartenenza nazionale. Ma forse la vicenda più rappresentativa delle divisioni interne dei socialisti, fu la fuoriuscita del direttore dell'Avanti! e giovane leader del partito, Benito Mussolini, prima dal giornale e infine dal partito stesso. Ma il cambiamento di rotta di Mussolini non rimase una scelta personale, venne anzi condivisa dalla sezione milanese del partito, e venne utilizzata dal mondo politico per puntare il dito contro le divisioni interne ai neutralisti. Il 10 novembre Mussolini dichiarò che «il vecchio antipatriottismo è tramontato» e cinque giorni dopo, sul primo numero de Il Popolo d'Italia (fondato dallo stesso Mussolini), uscì il famoso pezzo Audacia in cui Mussolini scrisse a favore della guerra. Queste prese di posizione dei socialisti a favore della guerra, non erano, per la maggior parte conversioni improvvise. Fondamentalmente, pur con motivazioni e obiettivi diversi, c'era la convinzione della maggior parte delle correnti politiche dell'epoca che la guerra era destinata a cambiare il mondo, per cui era impossibile e poco augurabile, rimanerne fuori, in quanto essa avrebbe comunque travolto le vecchie convinzioni e i vecchi equilibri Ciò spiega lo schieramento a favore della guerra di uomini e gruppi che si rifacevano alla tradizione socialista e democratica, definendo quello che successivamente venne chiamato «interventismo democratico» o nel caso dei socialisti, «rivoluzionario». Per questi ultimi la guerra era auspicabile come base di partenza per il «grande incendio che avrebbe travolto tutto il vecchio ordine», che avrebbe portato a una rivoluzione sociale, e come scrisse il 5 dicembre 1914 Filippo Corridoni sull'Avanguardia, avrebbe permesso di: «[...] spianare la via della rivoluzione sociale, eliminando gli ultimi rimasugli della preponderanza feudale» consentendo la presa di coscienza di classe del proletariato.
Per quanto riguarda la corrente liberale, la leadership giolittiana aveva ormai da molto tempo scelto come possibili alternative Sonnino e Salandra, il primo dei due ebbe precedentemente già in due occasioni l'opportunità di guidare il governo, mentre il secondo era ministro già dai tempi della sua partecipazione al governo Pelloux. Alle elezioni politiche del 1913 Salandra fu messo a capo del governo e avviò un'opera di riavvicinamento alla politica giolittiana, mantenendo alcuni ministri dell'esecutivo Giolitti, fra i quali il Ministro degli esteri Di San Giuliano. Parallelamente però Salandra ebbe l'ambizione di spostare gli equilibri all'interno del partito liberale e di spostare a destra l'asse che Giolitti aveva orientato a sinistra. Questo spostamento degli equilibri, portò durante il prosieguo degli eventi Salandra prima ad appoggiare la causa neutralista e infine quella interventista, convinto dall'intesa personale con Sonnino, il quale dopo aver preso il posto di Di San Giuliano, raccolse intorno a sé l'autonomia necessaria per approntare una serie di trattative segrete con gli schieramenti in guerra.
Il 26 aprile 1915 concluse le trattative con l'Intesa mediante la firma del Patto di Londra, con il quale l'Italia si impegnava a entrare in guerra entro un mese. Il 3 maggio successivo la Triplice alleanza fu denunciata e fu avviata la mobilitazione; il 23 maggio infine l'Italia dichiarò guerra all'Austria-Ungheria ma non alla Germania, con cui il governo Salandra sperava di non rompere del tutto.

### Il ruolo degli intellettuali
Mentre la politica è impegnata nei mesi di neutralità a compiere calcoli sulle forze e sulle opportunità del paese nell'entrare nel conflitto, entrarono in campo gli intellettuali, che si prefissero lo scopo di moralizzare e idealizzare una situazione, che dal canto loro, non era solo una mera scelta di guadagni territoriali ed egemonia politica. Intellettuali "riformisti" e "rivoluzionari" (questi ultimi intesi come coloro che intendono la "rivoluzione" come compimento della patria) dicono sì alla guerra in nome dei valori assoluti in seno ai principi dell'89 e in nome del crollo definitivo delle antiche monarchie che si scontrano con i «popoli liberi d'Europa».
Portavoce di alto prestigio di questi valori fu Gaetano Salvemini, storico della rivoluzione francese, indipendente di sinistra e critico intransigente di Giolitti - «ministro della mala vita» - e delle capacità riformatrici del Partito socialista; il direttore della rivista L'Unità non fu un convertito dell'ultima ora, ma fu fin dal principio ancorato ai suoi ideali di interventista democratico, patriota italiano e cittadino dell'Europa delle nazioni. Nell'imminenza della guerra e nel corso del conflitto, Salvemini accentua il suo attivismo per stimolare le coscienze, specie quelle giovani, con assidui commenti ed articoli, come quando propone come parola d'ordine nazionale e internazionale il suo Delenda Austria!, scorgendo nell'Impero asburgico l'antagonista «decrepito e irriformabile del liberi popoli d'Europa».
Ma Salvemini non fu l'espressione di un'opinione prevalente non insita dalle opposte correnti di opinione. La voce di Benedetto Croce fu ugualmente rappresentativa a quella dello storico pugliese, anzi, scrivendo sulla sua rivista culturale La Critica, Croce ebbe maggior diffusione nel mondo dell'alta cultura, delle istituzioni e nell'area della classe dirigente liberale e del centro-destra. Mentre Salvemini fu fin da subito interventista, a favore dell'Intesa e di un'Italia rivolta ai valori di progresso e di libertà contro gli Imperi centrali, Croce - originariamente triplicista, poi neutralista condizionato dall'impegno governativo - assunse un ruolo meno "rumoroso" rispetto ai movimenti interventisti di sinistra o di destra. Benedetto Croce prese fin da subito le distanze dai «rissosi e petulanti frutti di un'ideologizzazione del conflitto» che il filosofo, nelle pagina del La Critica, cercò invece di razionalizzare come involgarimento dei tempi e anche a comprendere quale espressione di emozioni collettive e amplificazioni propagandistiche. Nonostante le critiche che dovette subire da uomini di cultura come Renato Serra e Giovanni Gentile, i quali lamentavano in lui un «eccesso di spirito olimpico», la figura di Croce si staglia, soprattutto se commisurata alla nuova estetica del sangue e della violenza di Giovanni Papini, Ardengo Soffici e dei futuristi che trovarono sfogo su Lacerba.
Nel mondo cattolico, forse a causa del suo orientamento moderato e pragmatico di fronte alla guerra, teso alla rilegittimazione civica dei cattolici nello stato liberale, è molto difficile individuare qualcuno che riesca a farsi sentire. Vescovi e parroci o uomini d'Azione Cattolica non costituirono una voce capace di inserirsi in modo incisivo nel dibattito su cause e fini della guerra; solo il nazionalista Alfredo Rocco riuscirà a rivolgersi ai cattolici in modo deciso. Rocco invocava la guerra non solo per disegnare una politica estera di espansione territoriale, commerciale e militare, ma la utilizza anche in una prospettiva strategica di ricomposizione di un vasto blocco sociale e politico impensabile senza le masse confessionali e il potenziale disciplinamento insito nella storia, nei simboli e nella cultura della Chiesa cattolica e dei suoi fedeli. Il discorso che Rocco porta avanti nel secondo semestre del 1914 sull'organo del nazionalismo veneto, Il Dovere Nazionale, è innovativo perché teorizza la conquista della piazza tramite le tecniche della mobilitazione di massa da parte di una nuova destra che vada oltre le «idiosincrasie delle élite tradizionali della destra salandriana». Queste idee troveranno spazio e forma ne L'Idea Nazionale, il quotidiano nazionalista romano che nella primavera del 1915, diede voce alla faziosità antineutralista e liberticida degli intellettuali militanti del nazionalismo italiano - Enrico Corradini, Francesco Coppola, Luigi Federzoni, Maffeo Pantaleoni - che offrirono una sponda politica al patriottismo di Gabriele D'Annunzio nel suo "maggio radioso".

### Il «radioso maggio»
Il 5 maggio 1915, in seno alle imponenti manifestazioni che si svolsero a Genova in occasione del 55º anniversario dell'impresa garibaldina dei "Mille", due cortei composti in tutto da circa 20.000 persone, a cui si aggiunse una gran folla assiepata nelle strade, raggiunsero l'area dello scoglio di Quarto da cui partì l'impresa di Giuseppe Garibaldi, e dove era programmata l'inaugurazione del monumento dedicato alla spedizione garibaldina del 1860.
A tenere l'orazione ufficiale della commemorazione fu chiamato Gabriele D'Annunzio, il quale era allora un'autentica celebrità per il pubblico. D'Annunzio aveva inaugurato la nuova figura di intellettuale abituato a comparire sugli scenari della vita pubblica, a dettare aspetti della moda, a influire i comportamenti collettivi e ad usare i mezzi di comunicazione di massa.
La performance di D'Annunzio fu all'altezza della sua fama; il discorso fu teso a circondare l'evento di un alone di sacralità, e il timbro principale fu dunque quello religioso, e religiosi - anzi biblici - furono molti dei rimandi simbolici e delle movenze ritmiche dell'orazione. Tutto il discorso fu pieno di riferimenti mistici, riprendendo la simbologia classica e cristiana, con continue allusioni al fuoco sacro simbolo di rigenerazione, di ardore guerresco e di eroismo, di fusione tra la vita e la morte. D'Annunzio diede forma agli umori di un'Italia convinta di poter contare in Europa spinta dall'affermazione della sua identità. E nella quale nulla appariva più esecrabile alle giovani generazioni, del vecchio modo di concepire la vita rappresentato dalla politica paziente di giolittiana memoria, al quale andava contrapposto il bisogno di bellezza, di grandezza e di cambiamento. Tutto ciò fu rappresentato alla perfezione da D'Annunzio, il quale entrava in rotta di collisione con la vecchia Italia, prudente e appartata, che la classe dirigente liberale aveva forgiato e che ora sembrava attardarsi colpevolmente di fronte alla guerra.
Tutto ciò precedette di poco la crisi di governo che colpì il paese attorno alla metà di maggio, e che mise alla luce la dinamica delle forze che nel frattempo si erano accumulate, che in quei giorni uscirono allo scoperto caratterizzando gli avvenimenti di quel mese, definiti enfaticamente «radiose giornate», ma ribattezzate dagli oppositori come «sud americane giornate di maggio». A innescare la crisi fu la venuta di Giolitti a Roma il 9 maggio, che imbaldanzì i deputati di orientamento neutralista, che erano la maggioranza, e scompaginò i piani di Salandra e del re e gettò sconcerto nelle file degli interventisti. I neutralisti avrebbero potuto votare per la sfiducia al governo, e il candidato più probabile alla successione era per forza di cose lo stesso Giolitti, che da abile manovratore avrebbe aperto all'ala socialista tenendo in mano le redini del governo. Questo pericolo scatenò la reazione degli interventisti, e in tutto il paese, col concorso dei maggiori organi di stampa e degli intellettuali, primo fra tutti D'Annunzio, da più parti si levarono grida di tradimento. In quest'ottica il parlamento appariva svuotato ed esautorato da ogni funzione rappresentativa, dal momento che si muoveva in controtendenza rispetto a quella che veniva - arbitrariamente - considerata la volontà nazionale. A corroborare tutto ciò venne l'ondata di manifestazioni interventiste che si sollevarono in tutto il paese non appena si ebbe notizia delle dimissioni del governo, la sera del 13 maggio.

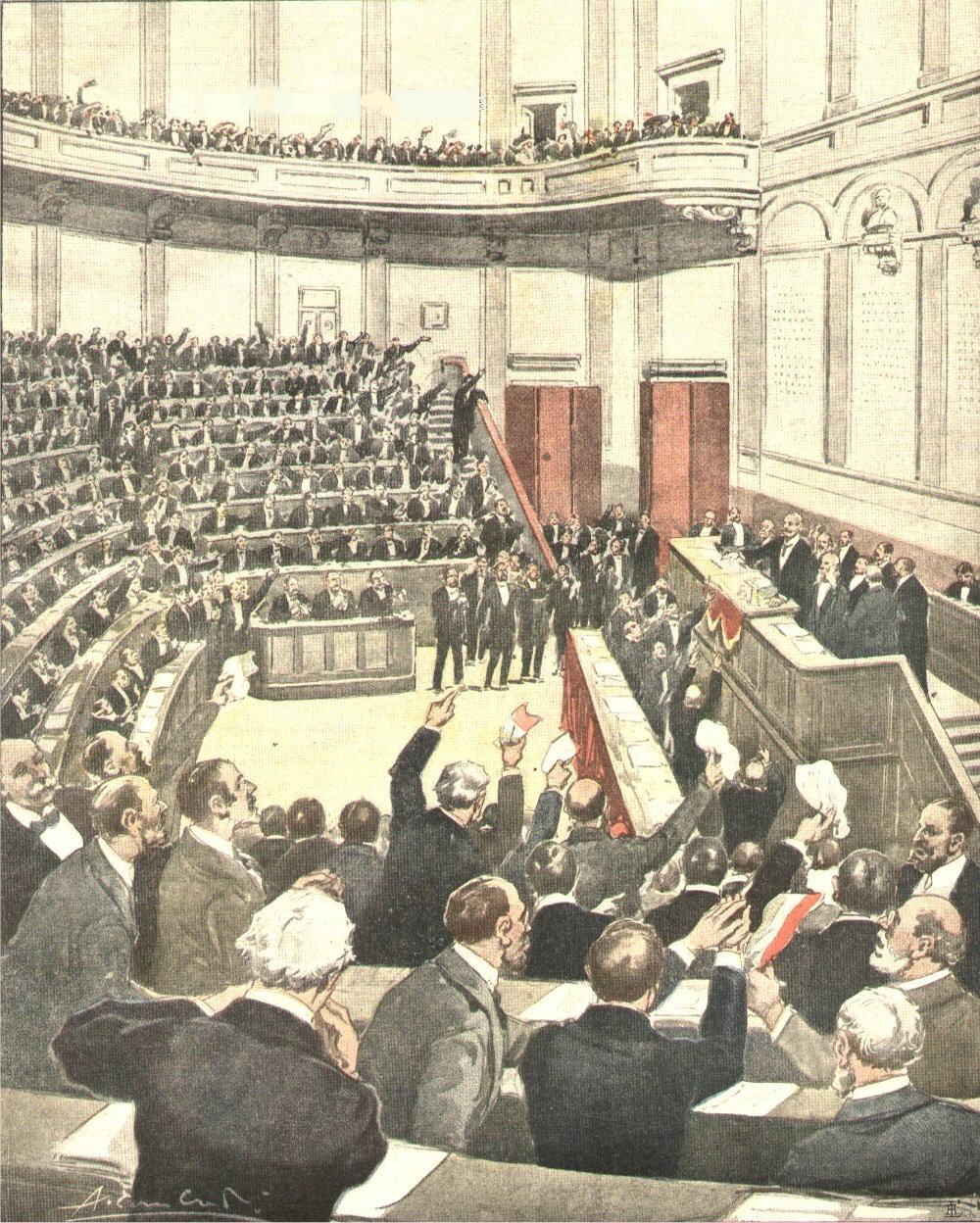
Acclamazione alla Camera, il 20 maggio 1915, per il voto che conferisce pieni poteri al Governo in vista dell'entrata in guerra dell'Italia.

A queste pressioni risposero manifestazioni neutraliste, specialmente in Toscana ed Emilia Romagna, dove si arrivò addirittura a scontri violenti, e a Torino, dove le manifestazioni neutraliste furono imponenti e portarono ad uno sciopero generale contro la guerra. Generalmente però le manifestazioni interventiste furono più numerose e interessarono in modo omogeneo tutta la penisola, interessando anche il sud Italia che fino ad allora era rimasto perlopiù passivo. Parma, Padova, Venezia, Genova, Milano, Catania, Palermo e molte altre città videro cortei di diverse migliaia di persone percorrere le strade e manifestare a favore della guerra, ma l'epicentro della "sollevazione" interventista fu Roma, dove il clima fu particolarmente arroventato.
Spinte dalle forti campagne di agitazione interventista di Mussolini e dei gruppi nazionalisti, dall'arrivo di D'Annunzio nella capitale e dalla notizia delle dimissioni del governo, le dimostrazioni presero una piega nettamente eversiva. L'uso di toni scurrili e di una propensione all'aggressione fisica e verbale degli avversari, esasperata dagli appelli alla violenza degli interventisti che invocarono addirittura all'omicidio come arma politica, fece precipitare il clima politico in una sorta di guerra civile. Cominciò a farsi strada l'idea che contro i recalcitranti non vi fosse altro linguaggio utile che la violenza. A chiudere il cerchio intervenne l'iniziativa della monarchia, la quale, anziché prendere atto dell'orientamento della maggioranza parlamentare e incaricare Giolitti di formare un nuovo governo, diede nuovamente l'incarico a Salandra. Fu una sfida aperta al Parlamento, in linea con le pressioni eversive della piazza. Il 20 maggio il parlamento riunito ratificò la decisione dell'intervento e il 24 maggio l'Italia entrò ufficialmente in guerra, in un vortice di situazioni che offrono molti argomenti per dare peso alla tesi del "colpo di stato", inteso come violazione delle regole costituzionali o almeno, della volontà parlamentare da parte della monarchia. La scelta del re scavalcò queste regole e si mise dalla parte della sovversione violando la tradizione democratico-parlamentare che aveva presieduto alla vita dello stato liberale fino a quel momento. La cosa si sarebbe ripetuta poi nel 1922 di fronte all'azione sovversiva delle squadre d'azione mussoliniane, dove l'azione del re, di fatto, legittimò i sediziosi e conferì l'incarico di governo allo stesso Mussolini che li capeggiava.

## Le Forze armate italiane

### Il Regio Esercito

#### Alla vigilia del conflitto
Il 3 luglio 1914 la salma del Capo di stato maggiore del Regio Esercito, generale Alberto Pollio, entrava nella stazione di Porta Nuova a Torino, in mezzo a due ali di ufficiali in alta uniforme, diretta a Roma. Nel viaggio di accompagnamento delle spoglie del Capo di Stato Maggiore era presente anche Luigi Cadorna, che avrebbe assunto il suo incarico il 27 luglio. Appena quattro mesi prima il generale Pollio aveva presentato una relazione in cui scriveva: «[...] se l'esercito italiano dovesse essere portato all'altezza degli eserciti delle altre grandi potenze europee, pur tenendo conto esatto della differenza numerica esistente fra le rispettive popolazioni, occorrerebbe all'Italia compiere uno sforzo grandioso». Da questa considerazione egli elencava le molte carenze tecniche che affliggevano le forze armate, ma già dal 1913 il generale si lamentò dell'addestramento delle truppe e della preparazione alla guerra, ritenuto insufficiente e lacunoso di buoni sottufficiali. La relazione del generale Pollio, trasmessa al generale Spingardi, allora ministro della Guerra, aveva richiesto un finanziamento dell'esercito di 400 milioni. Costretto a rinunciare al suo incarico per motivi di salute, Spingardi lasciò il posto al generale Carlo Porro, il quale aveva posto quale condizione inderogabile per l'accettazione di tale incarico il citato finanziamento. Alla controfferta di 190 milioni fatta dall'onorevole Salandra, il Porro rifiutò l'incarico, così venne designato il generale Luigi Cadorna, il quale si trovò ad operare in un momento cruciale per l'esercito e in circostanze delicate dettate dall'imminente scoppio del conflitto.
Luigi Cadorna sapeva bene che allo scoppio delle ostilità a lui sarebbe aspettato il compito di attuare il dettato militare della Triplice Alleanza, secondo il quale l'Italia avrebbe dovuto schierarsi accanto a Germania e Austria-Ungheria, sennonché l'annuncio della neutralità lo sollevò da un vero e proprio incubo, consentendogli di dedicarsi al riassetto dell'esercito in base alle nuove prospettive che si poteva supporre. A fine settembre Cadorna trasmise a Salandra un messaggio in cui consigliava di poter impiegare la stasi invernale in un'attiva preparazione dell'esercito, che avrebbe consentito di poter contare a primavera di un esercito composto da 4 armate (più il comando Zona Carnia) per 14 corpi d'armata con 35 divisioni di fanteria e 4 di cavalleria.
Per quanto riguarda le previsioni operative, Cadorna stilò il 21 agosto la fondamentale Memoria riassuntiva circa un'eventuale azione offensiva verso la Monarchia austro-ungarica durante l'attuale conflagrazione europea: essa configurava la strategia che si sarebbe attuata in un possibile conflitto italo-austriaco, e il progetto di mobilitazione e radunata alla frontiera nord-orientale. Mobilitazione che a causa delle caratteristiche geografiche e della struttura ferroviaria della penisola e della rigida costituzione dell'ordinamento militare italiano non era suscettibile di modifiche e che in sostanza venne quindi decisa fin da quel momento. In questo documento venne quindi deciso che il principale sforzo doveva essere diretto verso la frontiera aperta del Friuli, puntando verso Gorizia e Trieste, senza però escludere una parziale invasione del Trentino, incentrando però questa parte del fronte ad un ruolo difensivo a causa delle difficoltà logistiche dell'alta montagna e alla mancanza di un numero sufficiente di armi d'assedio che non avrebbe consentito di espugnare i sistemi fortificati esistenti. Il 1º settembre Cadorna diramò le direttive fondamentali sull'impiego iniziale delle forze in caso di guerra, tenuto conto del potenziamento al parco delle artiglierie che era stato avviato. La 4ª Armata avrebbe avviato un'azione offensiva contro gli sbarramenti di Sesto, Landro e Valparola onde aprirsi uno sbocco nelle valli della Rienza e della Drava, assicurandosi il possesso di Dobbiaco, con lo scopo di isolare il saliente trentino e appoggiare le truppe in Carnia. In questo frangente la 1ª Armata avrebbe assunto un atteggiamento difensivo. Nel settore pertinente alla Zona Carnia si sarebbero avviate le operazioni dirette a far cadere le opere permanenti di Malborghetto, Predil e Plezzo, mentre la 2ª Armata avrebbe dovuto occupare monte Stol, la soglia di Caporetto, monte Matajur e il crinale Kolovrat-Korada. Infine la 3ª Armata, impossessatasi dell'altura di Medea e dei ponti sull'Isonzo fra Cervignano e Monfalcone, avrebbe assicurato lo sbocco sulla riva sinistra dell'Isonzo, in vista di un successivo balzo sui primi rilievi del Carso.
Gli studi condotti fin dall'agosto 1914 sul problema della mobilitazione dell'esercito, il cui spostamento alla frontiera avrebbe richiesto almeno un mese, e avrebbe comportato provvedimenti talmente vistosi da far temere mosse anticipate da parte degli avversari, condussero all'adozione di un nuovo sistema di mobilitazione definito come «mobilitazione rossa». Esso entrò in vigore il 1º marzo 1915, con successivi richiami alle armi di militari in congedo effettuati non mediante pubblici bandi, ma attraverso la precettazione personale. Si cercò in pratica di tenere quanto più segreti possibile i preparativi per la guerra, ma l'efficiente servizio informazioni austro-ungarico venne a conoscenza dei preparativi fin dal 26 marzo.
Cadorna si preoccupò di portare l'esercito al massimo dell'efficienza contemplata dai piani prebellici; le unità di cui era prevista la costituzione al momento della mobilitazione (10 divisioni) vennero impiantate in anticipo affinché garantissero la stessa formazione ed efficienza di quelle permanenti. L'attenzione del Capo di Stato Maggiore si rivolse principalmente agli ufficiali e all'artiglieria. Ricorrendo a corsi accelerati e promozioni straordinarie, a metà luglio 1915 erano disponibili 17.000 ufficiali in carriera e 22.000 di complemento. Fu migliorata l'organizzazione dell'artiglieria e velocizzata l'introduzione di nuovi materiali; venne aumentata la produzione di cannoni campali da 75 mm e dei nuovi obici da 149 mm, e le batterie di artiglieria leggera passarono da 6 a 4 pezzi per guadagnare in mobilità, utile nella guerra di movimento ma, come si paleserà, non alla guerra di trincea. L'esercito si adoperò anche ad aumentare il numero di fucili e del loro munizionamento, ma non si colse la necessità di commesse maggiori per il munizionamento dell'artiglieria; insufficienti si rivelarono anche il numero di mitragliatrici e bombe a mano, mentre il numero di pezzi e munizioni per l'artiglieria media e pesante restarono per parecchio tempo, anche dopo l'entrata in guerra, molto scarsi.
Il rafforzamento voluto da Cadorna fu insufficiente per quantità e qualità: l'esercito scese in campo nel 1915 sostanzialmente con le forze previste nel 1914, meglio organizzate, ma senza quei progressi per l'artiglieria e il munizionamento che i combattimenti in corso indicavano come necessario, anzi, l'esercito austro-ungarico nel complesso durante i dieci mesi di neutralità italiana accentuò il divario con l'esercito italiano seppur provato dagli scontri che aveva dovuto sostenere. Nel luglio 1915 il Regio Esercito aveva mobilitato 31 000 ufficiali, 1 058 000 uomini di truppa, 11 000 civili e 216 000 quadrupedi, mentre le forze complessive dislocate all'interno del paese erano circa 1 556 000 uomini. Nel contempo la forza combattente austro-ungarica seppur avesse subito perdite non molto inferiori alla forza iniziale - un milione e mezzo di combattenti nell'agosto 1914, 1 250 000 tra morti, feriti, dispersi e malati entro l'anno - nell'estate 1915 schieravano ancora un milione e mezzo di soldati, già addestrati alla guerra di trincea, con più mitragliatrici, cannoni medi e pesanti e un'adeguata produzione di munizioni.
In sostanza, durante la neutralità, tra le alte sfere decisionali in Italia, tutti ragionavano ancora con il metro del tempo di pace, soltanto la condizione di guerra riuscirà a produrre le grandi accelerazioni che la mobilitazione di guerra richiese in tutti i campi.

#### La riorganizzazione dopo Caporetto
Dopo Caporetto il Generale Luigi Cadorna venne rimosso dal ruolo di capo di stato maggiore, venendo sostituito dal generale Armando Diaz

### La Regia Marina
Lo sviluppo navale italiano fu dettato principalmente dalla volontà di contrastare la tradizionale rivale francese, ma anche tenere conto dell'emergente k.u.k. Kriegsmarine. La doppia ipotesi di guerra della Regia Marina portò allo sviluppo di una flotta da battaglia potente e mobile, e inserì la marina italiana nella corsa mondiale agli armamenti navali precedenti la guerra. Le risorse investite furono notevoli, proporzionalmente più alte delle altre marine continentali; se la Germania nel 1912 investì il 28,2% della spesa militare per la marina, l'Italia arrivò al 37,4%, ossia quasi il 10% in più. Questi investimenti permisero di costruire nel periodo anteguerra un complesso formato da 5 navi da battaglia dreadnought, 9 corazzate pre-dreadnought, 8 incrociatori corazzati, 6 esploratori, 35 cacciatorpediniere, 18 sommergibili, e dopo il 1912, con una particolare enfasi sul naviglio leggero voluta dall'ammiraglio Paolo Thaon di Revel, venne aumentato l'organico dei cacciatorpediniere a 64 unità e quello dei sommergibili a una cinquantina entro il 1918. Una forza moderna e temibile, anche se tecnologicamente non avanzata come le marine britanniche e tedesche.
L'influenza della marina nelle scelte diplomatiche italiane nel periodo della neutralità fu notevole. Infatti, con la firma della convenzione anglo-francese del 1912 e la consapevolezza che in caso di permanenza nella Triplice intesa la Regia Marina si sarebbe dovuta confrontare con le marine britannica e francese, indussero gli ammiragli italiani a premere sul governo per evitare tale eventualità. Alla firma del Patto di Londra (26 aprile 1915) seguì una convenzione navale (10 maggio 1915) con la quale gli alleati assicurarono all'Italia il controllo delle operazioni nell'Adriatico, garantendo alcuni rinforzi per colmare le mancanze di naviglio leggero che avrebbero consentito di bloccare il canale d'Otranto e chiudere l'Adriatico.
Con l'ormai sempre più probabile abbandono della Triplice, nel settembre 1914 Revel pianificò le operazioni navali con l'obiettivo di ingaggiare in uno scontro decisivo la flotta austro-ungarica. La flotta italiana avrebbe provocato quelle nemiche inducendole a uscire dai porti in modo tale da distruggerle in un grande scontro in mare aperto, forte della propria superiorità tecnica e numerica. Il primo anno di guerra però evidenziò la l'importanza dei siluranti e dei sommergibili, che in più occasioni misero in difficoltà la marina francese, che pur bloccando la squadra austro-ungarica all'interno dell'Adriatico, sottovalutò l'importanza del naviglio sottile e il 21 dicembre 1914 rischiò di perdere la Jean Bart a causa del sommergibile U-12. Revel dovette quindi cambiare l'impostazione della guerra nell'adriatico, e nel gennaio 1915 la condotta delle operazioni fu orientata verso il concetto di «guerriglia marittima» con l'utilizzo di naviglio sottile, aerei e sommergibili per infliggere il massimo danno senza esporre a rischi evitabili le costose navi da battaglia, troppo vulnerabili agli attacchi dei sommergibili austro-ungarici.
La flotta fu quindi dislocata interamente lungo le basi adriatiche, con la base principale a Taranto per contribuire a bloccare il canale d'Otranto, mentre le forze leggere dislocate a Venezia avrebbero dovuto supportare l'avanzata delle truppe di terra lungo la costa giuliana. Il piano del comandante della flotta, l'ammiraglio Luigi Amedeo di Savoia-Aosta era molto aggressivo, esso prevedeva tre fasi: la prima fase vedeva le torpediniere e le unità leggere ripulire il basso Adriatico dalle unità leggere nemiche; nella seconda fase poi la flotta avrebbe distrutto le basi nemiche in Dalmazia meridionale dove era ospitato il naviglio leggero austro-ungarico, infine sarebbero state occupate alcune isole lungo la costa dalmata e condotte azioni di disturbo per indurre la squadra da battaglia asburgica ad uscire e ingaggiare battaglia in condizioni di inferiorità.
Il piano si rivelò velleitario e il naviglio leggero italiano non riuscì a liberare le acque dell'Adriatico meridionale dai sommergibili nemici, mentre gli austro-ungarici si dimostrarono più aggressivi del previsto. Già il 24 maggio 1915, giorno dell'entrata in guerra, forze leggere dell'ammiraglio Anton Haus bombardarono Ancona e altri porti italiani e venne condotto un attacco aereo su Venezia.
La flotta italiana si concentrò dunque a dar manforte alle operazioni alleate in Montenegro e a logorare le forze austro-ungariche, anche se l'atteggiamento di sufficienza dei comandi nei confronti dei sommergibili nemici fece si che il 7 luglio 1915 venne affondato l'incrociatore corazzato Amalfi silurato dall'UB-14, e il 18 luglio venne perso il Garibaldi colpito dall'U-4. Perdite gravi che palesarono quanto le acque dell'Adriatico fosse adatte soprattutto al naviglio sottile e ai sommergibili. L'11 settembre poi dei sabotatori affondarono la corazzata Brin nel porto di Brindisi; ciò indusse i vertici della marina ad una ancor maggiore cautela nell'utilizzo delle grandi unità, creando di fatto le condizioni di impasse che caratterizzarono la guerra navale in Adriatico, dove le unità maggiori di entrambi in contendenti rimasero al sicuro nei porti per quasi tutta la durata della guerra.
Le uniche operazioni di successo della Regia Marina nel primo anno di guerra fu l'evacuazione dell'esercito serbo e del corpo di spedizione italiano in Albania, sotto la pressione degli eserciti degli Imperi centrali che dilagavano in Serbia. L'operazione fu effettuata quasi interamente con piroscafi italiani, che condussero in salvo 260 895 militari, profughi serbi e prigionieri austro-ungarici, oltre a 81 855 soldati italiani. Alla fine del 1915 quindi si delineò la «guerriglia navale» pronosticata da Revel, in cui entrmabe le parti utilizzarono il naviglio sottile per logorarsi a vicenda, replicando in mare quanto avveniva sulla terraferma.

### Nuove armi e tattiche

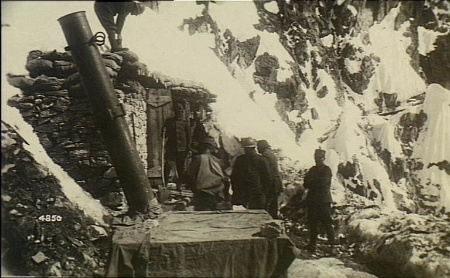
Una trincea italiana sull'Adamello con, in primo piano, una bombarda da 240 mm

Come le altre forze belligeranti, l'esercito italiano imparò con l'esperienza. All'inizio del 1916, dopo le pesanti perdite patite nelle prime battaglie dell'Isonzo, agli ufficiali inferiori fu ordinato di non condurre più gli uomini dalle prime linee ma di tenersi dietro di essi, e di eliminare dalle loro uniformi ogni elemento che le rendesse troppo distinguibili da quelle dei soldati come fasce e spade. Alla fine del 1915 iniziarono ad arrivare alle truppe nuovi equipaggiamenti, come indumenti appositi per il clima di alta montagna e vari dispositivi di protezione personale sperimentali: alle unità di tagliafili delle "compagnie della morte" furono distribuite le cosiddette "corazze Farina", pettorali con paraspalle composti da diversi strati di acciaio corredati da un grosso elmo a calotta con fronte rinforzata, i quali tuttavia si rivelarono eccessivamente ingombranti (la corazza pesava più di nove chili, l'elmo oltre due chili) e molto spesso insufficientemente resistenti alle pallottole austro-ungariche; tra l'ottobre e il novembre 1915 furono distribuiti alle truppe i primi elmetti personali, il modello "Adrian" importato dalla Francia poi ufficialmente adottato all'inizio del 1916 e prodotto anche in Italia come Elmetto Mod. 16.

Il primo carro armato italiano, il Fiat 2000

Oltre a incrementare enormemente la produzione di artiglieria e mitragliatrici, l'industria italiana iniziò a fornire alle truppe anche nuove armi: le prime bombe a mano furono distribuite alla fine del 1915, e gli esemplari più diffusi furono la SIPE e due modelli importati dalla Francia, la Excelsior-Thévenot P2 e il Petardo Thévenot; all'inizio del 1916 furono invece consegnati i primi esemplari di una bombarda capace di sparare grossi proiettili in calibro 400 mm dotati di alette, un'ottima arma per demolire i reticolati di filo spinato rimanendo al riparo delle proprie trincee. L'esercito italiano fu il primo a introdurre in servizio, nell'agosto 1915, un tipo di pistola mitragliatrice, la Villar Perosa, affiancata poi nel 1918 da altri due modelli di più moderna concezione come il Beretta MAB 18 e lo OVP prodotti però in pochi esemplari; nel settembre 1917 furono dati in dotazione ai reparti d'assalto i primi esemplari di lanciafiamme (il francese Schilt 3 bis, poi integrato da vari modelli di produzione italiana), i quali tuttavia si rivelarono armi troppo ingombranti e vulnerabili per l'impiego negli attacchi.
Nel campo dei mezzi blindati, che proprio durante il conflitto conobbero un loro primo sviluppo, l'Italia entrò in guerra con in dotazione alcune decine di autoblindo dei modelli Bianchi e Lancia 1Z: inizialmente, il terreno montuoso del fronte e la scarsa considerazione dei comandi per questi mezzi fecero sì che fossero impiegati solo in compiti di retrovia e di mantenimento dell'ordine pubblico, ma dopo la rotta di Caporetto le pianure del Veneto e del Friuli si dimostrarono una zona più adatta al loro utilizzo e le autoblindo furono impegnate con successo nel corso della battaglia del Solstizio e dell'inseguimento dell'esercito austro-ungarico dopo la rotta di Vittorio Veneto. Il primo carro armato di produzione italiana, il Fiat 2000, fu presentato alle autorità militari nel giugno 1917: mezzo mastodontico dal peso di quasi 40 tonnellate, fu prodotto in soli due esemplari utilizzati durante la guerra solo per compiti addestrativi. Alla fine del 1917 furono importati dalla Francia per prove e valutazioni un esemplare del carro pesante Schneider CA1 e quattro dell'ottimo carro leggero Renault FT; questi ultimi fecero da modello per un nuovo carro di concezione italiana, il Fiat 3000, ma la messa a punto del mezzo fu completata solo dopo la cessazione delle ostilità.

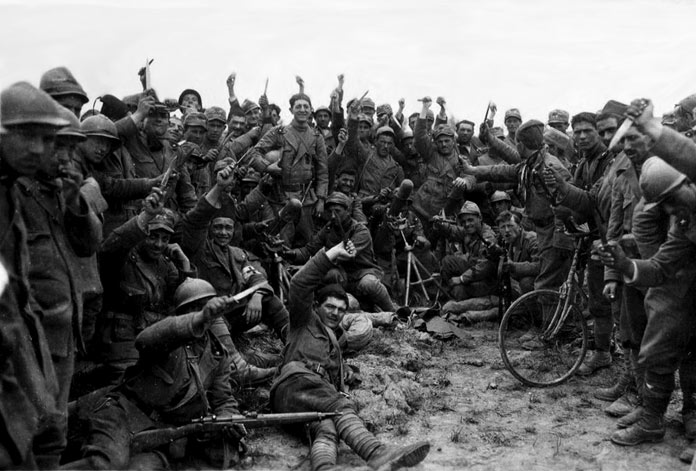
Un gruppo di Arditi italiani

Un'importante innovazione tattica fu la costituzione, a partire dal luglio 1917, dei primi "Reparti d'assalto", i cui membri furono collettivamente noti come "Arditi": eredi dei reparti di esploratori reggimentali esistenti già dal 1914, gli Arditi erano truppe d'assalto specificamente addestrate per la conquista delle trincee e dei capisaldi nemici e per la conduzione delle missioni più rischiose, operando in piccoli reparti autonomi aggregati ai vari corpi d'armata; per ripagare le pesanti perdite a cui questi reparti andavano incontro, gli Arditi ricevettero alcuni privilegi rispetto alle comuni unità di fanteria come rancio e vitto migliore, una disciplina meno severa e l'esenzione dai turni di guardia in trincea. I Reparti d'assalto ebbero il loro battesimo del fuoco durante l'undicesima battaglia dell'Isonzo e poi ancora durante Caporetto, quando furono frequentemente impiegati come retroguardia delle unità in ripiegamento verso il Piave; per il 1918, in aggiunta ai reparti aggregati ai corpi d'armata, erano state costituite due intere divisioni d'assalto, e gli Arditi furono intensamente impegnati nella battaglia del Solstizio e poi durante Vittorio Veneto.

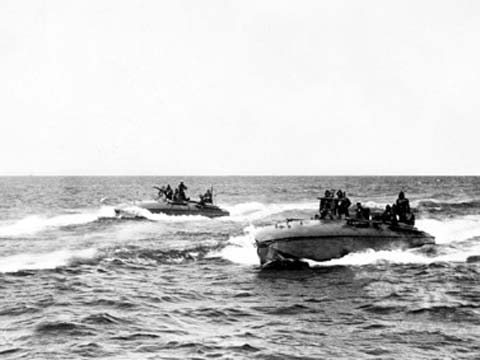
Una coppia di MAS in esercitazione

Le innovazioni riguardarono anche la guerra in mare: la Marina si era preparata a una guerra convenzionale con scontri diretti tra unità maggiori, e davanti a uno scenario fatto di rapide incursioni da parte di unità veloci e sommergibili mentre le corazzate nemiche rimanevano ferme in porto dovette mutare atteggiamento. Nel luglio 1915 fu commissionata alla ditta SVAN la realizzazione di un piccolo motoscafo armato di siluri, da impiegare come silurante veloce e mezzo anti-sommergibili: il Motoscafo armato silurante o MAS, realizzato in quasi 300 esemplari di vari tipi, si rivelò un mezzo molto adatto alla guerra di rapida corsa negli spazi ristretti del mar Adriatico, impegnato sia nell'attacco delle unità sorprese in navigazione sia in incursioni notturne all'interno degli stessi porti nemici. La necessità di portare l'attacco alle unità all'ancora nelle basi navali austro-ungariche portò a ideare una serie di nuovi mezzi insidiosi: nel 1917 fu ideato il barchino saltatore, un piccolo motoscafo silurante dotato di ramponi con cui scalare e superare le ostruzioni all'imboccatura dei porti, mentre nel 1918 fu impiegata la Torpedine semovente Rossetti, un siluro autopropulso con cui due sommozzatori (il maggiore Raffaele Rossetti, ideatore del mezzo, e il tenente medico Raffaele Paolucci) penetrarono nel porto di Pola per affondarvi la nave da battaglia SMS Viribus Unitis.

#### L'impiego dell'arma chimica
Seppur non con l'intensità raggiunta sul fronte occidentale, anche nel teatro italiano si verificarono episodi di impiego delle armi chimiche: le forze austro-ungariche impiegarono saltuariamente granate di gas lacrimogeno fin dalle prime fasi del conflitto, mentre il primo caso di impiego di gas tossici si ebbe il 29 giugno 1916 quando sulle posizioni italiane nelle vicinanze del Monte San Michele fu rilasciata una miscela gassosa a base di cloro e fosgene, causando 2.000 morti e 5.000 intossicati; gli austro-tedeschi utilizzarono ancora gli aggressivi chimici con notevole efficacia nelle fasi iniziali della battaglia di Caporetto nell'ottobre 1917 e poi, con minor successo, durante la battaglia del Solstizio nel giugno 1918. Le truppe italiane erano entrate in guerra con in dotazione una maschera antigas di produzione nazionale, la "maschera polivalente a protezione unica", costituita da più strati di garza imbevuti di sostanze chimiche che dovevano neutralizzare l'effetto dei gas: abbastanza efficace contro il cloro, la maschera era però quasi inutile contro alte concentrazioni di fosgene e contro aggressivi chimici più moderni come il difosgene e la difenilcloroarsina, e alla fine del 1917 fu abbandonata in favore della più efficace maschera britannica Small Box Respirator (a sua volta derivata dalla maschera francese M2).
Dal punto di vista offensivo, l'Italia iniziò la produzione di cloropicrina nell'autunno del 1916 presso i laboratori dell'istituto di farmaceutica dell'Università di Napoli, mentre nel 1918 lo stabilimento della Rumianca di Genova produceva fosgene al ritmo di sei tonnellate al giorno; entro la fine della guerra l'Italia produsse un totale di circa 13 000 tonnellate di aggressivi chimici. Le truppe italiane impiegarono le armi chimiche una prima volta nell'agosto 1917, durante l'undicesima battaglia dell'Isonzo, e poi ancora nel giugno 1918 nella zona del monte Grappa; armi chimiche furono poi impiegate dalle truppe italiane e francesi nel corso della battaglia di Vittorio Veneto, in particolare nelle zone di Folgaria, Sernaglia e dell'Altopiano di Asiago.

#### Lo sviluppo dell'arma aerea
Alla vigilia le conflitto l'aviazione del Regio Esercito era ancora tutta da organizzare, potendo contare su un'ottantina di velivoli, su qualche decina di piloti e su pochi mezzi aerei in dotazione alla Regia Marina. All'epoca le convinzioni di Giulio Douhet riguardanti l'importanza strategica dell'uso intensivo dell'arma aerea, non mutarono la sostanziale sfiducia dello Stato maggiore riguardo alle potenzialità dell'aeronautica, anche alla luce dei poco esaltanti risultati ottenuti in Libia nel 1911-1912.
Ma allo scoppio del conflitto tutti i paesi in guerra si dotarono rapidamente di nuove dotazioni aeronautiche, costringendo l'Italia a colmare il divario in vista dell'entrata in guerra. Nel 1915 fu costituito il Corpo aeronautico militare dipendente dal Ministero della Guerra, e contestualmente furono quadruplicati gli stanziamenti per il potenziamento dell'arma, tanto che dal 1915 al 1918 le spese per l'acquisto di velivoli e motori passò da diciassette a seicento milioni di lire, una spesa necessaria per sostenere le migliaia di missioni di caccia, bombardamento, ricognizione e difesa che partivano dalle circa quaranta basi aeree dislocate tra Friuli, Veneto, costa adriatica, Albania, Liguria e Sicilia.
Nell'autunno 1914 furono diramate le «norme per il servizio di guerra» che limitavano l'uso dell'aeronautica come strumento di osservazione e ricognizione, finalizzati a fornire informazioni all'artiglieria e alle forze di terra. A maggio 1915 queste direttive vennero sostanzialmente confermate e solo a luglio vennero diramate le prime direttive per il bombardamento nelle «norme per l'azione offensiva con gli aeroplani». Per la caccia invece, fino alle note emanate il 6 giugno 1918 dall'asso Pier Ruggero Piccio per l'«istruzione provvisoria per l'impiego delle squadriglie da caccia», i piloti avevano appreso le tecniche di combattimento emulando i compagni più esperti, basando le missioni sull'esperienza di volo e sulle contingenze.
Il primo scontro aereo tra un biplando austriaco e un ricognitore italiano avvenne a fine giugno 1915, e mise subito in luce l'arretratezza dei mezzi italiani, poiché il velivolo austriaco dotato di mitragliatrici ebbe facilmente ragione dell'aereo italiano dotato di un solo fucile. Iniziò così l'acquisizione di licenze estere e la produzione di massa di velivoli sempre più prestanti e moderni da parte dell'industria italiana. Parallelamente cambiò anche la dottrina strategica e l'impego tattico dell'arma aerea, così tra il 1915 e il 1916 andò ad affermarsi la teoria dell'impiego in massa della componente aerea, anche per i bombardamenti sulle città. Dall'estate 1915 con la disponibilità dei nuovi aerei da bombardamento, come il Caproni Ca.32, furono intraprese azioni di bombardamento sulle città slovene di Aisovizza (agosto 1915), Castagnevizza (7 ottobre 1915), Lubiana (18 febbraio 1916), Fiume (estate 1916). I dirigibili d'altro canto dimostrarono velocemente la loro arretratezza tecnica e le azioni di bombardamento divennero prerogativa degli aeroplani: nel 1917 l'aviazione portò a termine 1298 missioni di cui solo 52 effettuate da dirigibili, nel 1918 furono 2 730, di cui 114 effettuate da dirigibili. Solamente nella battaglia del Piave tra il 15 e il 25 giugno 1918 l'arma aerea effettuò 3 985 voli con una media di 450 velivoli utilizzati al giorno, sganciando complessivamente 98 tonnellate di bombe sulle linee austro-ungariche. A riprova del sempre maggior utilizzo dell'arma aerea si può notare come nel 1917 i duelli aerei furono circa 700, da gennaio ad agosto 1918 ben 2 225. Nel complesso, tra missioni di bombardamento, ricognizione, esplorazione, scorta e difesa, l'aeronautica compì un totale di 26 569 missioni, passando dalle 305 del 1915 alle 16 814 del 1918, rivelandosi determinante per la vittoria finale.
Tutto ciò comportò uno sviluppo delle industrie adibite alla costruzione di velivoli. Le officine specializzate passarono da sei a diciotto, e assemblarono circa 24 000 motori e 30 000 eliche, mentre il ramo delle riparazioni e della componentistica nacque praticamente da zero, dando vita a decine di imprese che diedero occupazione da decine di migliaia di operai. Allo stesso tempo crebbe esponenzialmente anche il numero di uomini che avrebbero dovuto portare in volo tali aerei: nel periodo bellico vennero formati in Italia circa 7 500 aviatori, di cui 5 193 piloti. Arruolarsi in aviazione sembrava essere una scappatoia dall'anonimato della morte di massa nelle trincee, ma ciò non significava che in volo si corressero meno rischi, poiché il tasso di mortalità degli equipaggi risultò quasi doppio rispetto a quello della fanteria, sfiorando complessivamente il 30% circa. In tutto il conflitto furono 989 gli aviatori caduti, 225 in combattimento, 693 per incidenti (soprattutto in fase di addestramento) e 71 per altre cause.
L'aviazione oltre ad affermarsi come arma decisiva, divenne anche un efficace strumento di propaganda, grazie anche alle azioni dimostrative effettuate da D'Annunzio su Trieste (7 agosto 1915), Trento (20 settembre) e soprattutto su Vienna (9 agosto 1918). Tali voli ebbero molta risonanza sulla stampa italiana, sempre più interessata alla guerra aerea. Tale successo mediatico fu dovuto anche dalla comparsa dei sempre più agili e veloci caccia, sviluppati per dare protezione ai lenti bombardieri e per attaccare i nemici. Dal 1916 questa tipologia di velivoli venne notevolmente sviluppata, dotando i caccia di mitragliatrici fisse utilizzabili direttamente dal pilota, rendendo superflua la presenza di un secondo membro dell'equipaggio. Come scrive lo storico Fabio Caffarena: «i cacciatori, calati nei loro veloci aerei monoposto in grado di compiere ardite manovre acrobatiche, si guadagnarono un determinante ruolo operativo e si imposero anche nell'immaginario collettivo». Nacque così il mito del cavaliere alato, e l'immagine dell'aviatore si affermò a livello di massa grazie alle imprese di Giannino Ancillotto, di Oreste Salomone, ma soprattutto dell'asso Francesco Baracca, abbattuto il 19 giugno 1918 dopo aver ottenuto 34 vittorie, e di D'Annunzio con i suoi raid propagandistici e con la sua partecipazione ai raid su Pola (agosto 1917) e Cattaro (ottobre 1917).

## Le operazioni militari

### Il fronte italiano

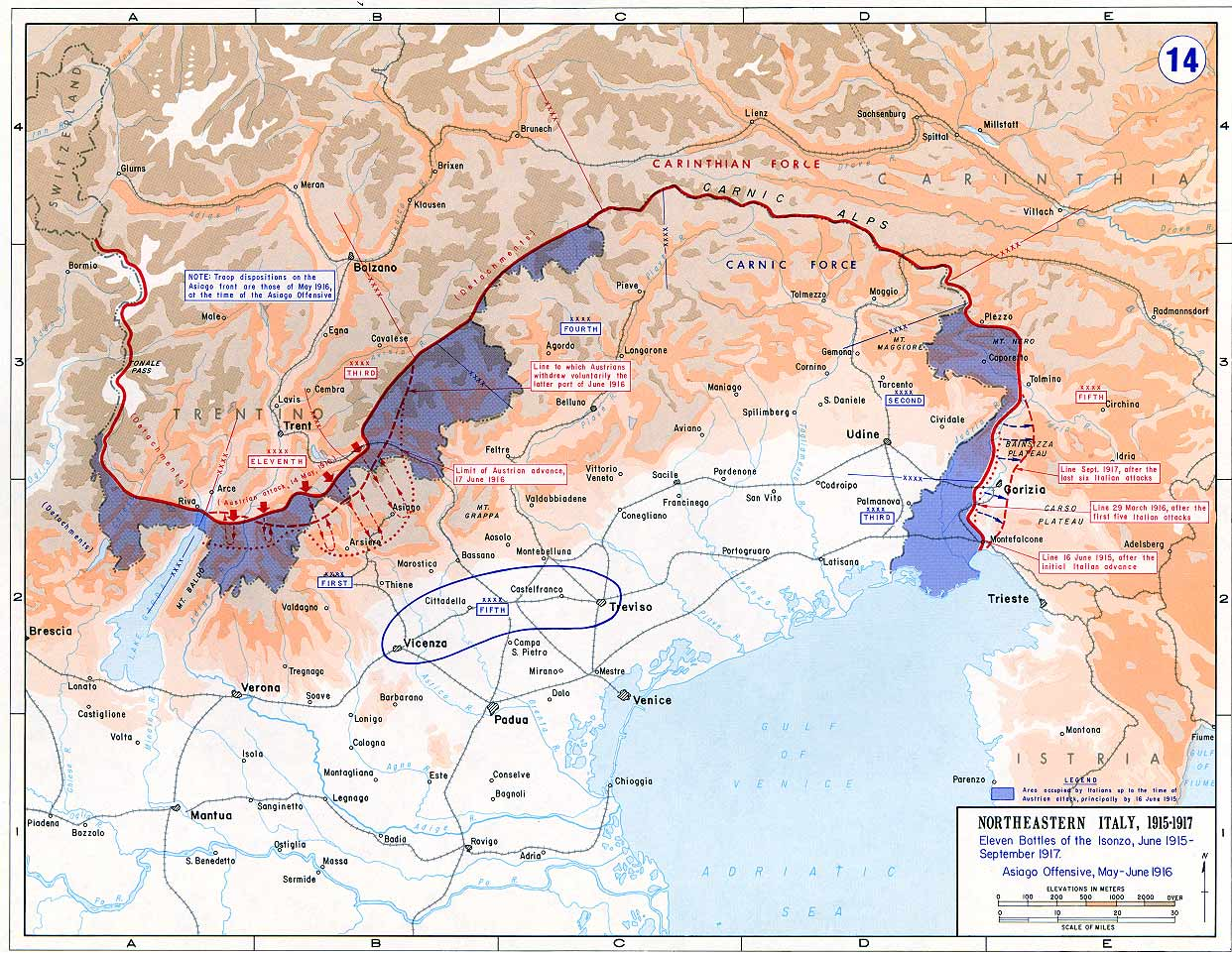
Operazioni sul fronte italiano tra il giugno 1915 e il settembre 1917

Il principale settore bellico dell'Italia correva lungo le Alpi orientali per una lunghezza di 655 chilometri, dal Passo dello Stelvio a ovest fino alla foce dell'Isonzo a est. La 1ª Armata italiana copriva il saliente del Trentino, tenuto dagli austro-ungarici, con compiti principalmente difensivi, mentre la 4ª Armata doveva operare sulle Dolomiti; un corpo d'armata autonomo dislocato sulle Alpi Carniche faceva da cerniera con le armate dislocate a est lungo l'Isonzo, la 2ª sul medio corso del fiume e la 3ª tra questa e il mare. Fin dal 24 maggio Cadorna ordinò un'avanzata dei reparti italiani lungo tutto il fronte, ma con la mobilitazione dell'esercito ancora in pieno svolgimento l'azione si sviluppò molto lentamente consentendo agli austro-ungarici del generale Svetozar Borojević von Bojna di correre ai ripari: nel corso delle prime settimane furono occupate alcune zone del Trentino meridionale, Cortina d'Ampezzo, Caporetto, Monfalcone e la vetta del Monte Nero, ma fu solo alla fine di giugno che le forze italiane furono pronte per assalire le difese austro-ungariche.
Tra il 23 giugno e il 5 dicembre 1915 Cadorna sferrò quattro distinte offensive contro le difese austro-ungariche dell'Isonzo, attestate a difesa di Gorizia lungo una linea tra le vette del monte Sabotino e del Podgora, subendo pesantissime perdite (62 000 morti e 170 000 feriti) a fronte di guadagni territoriali insignificanti; i contemporanei attacchi della 4ª Armata sulle Dolomiti non ebbero miglior successo, con violenti scontri in uno scenario di alta montagna in mezzo a ghiacciai e quote mediamente superiori ai 2 000 metri di altitudine (la cosiddetta "Guerra Bianca"). Il 1916 si aprì con una nuova fallimentare offensiva italiana sull'Isonzo tra l'11 e il 15 marzo, seguita da una massiccia controffensiva austro-ungarica partita dal Trentino a metà maggio: nel corso della battaglia degli Altipiani o Strafexpedition ("spedizione punitiva"), le forze austro-ungariche arrivarono molto vicine a spezzare le difese italiane nel settore dell'Altopiano dei Sette Comuni, finendo però con l'essere bloccate dalla dura resistenza dei difensori.

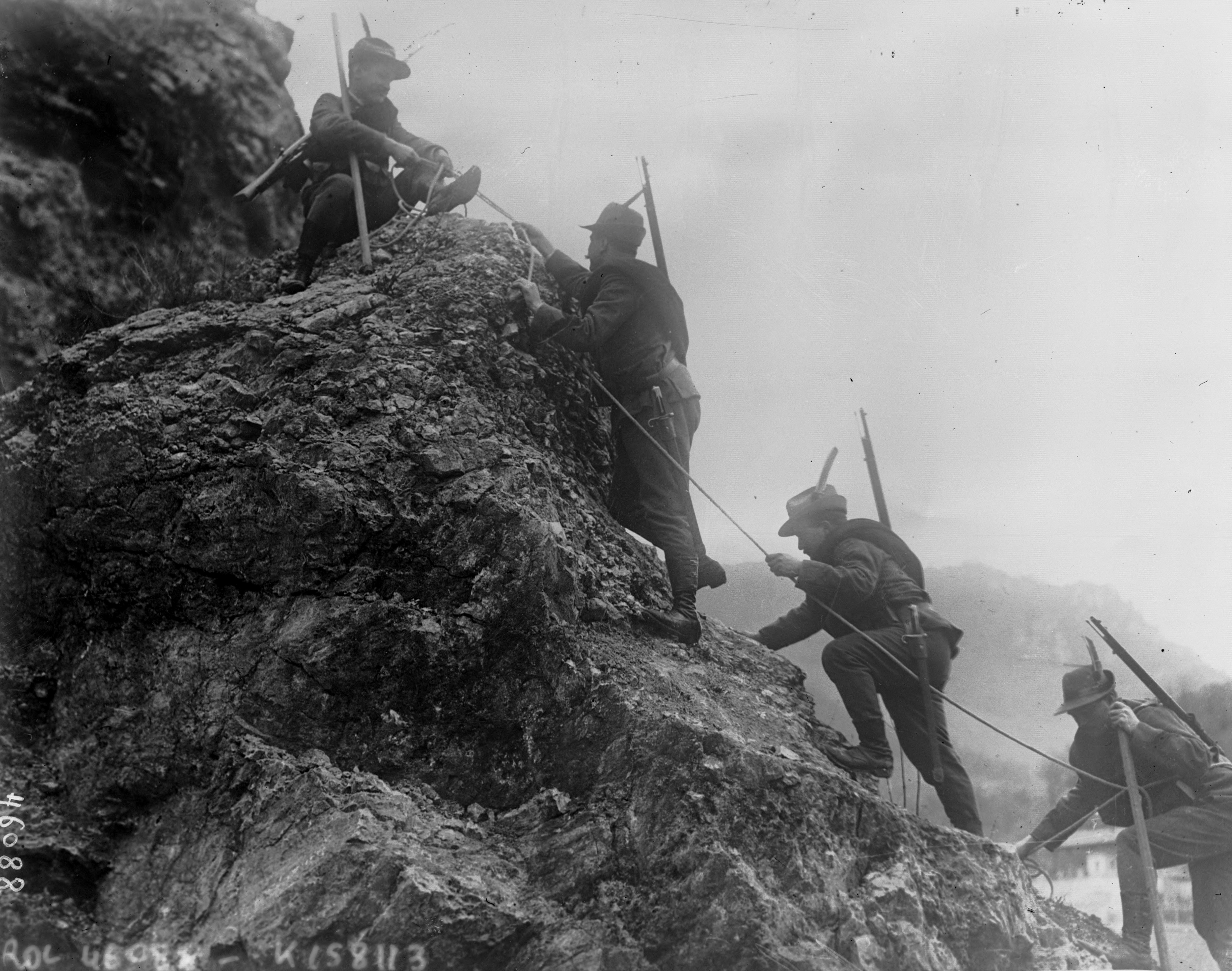
Alpini italiani impegnati in una scalata nel 1915

Cadorna sfruttò la situazione favorevole per sferrare una nuova spallata a est ai primi di agosto: nel corso della sesta battaglia dell'Isonzo le forze italiane riuscirono a spezzare la linea austro-ungarica, prendendo il Sabotino e il Podgora e infine conquistando Gorizia l'8 agosto. Le truppe di Borojević, tuttavia, furono in grado di ristabilire una nuova linea difensiva poco più a est, ancorata sulle vette del Monte Santo di Gorizia, del monte San Gabriele e del monte Ermada, contro cui si infransero i successivi attacchi italiani: tra settembre e novembre Cadorna sferrò altre tre offensive contro le posizioni austro-ungariche, guadagnando solo poco terreno al prezzo di pesanti perdite. Gli attacchi sull'Isonzo ripresero nella primavera del 1917, con un'offensiva tra il 12 e il 26 maggio e una seconda tra il 19 agosto e il 19 settembre, inframezzate da una limitata controffensiva austro-ungarica in giugno (la battaglia di Flondar): le forze italiane guadagnarono alcune posizioni, conquistando il Monte Santo e affacciandosi sull'altopiano della Bainsizza, ma non riuscirono a sopraffare le forti difese nemiche. Più a ovest, tra il 10 e il 29 giugno 1917, le forze italiane attaccarono la vetta del monte Ortigara, subendo pesanti perdite con solo esigui guadagni territoriali.

Fanteria italiana in azione sul Montello

Spossati dai continui e inconcludenti assalti, i reparti italiani dovettero subire un'improvvisa controffensiva austro-tedesca nel settore di Caporetto tra il 24 ottobre e il 9 novembre 1917: sfruttando le nuove tattiche di infiltrazione messe a punto dai tedeschi, i reparti degli Imperi centrali forzarono i punti deboli dello schieramento della 2ª Armata sul medio Isonzo aggirandone i capisaldi e spargendo il panico nelle retrovie; l'intera porzione orientale del fronte crollò mentre i reparti italiani davano vita a una confusa ritirata prima sul corso del fiume Tagliamento e poi fino alla riva meridionale del Piave, dove le armate riuscirono infine a riattestarsi. La battaglia di Caporetto rappresentò una pesante disfatta per il Regio Esercito, che subì 12 000 morti, 30 000 feriti e 294 000 prigionieri, oltre ad altri 400 000 soldati sbandati verso l'interno del paese e vaste perdite di materiale bellico tra cui più di 3 000 cannoni.
Il 9 novembre 1917 Cadorna fu rimpiazzato alla guida dell'esercito dal generale Armando Diaz, che dedicò molti sforzi a ricostruire le forze italiane, ricorrendo ai cosiddetti "ragazzi del '99" per rimpinguare i ranghi. Dopo un lungo periodo di stasi e riorganizzazione, il 15 giugno 1918 i reparti austro-ungarici tentarono un'offensiva risolutiva attaccando sia a ovest il massiccio del monte Grappa che al centro la linea italiana sul Piave, dando avvio alla battaglia del Solstizio: le truppe italiane ressero all'urto, e per il 22 giugno l'azione si concluse con la ritirata delle forze austro-ungariche. Diaz continuò con la sua paziente opera di riorganizzazione e rafforzamento dei reparti italiani, ricevendo anche il sostegno di un nucleo di divisioni francesi e britanniche; il 24 ottobre 1918, infine, le forze degli Alleati lanciarono la loro offensiva risolutiva: l'attacco italiano nel settore del Monte Grappa fu inizialmente bloccato dalla dura resistenza degli austro-ungarici, ma al centro i reparti italiani, britannici e francesi stabilirono una serie di teste di ponte sulla riva settentrionale del Piave, che furono a mano a mano allargate. Il 30 ottobre i reparti italiani entrarono a Vittorio Veneto, punto di giunzione delle armate austro-ungariche schierate sul Piave, mentre Borojević ordinava una ritirata generale lungo tutto il fronte: stremate dalla scarsità di viveri ed equipaggiamenti e in preda a forti divisioni dettate dalle istanze nazionaliste delle varie etnie contro le autorità centrali, le forze austro-ungariche si disgregarono lasciando migliaia di prigionieri in mano agli Alleati avanzati. Il 3 novembre 1918, mentre reparti italiani entravano a Trento e sbarcavano a Trieste, i delegati dell'Austria-Ungheria firmarono l'armistizio di Villa Giusti, conclusivo delle ostilità sul fronte italiano.

### Il teatro dei Balcani
Il Patto di Londra riconosceva all'Italia ampie pretese territoriali sull'Albania, all'epoca un principato indipendente da nemmeno due anni e in preda a forti tumulti che avevano portato alla dissoluzione del governo centrale; già il 31 ottobre 1914 le truppe italiane avevano occupato senza opposizione l'isolotto di Saseno, seguito il 26 dicembre dallo strategico porto di Valona. Nel novembre del 1915 l'esercito serbo, in rotta dopo essere stato battuto dalle forze degli Imperi centrali, si rifugiò nel nord dell'Albania chiedendo assistenza agli Alleati: tra gennaio e febbraio del 1916 una flotta di navi italiane, francesi e britanniche evacuò dai porti albanesi circa 260.000 persone tra soldati e profughi civili serbi, oltre a 10.000 cavalli, 68 cannoni e altro materiale bellico; le forze italiane stabilirono una guarnigione a Durazzo, ma ne furono scacciate dalle truppe austro-ungariche che in breve tempo occuparono tutto il nord e il centro dell'Albania.
La situazione rimase stazionaria per gran parte del conflitto, con un contingente italiano (arrivato a contare, al suo massimo, circa 100.000 uomini) padrone di Valona e del sud dell'Albania in congiunzione con il fronte stabilito dagli Alleati davanti Salonicco e nel sud della Macedonia; solo tra il luglio e il settembre 1918 le forze italiane passarono all'offensiva e, dopo duri scontri nel settore del monte Tomorr, ruppero il fronte austro-ungarico avanzando nell'interno dell'Albania: il 14 ottobre le unità italiane fecero il loro ingresso a Durazzo mentre il 15 ottobre fu occupata Tirana. L'avanzata proseguì nell'Albania settentrionale, con l'occupazione di San Giovanni di Medua il 28 ottobre e di Scutari il 1º novembre, prima che l'armistizio di Villa Giusti ponesse fine alle ostilità.
Su pressione degli anglo-francesi, nell'agosto 1916 l'Italia inviò un contingente a unirsi all'armata multinazionale raccolta dagli Alleati a Salonicco per opporsi alle forze tedesco-bulgare nella Macedonia meridionale (la cosiddetta "Armata alleata in Oriente"): il corpo di spedizione italiano, al comando del generale Ernesto Mombelli, arrivò a comprendere tre brigate di fanteria e un distaccamento di aviazione, per un totale di circa 40.000 uomini. Assegnate al settore occidentale del fronte macedone nella zona tra il Lago Prespa e il fiume Vardar, le forze italiane combatterono a fianco dei reparti francesi e serbi durante l'offensiva di Monastir del settembre-dicembre 1916 e della battaglia dell'ansa del Crna del maggio 1917, per poi partecipare alla decisiva offensiva del Vardar del settembre 1918 che portò alla rottura del fronte e all'uscita dal conflitto della Bulgaria.

### Le operazioni navali
Inizialmente il peso delle operazioni alleate ricadde sulla marina francese; l'Italia allo scoppio del conflitto aveva dichiarato la sua neutralità, mentre il Regno Unito era impegnato contro la Kaiserliche Marine nel mare del Nord e nella scorta al traffico mercantile nel Mediterraneo. Nel contempo la k.u.k. Kriegsmarine effettuò soprattutto azioni di disturbo tramite sommergibili e naviglio leggero, avvalendosi di U-Boot forniti dall'alleato tedesco sin dall'agosto 1914, i quali operarono con base nel porto di Pola sotto bandiera austro-ungarica. La situazione cambiò il 23 maggio 1915, giorno in cui l'Italia (nel rispetto degli impegni presi col patto di Londra) dichiarò guerra all'Austria-Ungheria. La Regia Marina si sobbarcò presto l'onere di intraprendere e gestire la guerra sul fronte dell'Adriatico durante tutto lo svolgimento del conflitto.
Il confronto lasciò subito ampio spazio agli agguati dei sommergibili, alle imprese aeree e in un secondo tempo alle audaci incursioni dei mezzi d'assalto quali i MAS. I due comandanti supremi contrapposti, l'ammiraglio Paolo Thaon di Revel e l'ammiraglio Anton Haus (in seguito rimpiazzato da Maximilian Njegovan e quindi da Miklós Horthy) non vollero infatti rischiare le grandi corazzate in acque ristrette, puntando invece su rapidi attacchi, sul blocco dei principali scali e sulla strategia della "flotta in potenza"; un'impostazione a cui si attennero in particolare gli austro-ungarici. Le operazioni non videro una netta prevalenza di uno dei contendenti ed ebbero fine con l'entrata in vigore dell'armistizio di Villa Giusti il 4 novembre 1918, giorno in cui la Regia Marina completò o mise in atto una serie di occupazioni anfibie delle maggiori città costiere nemiche.

### Altri teatri
Già nell'agosto 1914, nel periodo in cui l'Italia era ancora neutrale, diverse centinaia di italiani si offrirono volontari in Francia per combattere contro i tedeschi sul fronte occidentale, e come altre migliaia di volontari stranieri furono assegnati ad alcuni reggimenti ad hoc costituiti in seno alla Legione straniera francese: un buon numero di italiani fu assegnato al 3e Régiment del Marche della Legione insieme a volontari greci, belgi e russi, mentre il 4e Régiment del Marche era quasi interamente composto da italiani al punto che fu soprannominato "Legione Garibaldina". Nel dicembre 1914 il primo reggimento fu inviato sul fronte della Somme mentre il secondo operò nelle Argonne, ed entrambi subirono pesanti perdite negli scontri con i tedeschi; in vista della sua entrata in guerra, nel marzo del 1915 il governo italiano chiese lo scioglimento dei due reparti e gli uomini rientrarono in Italia.
Truppe italiane tornarono in Francia alla fine del 1917: come gesto di solidarietà per l'invio di divisioni francesi sul fronte italiano, l'Italia mise a disposizione dell'alleato prima reparti di truppe ausiliarie per attività di costruzione di retrovie (le "Truppe ausiliarie italiane in Francia" o TAIF), poi un intero corpo d'armata di truppe combattenti (il II Corpo d'armata del generale Alberico Albricci con due divisioni di fanteria e truppe di supporto): in totale, furono inviati in Francia circa 60.000 uomini delle TAIF e 25.000 del II Corpo. Il contingente italiano fu impegnato nell'offensiva di primavera tedesca del marzo-agosto 1918, subendo dure perdite nel corso della seconda battaglia della Marna, per poi prendere parte alla grande controffensiva degli Alleati (l'offensiva dei cento giorni) per poi concludere le operazioni come truppe di occupazione nella Saar.
La situazione della Libia allo scoppio della prima guerra mondiale era turbolenta: gli italiani controllavano le principali città sulla costa e alcuni presidi nelle regioni dell'interno, ma il resto del paese era largamente in mano ai gruppi di resistenti locali che continuavano ad opporsi con le armi alla penetrazione coloniale dell'Italia. La fallimentare spedizione del colonnello Antonio Miani nel Fezzan alla fine del 1914 e l'entrata in guerra dell'Impero ottomano (con la contestuale proclamazione da parte del sultano di una "guerra santa" contro le potenze europee) rinsaldarono il morale dei guerriglieri libici, e all'inizio del 1915 gli italiani dovettero abbandonare vari capisaldi, non senza subire forti perdite nei ripiegamenti: per l'agosto 1915 la presenza italiana in Tripolitania si era ridotta alle città di Tripoli e Homs e alle loro immediate vicinanze, mentre in Cirenaica, dove la resistenza era guidata dalla confraternita islamica dei Senussi, il controllo italiano non andava oltre una striscia di terreno tra Bengasi e Tobruch. Le forze italiane (tra i 60.000 e gli 80.000 uomini) dovettero portare avanti una dura guerra di posizione contro gli insorti libici, sostenuti da invii di armi e rifornimenti da parte di Germania e Impero ottomano tramite i sommergibili tedeschi operanti in Mediterraneo; in congiunzione con i britannici provenienti dall'Egitto, gli italiani inflissero alcune sconfitte ai Senussi in Cirenaica nel corso della cosiddetta "campagna dei Senussi", spingendo infine al confraternita a negoziare un fragile accordo di pace il 17 aprile 1917.

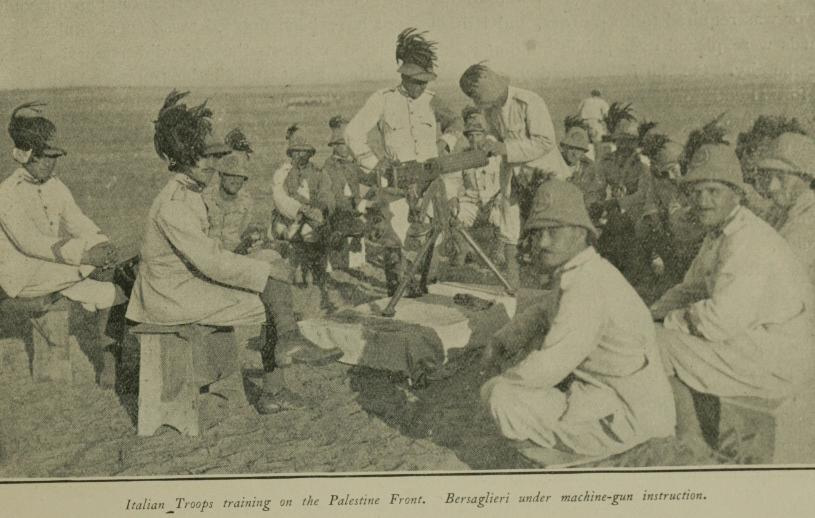
Bersaglieri in Palestina durante un addestramento con una mitragliatrice

La situazione nelle altre colonie fu meno turbolenta. L'Eritrea italiana visse un periodo di tensione con il confinante Impero d'Etiopia a causa della politica conciliante verso Germania e Impero ottomano da parte del nuovo imperatore ligg Iasù, un musulmano; la situazione migliorò nel settembre 1916 quando le massime autorità etiopi condussero un colpo di Stato ad Addis Abeba, detronizzando Iasù e rimpiazzandolo con la figlia del vecchio negus Menelik II, Zauditù: il complesso di quasi 10.000 uomini posto a protezione della colonia italiana fu progressivamente ridotto e i reparti migliori del Regio corpo truppe coloniali d'Eritrea inviati a combattere in Libia. La Grande Guerra accrebbe lo stato di isolamento della Somalia italiana, sostanzialmente lasciata a sé stessa; il presidio italiano dovette subire alcune scorrerie e azioni minori da parte dei ribelli somali dello Stato dei dervisci, impegnati in una decennale guerriglia contro i britannici del Somaliland, ma riuscirono a mantenere un certo controllo del territorio.

## L'esperienza dei soldati al fronte

### Dalla guerra di manovra alla guerra di posizione

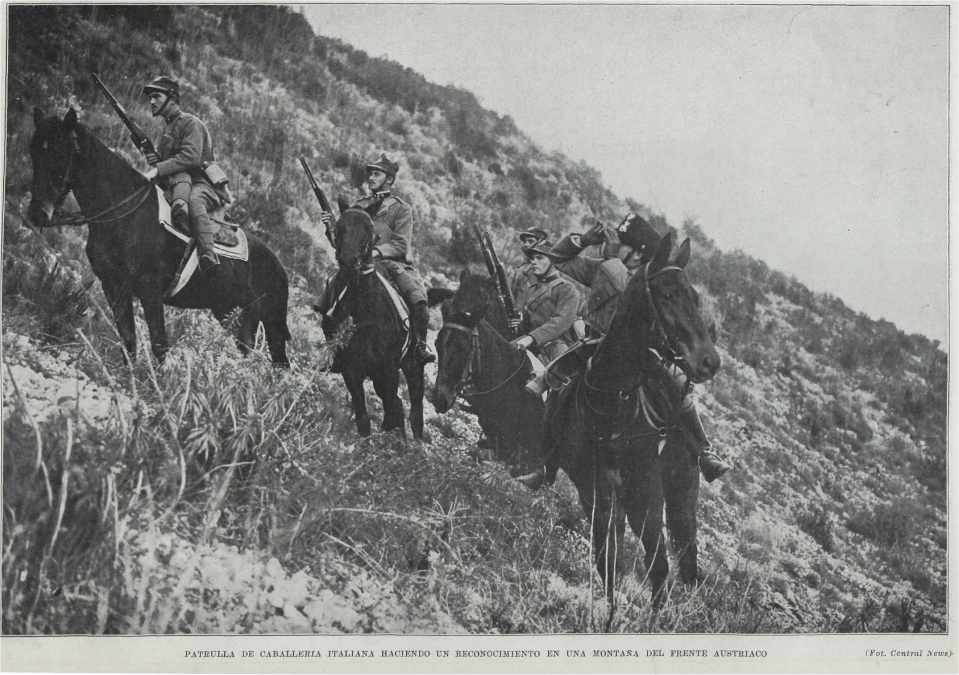
Una pattuglia di cavalleria italiana in ricognizione

Quando l'Italia entrò in guerra nel maggio 1915, il conflitto infuriava già da quasi dieci mesi: entrati in azione sulla base di piani preordinati che prevedevano grandi movimenti di truppe e manovre avvolgenti e risolutive, gli eserciti contrapposti si erano ben presto ritrovati invischiati in una sanguinosa guerra d'attrito caratterizzata da un fronte continuo e ininterrotto di linee trincerate, che rendeva impossibile qualunque aggiramento e obbligava a continui assalti frontali. Il grado di sviluppo economico raggiunto dai belligeranti permetteva loro di mettere in campo grandi masse di uomini, dotate di mezzi di elevata potenza distruttiva e riproducibili industrialmente su vasta scala senza grosse differenze qualitative tra un esercito e l'altro; al tempo stesso, tuttavia, la motorizzazione era solo agli inizi e questo rendeva difficile spostare celermente truppe e artiglieria sul campo di battaglia: gli eserciti si ritrovavano così ammassati in spazi ristretti, vulnerabili al devastante fuoco dell'artiglieria e delle mitragliatrici. Se gli assalti alle trincee potevano avere successo, il prezzo da pagare in vite umane era tale che l'attaccante si ritrovava spossato in breve tempo, consentendo al difensore di far affluire rinforzi e tappare così la falla nelle sue linee.

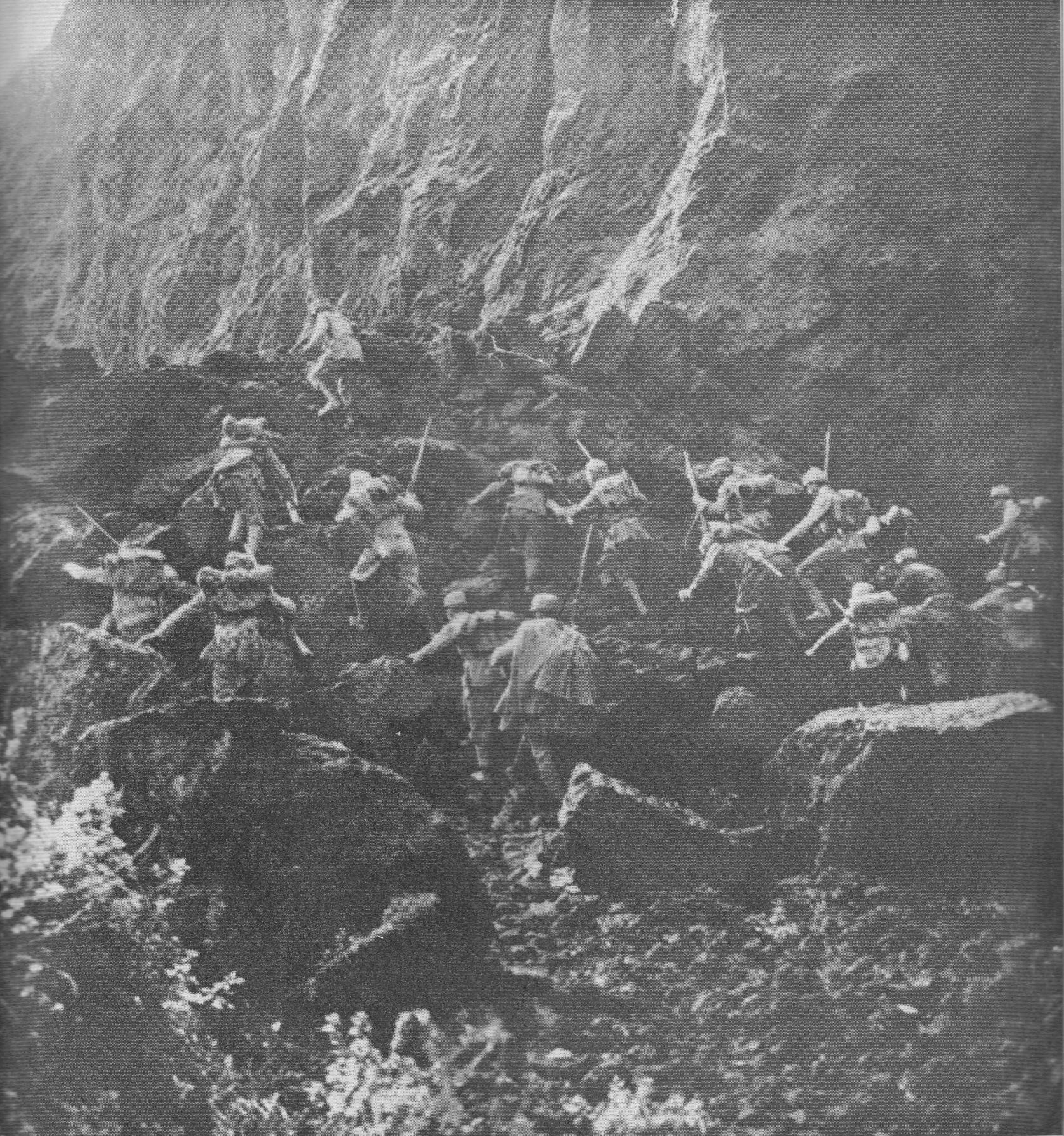
Fanti italiani avanzano nel difficile teatro del fronte alpino

Questa situazione non era sconosciuta all'alto comando italiano, grazie ai continui rapporti che giungevano dagli osservatori inviati al fronte (in particolare dagli addetti militari a Parigi, tenente colonnello Giovanni Breganze, e Berlino, colonnello Luigi Bongiovanni); questi misero in luce il potere distruttivo di mitragliatrici e artiglieria e il ruolo sempre più centrale delle trincee, ma come del resto la maggior parte degli ufficiali superiori degli eserciti belligeranti ritennero la guerra di posizione come un fatto temporaneo: la convinzione era che l'incremento della potenza difensiva rendesse più costosi gli attacchi, ma non fino a un livello inaccettabile. Cadorna rimase convinto che la guerra di logoramento fosse solo una condizione temporanea, e che sarebbe stata la manovra delle truppe a decidere le battaglie: pur riconoscendo il potere distruttivo delle nuove armi, e prescrivendo quindi che le truppe non si muovessero in masse compatte ma in ondate non dense, il generale continuò a insistere sul fatto che le posizioni nemiche dovessero essere conquistate con ripetuti assalti frontali; fattore decisivo degli scontri era ritenuta la forza di volontà, lo slancio dei reparti e la determinazione a vincere dei soldati, capace di compensare qualunque svantaggio tecnologico o geografico.
Le prime battaglie sull'Isonzo misero ben presto in luce l'infondatezza di tale dottrina tattica. I primi movimenti italiani nel maggio-giugno 1915 si svilupparono lentamente, facendo sprecare il vantaggio costituito dalla netta superiorità numerica iniziale sugli austro-ungarici: con la mobilitazione ancora da completare molti reparti italiani non erano pronti a muovere, vi era una generale carenza di artiglieria (in particolare quella pesante) e di mezzi per forzare gli sbarramenti di filo spinato, e il terreno impervio e privo di strade favoriva nettamente i difensori; l'avanzata italiana si arrestò già nel corso della seconda settimana di giugno, e le truppe iniziarono a sistemarsi nelle trincee. A fine giugno, la prima battaglia dell'Isonzo decretò il fallimento dei piani di Cadorna per una rapida e risolutiva offensiva contro il nemico: l'attacco lungo tutto il fronte isontino delle formazioni italiane si infranse contro le difese austro-ungariche non portando che a miseri guadagni territoriali, pagati con pesanti perdite umane.

### La vita nelle trincee

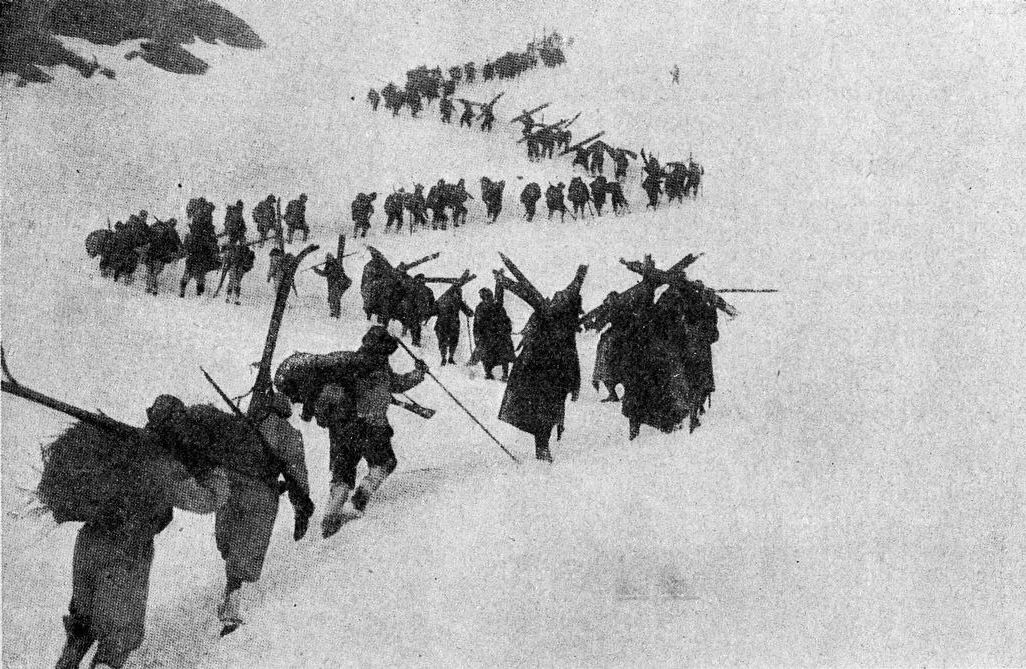
Alpini in marcia in alta montagna nel 1917

La guerra di trincea che si sviluppò sul fronte italiano non fu troppo dissimile da quella che si sviluppò sul fronte occidentale, anche se il terreno montuoso delle Alpi orientali non fece che peggiorare le condizioni di vita dei soldati e la costruzione stessa delle trincee: l'altopiano del Carso presentava un duro strato di roccia calcarea sotto un piccolo velo di terreno, rendendo impossibile scavare trincee profonde senza l'ausilio di perforatrici meccaniche e trasformando ogni esplosione di artiglieria in una cascata di pericolose schegge di pietra; l'altopiano era arido e privo di acqua nei mesi estivi e spazzato dai gelidi venti di Bora in inverno. Se le vette del Carso raramente superavano i 700 metri di altezza, oltre Plezzo sull'alto Isonzo e fino al confine con la Svizzera più a ovest l'altitudine media si attestava sopra i 2.000 metri di quota, con punte superiori ai 3.500: in questo scenario le postazioni dovevano essere rifornite attraverso impervi sentieri di montagna se non tramite teleferiche, con temperature inferiori ai -40° in inverno e valanghe che causavano spesso più vittime del nemico; conseguentemente, a parte poche azioni di massa i combattimenti vedevano di solito impiegati piccoli contingenti di truppe, intenti a conquistare una cima o un picco dominante.

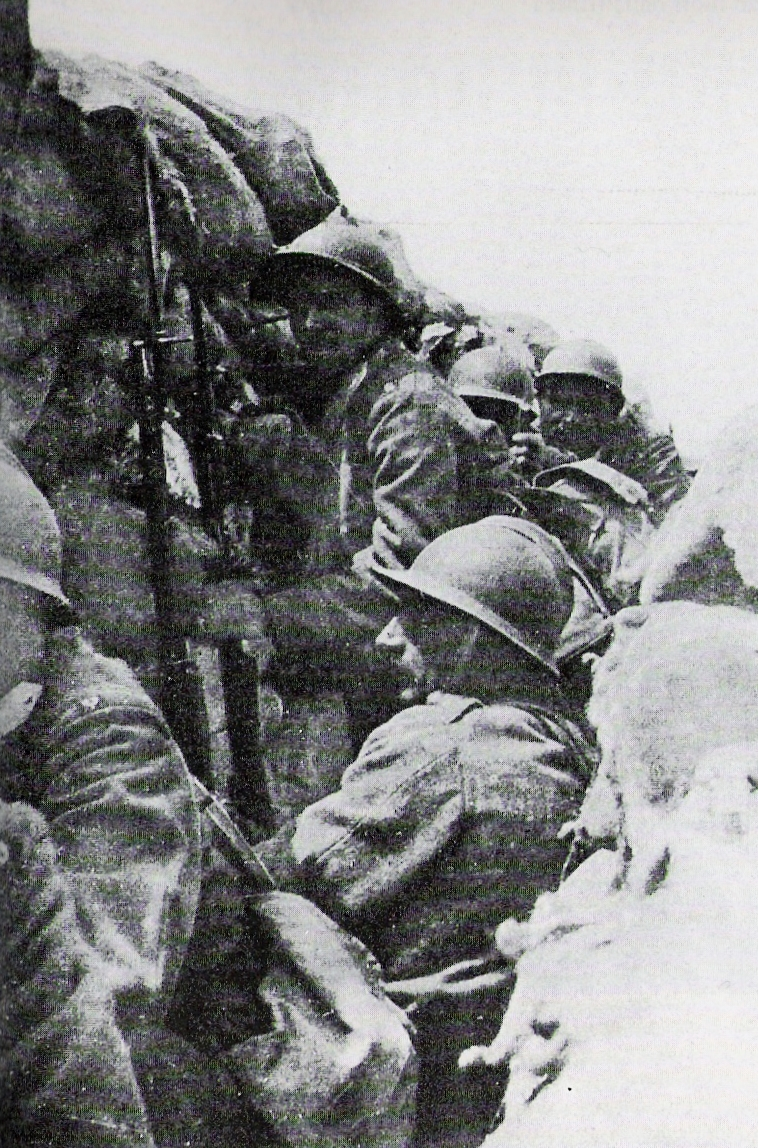
Fanteria italiana in trincea pronta all'assalto.

Le postazioni dei due eserciti iniziavano con una fascia di reticolati di filo spinato, saldamente assicurati al terreno da paletti di ferro o legno; seguiva la prima linea di trincee, scavata a zig-zag per evitare il fuoco d'infilata: la distanza media tra le due prime linee era di circa 100 metri, ma in seguito gli italiani tentarono di accorciarla a 50 o anche 20 metri, onde ridurre il tempo allo scoperto dei reparti lanciati all'attacco. Un centinaio di metri dietro la prima linea veniva una seconda linea di trincee, considerata come la linea di massima resistenza e quindi dotata di più robuste fortificazioni oltre a ricoveri sotterranei (nel Carso molte doline furono utilizzate a ciò) rinforzati anche con cemento armato, dove le truppe potessero sopportare al sicuro il bombardamento dell'artiglieria nemica; non era raro che vi fosse anche una terza e, in alcuni casi, una quarta linea di trincee, dietro le quali si trovavano poi le postazioni dell'artiglieria oltre ai comandi, ai depositi e agli ospedali da campo. In generale le postazioni italiane tendevano a essere realizzate in forma più primitiva e improvvisata, anche per ragioni prettamente propagandistiche (vista l'enfasi sull'offensiva a oltranza, si riteneva contraddittorio spendere energie per allestire solide e confortevoli postazioni difensive); al contrario, le linee difensive nemiche erano realizzate con più cura, anche vista la strategia quasi interamente difensiva seguita dagli austro-ungarici.
Generalmente, la sequenza di attacco seguiva sempre lo stesso schema: dapprima l'artiglieria martellava le posizioni nemiche con bombardamenti che potevano durare anche molti giorni di seguito (anche se, con il prosieguo del conflitto, si ritennero poi più efficaci bombardamenti molto concentrati della durata di poche ore), poi allungava il tiro sulle retrovie mentre i fanti uscivano dalle prime linee per l'attacco frontale. Gli austro-ungarici svilupparono la tattica di lasciare in prima linea durante il bombardamento preparatorio solo un piccolo numero di vedette, tenendo il resto delle truppe al sicuro nei rifugi sotterranei della seconda linea; quando il bombardamento italiano cessava, gli austro-ungarici facevano affluire rapidamente i rinforzi alla prima linea tramite camminamenti protetti. L'artiglieria pesante era in grado di demolire gli sbarramenti di filo spinato, ma se il bombardamento non era stato efficace i soldati dovevano aprirsi un varco con cesoie o tubi di gelatina esplosiva, un compito pericolosissimo (non a caso i reparti incaricati di ciò erano ribattezzati "compagnie della morte") e che di solito produceva solo modesti passaggi dove gli uomini si ammassavano divenendo facili bersagli per le mitragliatrici nemiche. Anche con gli uomini disposti "a ondate" e non in massa, gli attaccanti risultavano comunque molto vulnerabili; la coordinazione tra fanteria all'attacco e artiglieria non era mai ottimale, una situazione dovuta anche ai primitivi mezzi di comunicazione disponibili: radio e telefoni da campo erano apparecchi ingombranti, e sul campo gli uomini dovevano affidarsi a staffette, piccioni viaggiatori, fumogeni colorati o segnali luminosi.

### Consenso e propaganda al fronte

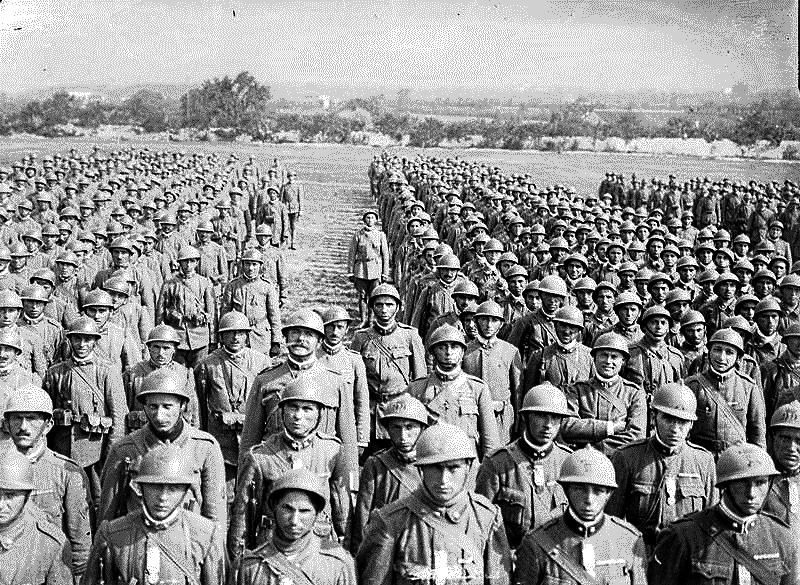
Soldati italiani ascoltano il loro comandante

Prima del 1917 le iniziative propagandistiche, ricreative e assistenziali nei confronti dei soldati erano state scarse e mal gestite. La propaganda era intesa in forme tradizionali e autoritarie, assai poco coinvolgenti se non addirittura controproducenti, come prediche e sermoni tenuti dagli ufficiali e a volte da figure appositamente reclutate per questo, come riformati o esonerati dal servizio, i quali apparivano dei "privilegiati" agli occhi dei fanti. I proclami sulle ragioni della guerra e le parole solenni, erano di quanto più distante poteva esserci rispetto al linguaggio e alla mentalità dei soldati, e questi consideravano quest'obbligo supplementare come una fatica inutile, che ne abbassava il morale. Significativo in questo senso fu quanto scritto da Giuseppe Prezzolini nel suo saggio Vittorio Veneto: «Si chiamava propaganda ordinare dei soldati sull'attenti in un cortile, dopo otto ore di fatiche e lì, togliendo un'ora di libertà, obbligarli a sentire la chiacchierata di un avvocato inabile alle fatiche di guerra.»
Per la grande maggioranza dei soldati, il consenso non venne ottenuto attraverso un'efficace propaganda o tramite una forte motivazione patriottica, e nonostante questo l'esercito italiano diede prova di solidità, compattezza e obbedienza durante tutti i tre anni e mezzo di guerra. Soltanto una minima parte dei soldati italiani faceva la guerra con chiarezza di idee e convinzione, i più combattevano senza comprenderne le ragioni o senza condividerle, e ciò era dovuto in parte ad un livello di acculturazione molto basso, e in parte alla gestione della guerra imposta da Cadorna. I comandi militari si preoccuparono di mantenere la disciplina attraverso la repressione già prima dell'inizio delle operazioni. La poca fiducia che Cadorna aveva nelle truppe non si può ricondurre solo a fattori personali, ma soprattutto alla politica della destra autoritaria di Salandra e Sonnino, altrettanto diffidenti verso le masse.
In definitiva si può dire con buona certezza che i soldati non capivano le ragioni della guerra, ma ciò non vuol dire che non avessero altre motivazioni per combattere che non furono la repressione, o l'adesione ai valori ufficiali o alla paura della fucilazione. Non è possibile misurare e analizzare dettagliatamente le ragioni, ma è allo stesso tempo palese che una guerra non può essere condotta senza il consenso dei combattenti. Questo consenso venne raggiunto da vari fattori, basati sia su ipotesi logiche non documentabili, sia su un'effettiva attività assistenziale e di gestione della guerra imposte dai comandi. Le ipotesi logiche sono in primo luogo la constatazione che gli uomini che vestirono la divisa erano stati educati alla disciplina dell'ambiente familiare e di lavoro; la società contadino-cattolica era una straordinaria scuola d'obbedienza, ed era ancora forte sia nelle campagne che nelle città, e contribuì assieme alla scarsa istruzione media generale, a far accettare passivamente la guerra ai soldati. Inoltre vi era il forte elemento di spirito di corpo che univa gli uomini reclutati nei medesimi reparti, molto forte per esempio negli Alpini, ma presente in tutti i reggimenti di fanteria, che non fu unicamente legato alla disciplina imposta da Cadorna o dallo spirito patriottico, ma piuttosto ad un senso di fratellanza che accomunava tutti gli uomini al fronte.
Mentre l'impostazione della guerra italiana e la mancanza di politiche adeguate, fecero si che il consenso dei soldati fosse totalmente in mano all'istituzione militare, almeno fino a Caporetto. Gli studi in materia hanno evidenziato la componente repressiva, incoraggiata da Cadorna, resa evidente dalla drammatica documentazione dei processi e delle fucilazioni. Ma la repressione da sola non è da sola efficace, e può valere solo all'interno di un sistema complesso con cui l'istituzione militare recluta, inquadra, e spoglia di tutte le sue condizioni civili il soldato, lasciandogli quindi non altra identità che quella militare, e spingendolo dunque ad accettare le regole dell'istituzione militare, e ad obbedire alle sue regole gerarchiche, patriottiche e del dovere. L'ufficiale diventa quindi un punto di riferimento obbligatorio, e il reparto di appartenenza una società provvisoria, che inquadra il soldato e gli fornisce le regole e i valori da seguire all'interno di questa. I soldati rifiutano tutto ciò che esce dalla loro sfera di esperienza diretta, e si identificano con il gruppo, affrontando i rischi dei combattimenti per solidarietà verso i compagni; e questo fu proprio uno dei fattori determinanti che contribuirono alla coesione dell'esercito.
Le attività assistenziali fino al 1917 furono frutto di iniziative non ufficiali di preti con l'appoggio delle gerarchie e il permesso degli alti comandi militari, ma senza un loro impegno diretto. I parroci erano sempre stati importanti mediatori culturali nelle comunità contadine, e ora investirono le loro competenze e la loro abitudine a trattare con persone semplici, nella cura delle anime dei soldati. Significativo fu il caso di don Giovanni Minozzi, il quale promosse l'istituzione al fronte e nelle retrovie di Case del Soldato, centri ricreativi dove i fanti riposavano, ascoltavano musica, assistevano a spettacoli teatrali, leggevano e trovavano qualcuno che li aiutasse nel compilare le lettere da inviare a casa. Don Minozzi intuì che l'organizzazione del consenso richiedeva strumenti meno rozzi delle conferenze imposte dall'alto, ma doveva basarsi sulla creazione di ambienti accoglienti e rassicuranti per i soldati. Per convincere erano prima di tutto necessario assistere, distrarre e infondere fiducia, promuovendo atteggiamenti consensuali. Il discorso patriottico e ideologico non fu del tutto estraneo alle Case, ma veniva soprattutto proposto più che imposto, ma la svolta da questo punto di vista si ebbe dopo la rotta di Caporetto, quando tra gli ufficiali si avvertì la necessità di una «disciplina di persuasione». Fu quindi istituito un apposito Ufficio Propaganda (Ufficio P) col compito di impostare basi nuove e di coordinare le iniziative in questo senso. Le principali attività del servizio P al fronte consistette nel formulare schemi di conversazione facilmente comprensibili, che facevano leva sulla sensibilità dei fanti, su motivazioni patriottiche, e sulla promozione di giornali di intrattenimento, divulgazione e propaganda da far circolare tra i soldati. Erano i cosiddetti «giornali di trincea», che nelle loro pagine descrivevano la vita al fronte, pur senza negandone i disagi, in chiave scherzosa, ora patetica e rassicurante, con nuove tecniche di comunicazione visiva e verbale, sostituendo in parte la grande stampa nazionale che non era mai riuscita a toccare veramente il pubblico popolare.
Si trattò quindi di un primo grande esperimento di pedagogia di massa, della prima operazione su larga scala di condizionamento e formazione dell'opinione popolare in chiave nazional-patriottica, seppur limitata all'esperienza delle trincee, per la quale furono chiamati letterati, scrittori, disegnatori, grafici e pedagogisti; in pratica gli esperti di mass-media di allora, con a capo Giuseppe Lombardo Radice, professore universitario di pedagogia. Radice tese a svecchiare i metodi autoritari della scuola, partendo dal coinvolgimento dei bambini, e allo stesso modo considerò i soldati come bambini ai quali bisognava insegnare, divertendoli, la lingua italiana e l'ideologia nazionale. Era infatti molto difficile, forse inutile, parlare di patria in astratto a fanti semianalfabeti, mentre molto più facile e produttivo fu rappresentare con spettacoli e immagini l'idea del nemico da combattere e sconfiggere, offrendo un codice di lettura accessibile e adeguato all'esperienza in corso.

### Ammutinamenti, diserzioni e giustizia militare
I primi episodi di insubordinazione nell'esercito si ebbero già nel dicembre del 1915, e furono provocati paradossalmente a causa delle prime licenze date ai soldati che durante il primo inverno di guerra si recarono a casa e presero atto di come viveva il Paese dietro al fronte di combattimento. Fino ad allora i comandi aveva rilasciato pochissime licenze, e solo per circostanze straordinarie e gravissime, e una severa censura postale aveva reso radi e difficili i contatti tra i soldati e le loro famiglie. La pausa invernale diede l'opportunità all'esercito di concedere le licenze che, nelle intenzioni dello Stato Maggiore, dovevano servire a ritemprare lo spirito dei fanti. Costoro invece si resero subito conto che il Paese era all'oscuro della realtà della guerra, che i giornali e il potere militare si sforzavano di nascondere, e al loro ritorno non trovarono un Paese orgoglioso dei loro sacrifici, pronto ad accoglierli come eroi. Scrisse a tal proposito Corrado De Vita «Ho visto tanti di quei giovani godersela nei teatri e nei caffè che mi veniva voglia di prenderli a pugni e di odiarli più degli Austriaci». Nasceva così la frattura, che col tempo divenne insanabile, tra il fante e gli uomini che restavano a casa, i cosiddetti "imboscati", i quali furono il bersaglio preferito delle lamentele e delle invettive dei soldati.
A questo si unirono poi i richiami agli uomini mandati in licenza dello Stato Maggiore, che oltre ad imporre ai soldati di non rivelare nulla di quanto accadeva al fronte, proibì, per mezzo dei carabinieri, l'ingresso nei caffè e le passeggiate con la ragazza al braccio ai soldati. Anche il governo diede il suo contributo ad appesantire la situazione; il governo Salandra seguitava a sperare in una guerra breve e limitata alla trincea che non provocasse traumi o sconquassi sociali, per cui incoraggiò l'ottimismo e non diede limitazioni ai consumi e non impose alcuna austerità alla popolazione; ma ancor più grave fu la disparità nel salario medio giornaliero di un operaio e quella del contadino in armi, 7 lire contro appena 90 centesimi.
Tutti questi fattori provocarono i primi episodi di insubordinazione. Nel dicembre un reggimento di calabresi si ammutinò ed ebbe un conflitto a fuoco con i carabinieri, mentre a Sacile un battaglione di Alpini si ribellò agli ufficiali e sabotò alcune linee telefoniche. Cadorna perciò impartì istruzioni disciplinari molto severe ai tribunali militari, ma questi in un primo tempo faticarono ad adeguarvisi. L'episodio di Sacile non portò a condanne di morte, e Cadorna deplorò questa mitezza ed esigeva che nei casi in cui fosse difficile stabilire le responsabilità, si ricorresse alla decimazione. Rimasto inizialmente sulla carta, questo provvedimento trovò due anni dopo una spietata applicazione.
Il Codice militare con cui l'Italia era entrata in guerra, vecchio di oltre mezzo secolo, fu notevolmente irrigidito da Cadorna, il quale aggiunse nuove figure di reato, aggravò le pene e impose agli ufficiali in linea e ai comandi di reparto forme di giustizia sommaria. Più che mai secondo il Capo di stato maggiore occorreva sanzionare, agli occhi dei responsabili e di tutti, il crimine sociale, preservando così l'organismo dell'esercito senza badare ai diritti della persona. Questo fu anche il ragionamento con cui Cadorna, così come Sonnino, attuarono volontariamente una politica di mancato sostegno ai militari caduti prigionieri nelle mani del nemico, considerati colpevoli di essersi arresi, e per questo lasciati soli e non tutelati dal governo italiano nel tentativo di persuadere eventuali imitatori. Cadorna in veste di "legislatore" aggiunse norme riguardanti; la codardia, che prevede la pena di morte per un militare che «in faccia al nemico si sbandi, abbandoni il posto o non faccia la possibile difesa»; l'abbandono di posto e la violata consegna; la diserzione, con il rialzo della gravità del reato e della pena; le diverse varianti dell'insubordinazione individuale e collettiva, fra cui la rivolta armata e non armata; e l'ammutinamento.
Non è facile però ricostruire le cifre della complessa fenomenologia di protesta e di dissociazione alla guerra in seno alle forze armate. Dalla dichiarazione di guerra all'amnistia concessa dal governo Nitti il 2 settembre 1919, le denunce all'autorità militare assommano a 870.000, su poco più di 5 milioni di mobilitati. Ben 470.000 di queste corrispondono peraltro alla particolare figura del renitente alla leva, cioè alla grossa fetta di emigrati che non risposero alla chiamata alle armi. Nel corso del conflitto i reati più gravi aumentarono decisamente: gli 8.000 casi di diserzione nel primo anno di guerra, salirono a 25.000 nel secondo, mentre nel 1917 si registrò la cifra di 22.000 diserzioni nei soli sei mesi prima di Caporetto. Tra i disertori però vanno classificati comportamenti molto diversi, dal passaggio al nemico, ai casi più comuni di allontanamento dai reparti verso l'interno del paese o i ritardi nel ripresentarsi dopo una licenza o una missione. I soldati condannati per reati di questo tipo commessi mentre si trovavano in linea furono poco più di 6.000, mentre circa 93.000 furono quelli giudicati colpevoli per essersi allontanati o per non essere rientrati mentre il reparto si trovava nelle retrovie, in riposo, o mentre erano in licenza. Tutto ciò lascia pensare che nella grande maggioranza dei casi, il soldato era spinto da un desiderio di sottrarsi anche per poco agli obblighi militari, piuttosto che dal tentativo di disertare in maniera definitiva.
Il numero di condanne a morte comminate e di quelle poi eseguite non si può sapere con certezza, anche perché i numeri delle esecuzioni sommarie non sono noti, ma sono state calcolate in circa 4.000 condanne a morte comminate da tribunali militari, quasi 3.000 delle quali in contumacia, e - delle rimanenti - 750 eseguite, 311 non eseguite, a cui vanno aggiunte le decimazioni e fucilazioni sul campo, circa 300.
Per quanto riguarda i rifiuti e la protesta collettiva, questi fenomeni nacquero sempre in reparti di fanteria a riposo nelle immediate retrovie del fronte; gli undici casi documentati (tre nel 1916 e otto nel 1917) riguardarono tutti reparti che ricevuto l'ordine di tornare al fronte e, col favore della notte, protestarono vivacemente all'interno dell'accampamento sparando in aria. Con una sola eccezione, la protesta si ferma qui, anche se questi undici casi comportarono una serie di esecuzioni sommarie con il ricorso alla decimazione in almeno quattro casi. In un solo caso si può parlare di rivolta: nella notte tra il 15 e il 16 luglio 1917 nell'accampamento della brigata "Catanzaro" ci furono diversi scontri a fuoco e propositi di resistenza, che portarono alla morte di due ufficiali e 2 feriti, nove soldati uccisi e venticinque feriti. All'alba la protesta rientrò con l'arrivo di truppe, e furono fucilati sedici indiziati e dodici sorteggiati, poi la brigata tornò in linea.
Ma i rifiuti non si fermarono alle proteste di alcuni reparti, i casi registrati di singoli soldati che in un modo o nell'altro tentarono di fuggire dagli obblighi della vita militare furono molteplici. Per quanto riguarda i procedimenti giudiziari aperti, 100.000 per renitenza e 340.000 verso militari alle armi, e le condanne di questi ultimi, 101.700 per diserzione, 24.500 per indisciplina, 10.000 per autolesionismo e 5.300 per resa o sbandamento. Questi dati però non bastano per misurare la frequenza delle infrazioni, perché molte non erano perseguite e molte erano denunce infondate, come dimostra il 40% medio di assoluzioni.

### I prigionieri di guerra
(Carlo Salsa, Trincee)

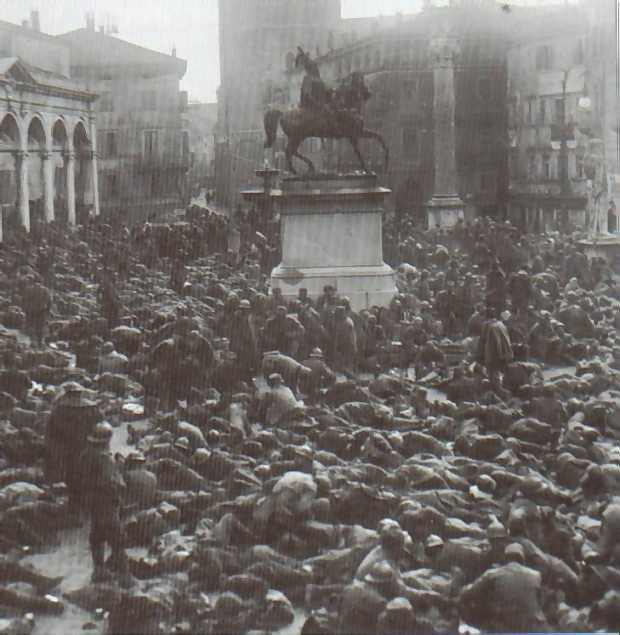
Italiani prigionieri degli austriaci a Udine nel 1917

Come furono milioni gli uomini mobilitati, furono milioni anche i prigionieri deportati nei territori europei e sottoposti alla reclusione per mesi e anni. Possiamo solo immaginare cosa significasse organizzare, registrare, ricoverare, sorvegliare e nutrire questi milioni di uomini, i quali molto spesso dovettero sopportare privazioni materiali inferte intenzionalmente, e violenze fisiche conseguenti soprattutto allo spostamento coatto e alla concentrazione improvvisa di grandi masse, spesso già provate, in condizioni di emergenza. La violenza sui prigionieri, le punizioni corporali, le forme di sopraffazione e gli abusi (esasperati talvolta da fattori etnici), erano spesso una conseguenza degli effetti della complessa organizzazione dei campi, piuttosto che frutto di odio o volontà punitiva. Furono in particolare le autorità tedesche ad imporre rigide forme di regolamentazione della vita quotidiana nei campi di prigionia, con misure che tendevano a trasformare gli uomini in numeri, facendo loro conoscere - per la prima volta su larga scala - la spoliazione totale dell'identità personale. Ad aggravare la situazione si aggiunsero poi le difficoltà alimentari in Germania e Austria dovute al blocco navale imposto dagli alleati, che colpirono la popolazione, e in maniera altrettanto pesante si riverberò sui prigionieri di guerra, che dovettero affrontare inoltre anche il freddo e le malattie, in particolare la tubercolosi e l'inedia.
Gli italiani che finirono nei campi austro-tedeschi furono complessivamente circa 600.000, circa la metà dei quali catturati dopo la rotta di Caporetto. I principali campi che li accolsero furono Mauthausen, Sigmundsherberg, Theresienstadt in Boemia, Celle nell'Hannover, Rastatt nel Baden, dove in questi ultimi due fu detenuto anche Carlo Emilio Gadda. Gadda, allora giovane ufficiale degli Alpini, fu catturato nei giorni di Caporetto, e nel dopoguerra ha lasciato un resoconto della sua esperienza in prigionia nei libri Giornale di guerra e di prigionia e Taccuino di Caporetto.
Gadda pose l'accento - con un'insistenza quasi ossessiva - sulla fame e sulle condizioni terribili dei prigionieri rinchiusi a Celle, e di come nonostante le condizioni degli ufficiali come Gadda erano relativamente migliori di quelle dei soldati di truppa, le testimonianze di questi risultano spesso drammatiche, e raccontano la lotta quotidiana per la sopravvivenza in molti casi destinata alla sconfitta. Per sopravvivere a tali condizioni erano essenziali gli aiuti delle famiglie, i «pacchi» tanto attesi dai detenuti, che tuttavia spesso non giungevano o arrivavano manomessi o depredati. L'affidamento esclusivo agli aiuti privati però non bastava e non assicurava la sopravvivenza dei prigionieri, per i quali sarebbero occorsi aiuti organizzati dai governi dei rispettivi paesi. Di ciò si resero conto le principali potenze dell'Intesa, che conclusero accordi con gli Imperi centrali - interessati ad alleggerire la pressione delle esigenze alimentari - per lo svolgimento di tale compito. Non così il governo italiano, convinto a lungo di non poter contare sulla fedeltà dei combattenti, ossessionato dalle diserzioni e convinto che le notizie sulla fame che si pativa nei campi di prigionia le avrebbero scoraggiate. Le autorità italiane (in primo luogo Orlando) proibirono ed ostacolarono in ogni modo la pratica di aiuti organizzati, e solo sul finire del conflitto tentarono un esperimento in questo senso. Tale condotta ebbe risultati disastrosi, e dei 600.000 prigionieri, circa 100.000 morirono in prigionia per tubercolosi, stenti e fame.
Durante il conflitto, la propaganda si occupò della prigionia quasi soltanto per ribadirne il carattere disonorante: i prigionieri erano «sventurati e svergognati» che avevano «peccato contro la patria», come proclamava D'Annunzio e ripeteva la stampa. E la disfatta di Caporetto suggellò questa riprovazione. La responsabilità della sconfitta ricadde immancabilmente su chi si era arreso senza combattere o peggio aveva tradito. Tale propaganda arrivò perfino ad essere accettata dai prigionieri stessi, i quali si preoccupavano spesso di allontanare da sé il sospetto di non aver combattuto, e difende chi si è trovato nelle sue stesse condizioni in un dato luogo del fronte, ma dà per scontato che la massa dei compagni prigionieri meriti il giudizio severo dell'opinione pubblica. La propaganda si occupò della prigionia anche in altro modo, ossia con una serie di opuscoli diffusi nel 1917-1918, in cui venivano descritte le condizioni di vita dei prigionieri in mano agli austriaci. La prigionia veniva descritta in modo tetro, con il duplice intendo di attizzare l'odio verso il nemico, cercando di distogliere i soldati da ogni tentazione della resa, facendo passare il messaggio che la resa è un atto disonorevole che avrebbe inoltre peggiorato le condizioni di vita e aumentato le sofferenze. Questo atteggiamento era appoggiato e incoraggiato dalle autorità politiche e militari italiane, a conferma della scarsa fiducia che esse avevano nelle truppe.
Parallelamente, la ferrea disciplina a cui erano sottoposti i soldati e la facilità con cui questi venivano accusati di diserzione, non consente di calcolare il numero preciso di chi cadde prigioniero dopo aver realmente combattuto, o di chi si lasciò semplicemente catturare per paura, o chi addirittura avesse coscientemente scelto di consegnarsi al nemico. Comunque, di per sé, il numero dei prigionieri non può essere usato come metro di paragone per dedurre la combattività di un esercito: i francesi ebbero molti più prigionieri dei tedeschi, ma la colpa fu certamente più dei comandi che dei soldati. Ad ogni modo Cadorna non ebbe mai dubbi; i prigionieri italiani erano troppi, quindi erano colpevoli certamente di mancata aggressività, probabilmente di viltà, non pochi di diserzione. In modo unanime le autorità tendettero a ridurre il problema dei prigionieri a problema privato e secondario, delegato alle famiglie dei prigionieri, mentre lo stato fu legittimato a disinteressarsene. Anzi intervenne per frenare questi aiuti, facendo per esempio divieto alla Croce Rossa di promuovere raccolte fondi per l'assistenza ai prigionieri; doveva essere chiaro che le loro miserevoli condizioni non meritava alcuna solidarietà. Al loro rientro in patria i prigionieri incontrarono il totale disinteresse sia dalla stampa che dalle istituzioni: la prigionia divenne qualcosa di poco onorevole, di sospetto, da rimuovere e dimenticare. Non lasciarono traccia nella stampa militare (che difese il ruolo e le carriere degli ufficiali), nei dibattiti del dopoguerra, nelle memorie dei comandanti, nella documentazione pubblicata dall'Ufficio storico dell'esercito e negli studi successivi. E mentre in Francia gli ex prigionieri avevano costituito una federazione per difendere i loro diritti, in Italia poterono solamente cercare di farsi dimenticare (e questo è uno dei motivi per cui la memorialistica in tal senso è molto scarsa). Il Fascismo poi non fece altro che consolidare quanto già avvenuto, cancellando la prigionia dalla memoria della guerra, e solo nel 1993 questi fatti ebbero la giusta considerazione grazie alla pubblicazione del volume di Giovanna Procacci Soldati e prigionieri italiani nella grande guerra. Con una raccolta di lettere inedite.

### Autolesionismo e mutilazioni
La disperazione dei soldati portò alcuni di loro all'autolesionismo, pur di rendersi inabili al servizio militare, praticato a vari livelli. Il grado minimo era la ferita intelligente: si poteva sporgere l'arto fuori dal parapetto della trincea, sperare in un cecchino austriaco e poi dire che si era stati feriti mentre si sistemavano i sacchetti di sabbia. L'alternativa era ferirsi da soli, tuttavia un colpo di fucile sparato da breve distanza era facilmente riconoscibile a causa del tipico alone che si creava; inoltre le cartucce austro-ungariche avevano calibro differente (8 mm, invece del 6,5 mm italiano). Coloro che erano scoperti erano quasi sempre passibili di fucilazione, oppure dovevano scontare condanne a pene molto pesanti. Ci furono, infine, casi di suicidio, di cui una testimonianza è data da Emilio Lussu nel suo Un anno sull'altipiano: «Di tutti i momenti della guerra, quello precedente all'assalto era il più terribile [...] Due soldati si mossero e io li vidi, uno a fianco dell'altro, aggiustarsi il fucile sotto il mento. Uno si curvò, fece partire il colpo e s'accovacciò su se stesso. L'altro l'imitò e stramazzò accanto al primo. Era codardia, coraggio, pazzia? Il primo era veterano del Carso».

## Il fronte interno

### L'organizzazione italiana alla guerra
Al momento dell'ingresso dell'Italia nel conflitto il parlamento accordò al governo pieni poteri, a cui seguirono amplissime deroghe alle norme di contabilità dello Stato e in pratica all'abolizione dei controlli della Corte dei conti. Ne derivarono il rafforzamento del ruolo del governo e una crescente autonomia della burocrazia, l'esautoramento del parlamento e la drastica riduzione della lotta politica, soffocata da una rigida censura della stampa e dal controllo poliziesco. L'unico campo che continuò a godere di autonomia nei confronti del governo, fu l'organizzazione militare, dove Cadorna poteva godere di un'autonomia illimitata. In vista dello sforzo bellico furono creati nuovi ministeri e organi, come il sottosegretario per le Armi e le Munizioni (che divenne Ministero nel 1917), i ministeri dei Trasporti marittimi e ferroviari, degli Approvvigionamenti e Consumi, dell'Assistenza e Pensioni di guerra ed altri (i ministeri passarono da 12 a 18), nonché una serie di sottosegretari con la partecipazione di fosse personalità del campo industriale. Se da un lato questa nuova struttura portò a diversi problemi riguardanti rivalità e sovrapposizioni di competenze che i governi Salandra e Boselli non riuscirono a gestire (solo il governo Orlando riuscì in parte a coordinare e gestire l'intero complesso in modo sufficiente razionalizzando le forniture militari e gli acquisti all'estero), dall'altro incrementarono il numero del personale addetto alla pubblica amministrazione. Tra il 1915 e il 1921 i dipendenti pubblici salirono da 339.000 a 519.000, compresi ferrovieri, corpi di polizia e guardia di finanza, questi ultimi impiegati sempre maggiormente nella gestione dell'ordine pubblico in tutta la penisola, soprattutto nelle zone di guerra, dove il Comando supremo poteva emanare bandi con forza di legge.
La struttura più importante e diffusa fu quella della mobilitazione industriale, gestita dal ministero per le Armi e Munizioni (retto dal generale Alfredo Dallolio, attraverso un comitato centrale e sette (poi undici) comitati regionali, in cui militari e funzionari pubblici erano affiancati da industriali, tecnici e sindacalisti. La Regia Marina poteva contare su una lunga consuetudine di rapporti con l'industria privata per la costruzione di navi, corazzate e artiglierie, mentre l'esercito prebellico, che aveva esigenze minori, ricorse all'industria in modo considerevole solo con lo scoppio del conflitto. Per questo motivo vennero delegati ai comitati per la mobilitazione industriale una serie di compiti che andavano dalla scelta dei materiali da produrre, all'acquisto delle materie prime in Italia e all'estero e la loro assegnazione alle aziende, alla stipulazione di commesse e alla gestione della manodopera (orari, salari, sicurezza, preparazione professionale, assistenza e previdenza).
Gli stabilimenti industriali coinvolti passarono da 125 nel 1915 con 115.000 operai, a 1976 nel 1918 con oltre 900.000 operai, concentrati prevalentemente in Lombardia, Piemonte, Liguria e nella zona di Napoli, e comprendevano sia grandi che piccole fabbriche, che fornivano ogni genere di armamento richiesto dall'esercito e dalla marina.

### Le condizioni della popolazione

Vicenza 1917: fotografia a colori di militari in riposo dal fronte assieme alla popolazione civile

La nazione tuttavia con il prosieguo della guerra iniziò a soffrire sempre di più della mancanza di generi di prima necessità, a cui la mobilitazione industriale cercò di porre rimedio anche, e soprattutto, con accorgimenti caotici e spesso segnati da rallentamenti burocratici. Le risorse immagazzinate dai paesi negli anni di pace andarono via via esaurendosi, cosicché lo sforzo bellico poteva avvenire solo a spese della popolazione civile, il cui tenore di vita andava compresso e abbassato, se si volevano alimentare i fronti di combattimento. Le condizioni della popolazione a partire dalla seconda metà del 1916, cominciò quasi contemporaneamente in tutte le nazioni coinvolte nel conflitto, a peggiorare sensibilmente. Era questo l'unico sintomo che il conflitto non sarebbe durato in eterno; la fame e la miseria potevano imporre a chiunque la resa. Già nell'estate del 1916 la razione di pane dei soldati era stata ridotta da 750 a 600 grammi giornalieri, mentre per i cittadini ormai erano diventati introvabili i generi semivoluttuari come il caffè, il cacao e lo zucchero mentre a causa della scarsa reperibilità di grano, fu immesso nel mercato il cosiddetto "pane di Stato", ossia pagnotte mal lievitate, grevi di acqua e crusca, vendute rafferme su ordine del ministero dell'Agricoltura, che in questo modo tentò di ridurre il consumo di pane da parte della popolazione. Altri provvedimenti tendevano a ridurre determinati consumi, contraendo i giorni di vendita settimanali: niente carne il giovedì e il venerdì, niente dolci per tre giorni consecutivi alla settimana, e per ridurre il consumo di carta, i giornali, già ridotti a quattro pagine, dovettero uscire parecchie volte al mese su due sole facciate.
Minacciosa e foriera di gravi conseguenze fu la crisi provocata dalla ridotta importazione di carbone. L'importazione primaria di questo combustibile, che nell'immediato anteguerra aveva sfiorato il milione di tonnellate mensili, era scesa a 720.000 tonnellate nel secondo semestre del 1916 e si mantenne attorno alle 420.000 tonnellate per tutto il 1917. Il ministero dell'Industria e dei Trasporti fissò, in accordo con la Gran Bretagna, un prezzo massimo del carbone di 29-30 scellini per tonnellata, mentre i noli erano fissati in 59 scellini e 6 pence a tonnellata. Questo calmiere dei noli, seppur teoricamente in grado di funzionare, era però legato alla coercizione di agenti di polizia che imponessero il calmiere, e alla disponibilità di navi mercantili inglesi o italiane. Ma le navi erano già tutte impegnate, così come gli agenti di polizia, impegnati nell'ordine pubblico nel paese e nelle zone del fronte. Fu inoltre quasi impossibile costruire nuove navi, perché i materiali disponibili erano già richiesti dall'industria di guerra, e il governo era poco propenso all'acquisto di navi dall'estero, a causa del timore che una fine prematura della guerra avrebbe svilito il grande immobilizzo di capitale richiesto. Inoltre nel febbraio 1917 gli Imperi Centrali scatenarono la guerra sottomarina indiscriminata, e la curva degli affondamenti di navi mercantili, soprattutto nel Mediterraneo, si impennò verticalmente. Ormai né i noli, né i premi d'assicurazione coprivano i rischi di una navigazione così pericolosa; molte navi così rimanevano in porto, le riparazioni venivano protratte per un tempo interminabile, i tempi di carico e scarico si prolungavano, e le navi giunte sane e salve in porti lontani si prendevano lunghe "vacanze". La patria soffriva, e per ovviare alle ovvie difficoltà che la mancanza di carbone affliggeva la popolazione e le industrie, si avviarono accorgimenti di ogni tipo. Venne intensificata l'estrazione nazionale di lignite a basso potere calorifico, disboscando intere montagne; venne ridotta l'erogazione di gas nelle città; venivano soppressi moltissimi treni, mentre 25.000 vagoni ferroviari vennero richiesti per trasportare dalla Francia il carbone che non poteva arrivare via mare; per il trasporto di grano da Genova ai mulini nei dintorni della città, venivano usati i tram della rete urbana durante le ore notturne.

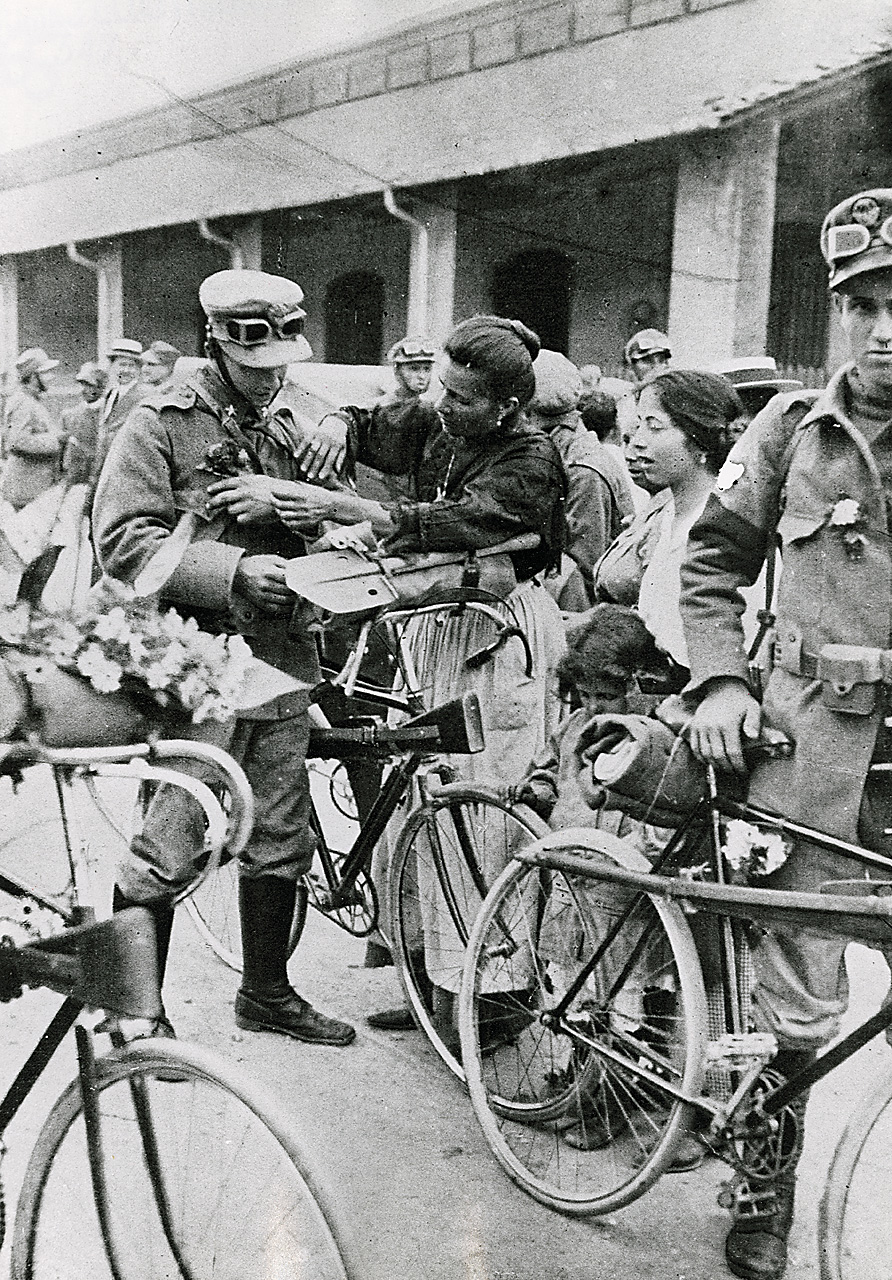
Donne con militari in bicicletta.

Tra il 1916 e il 1917 si ebbero in Italia moltissime agitazioni contro la guerra; i fatti di Torino del 1917 (dove la mancanza del pane fu la scintilla diede il via a drammatici tumulti tra il 21 e il 25 agosto, dove persero la vita 35 dimostranti e tre uomini della forza pubblica) costituirono l'episodio più grave e conosciuto, ma altre centinaia di manifestazioni, anche violente, ebbero luogo in quasi ogni provincia italiana, e l'ampia ed attiva partecipazione delle donne fu l'elemento caratterizzante di questa ondata di agitazioni. Tra gennaio e marzo 1916 a Firenze, le «donne del contado» cercarono di inscenare manifestazioni pacifiche e nell'aprile successivo a Mantova altri gruppi di donne manifestarono contro la guerra. Quasi ogni lunedì - dato che il lunedì era il giorno in cui venivano distribuiti i sussidi - si segnalavano in tutto il paese dimostrazioni spontanee di donne che reclamavano il ritorno dei congiunti e l'aumento dei sussidi. La direzione generale di Pubblica Sicurezza calcolò che in quattro mesi e mezzo, dal 1º dicembre 1916 al 15 aprile 1917, ebbero luogo circa 500 manifestazioni, alle quali parteciparono decine e decine di migliaia di donne; ma le manifestazioni proseguirono oltre aprile, per tutto il corso del 1917.
I fatti di Torino fecero credere al molti che il proletariato delle grandi città industriali si trovasse all'avanguardia nella protesta contro la guerra, ma la documentazione di cui si dispone dimostra invece che la protesta nacque soprattutto nei piccoli comuni nelle campagne, e ad opera principalmente delle donne.

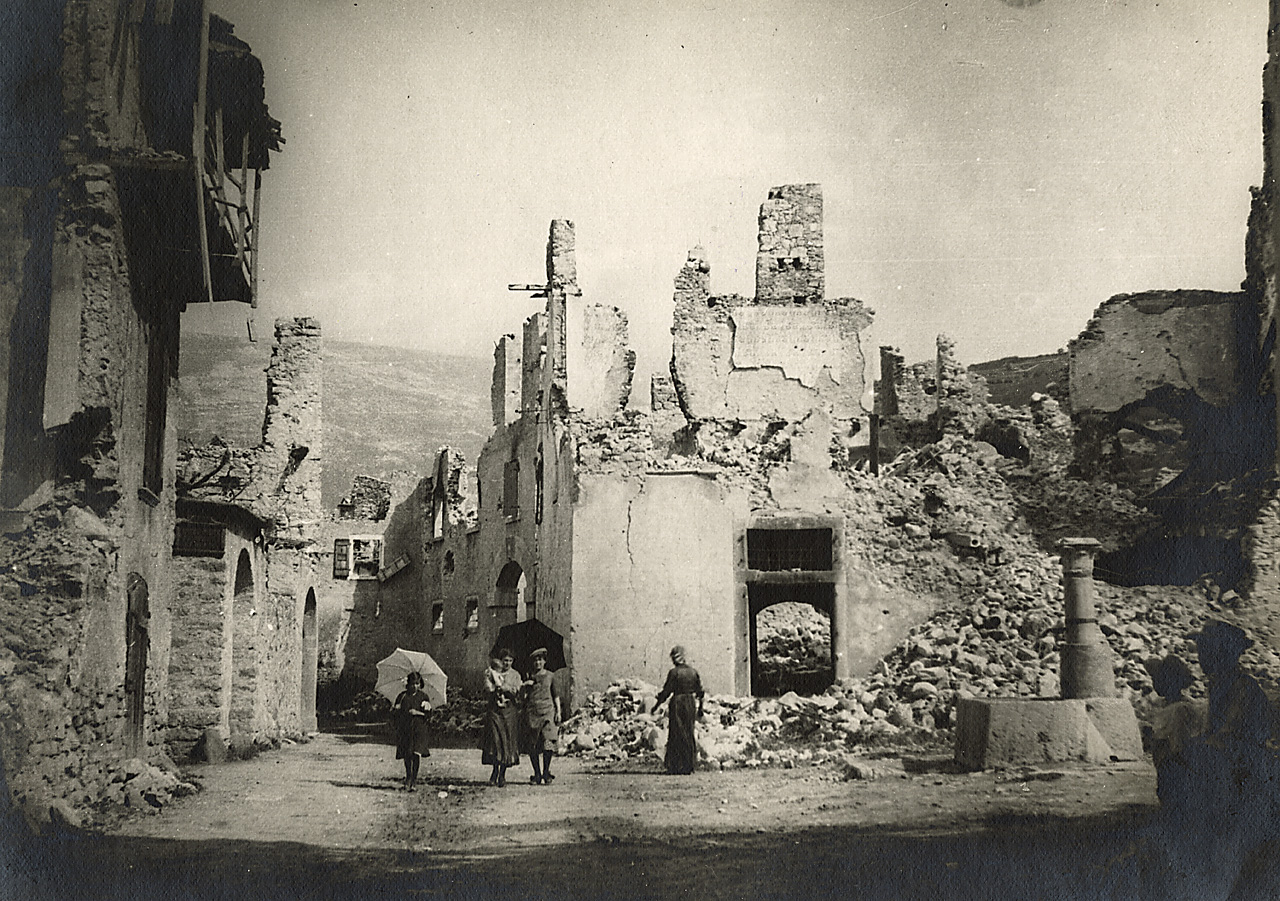
Danni causati ad edifici civili in Trentino-Alto Adige durante la guerra.

La società contadina era molto disomogenea, vi facevano parte coltivatori diretti, fittavoli, mezzadri, coloni e un grandissimo numero di salariati, per un totale di circa dieci milioni di persone, le cui condizioni economiche e stato giuridico erano molto differenti fra loro. I cambiamenti dovuti al conflitto produssero a loro volta effetti differenti in diverse regioni e nei diversi ceti, ma cercando di dare un giudizio complessivo, si può affermare che la maggior parte dei contadini poté godere durante la guerra «di redditi reali diminuiti in limitata misura o non affatto; spesso poté goderne di maggiori» e che il dislivello economico tra proprietari e contadini si attenuò, perché i redditi dei primi quasi sempre diminuirono mentre quelli dei secondi se non aumentarono rimasero fermi. Ma grandi inquietudini determinarono le agitazioni della classe contadina italiana. Le classi agricole davano i loro uomini alle fanterie in proporzioni maggiori delle altre classi, l'assenza degli uomini e la modestia dei sussidi governativi costringeva le famiglie a una maggiore mole di lavoro per tutti i membri rimasti, e i repentini mutamenti socio-economici, sia positivi che negativi, portarono ad una nuova presa di coscienza della classe contadina, che resasi conto della sua potenzialità economica, ora ambiva a maggiori pretese e aveva la sensazione di poter diventare padrona della terra in cui lavorava. A Firenze, Parma, Reggio Emilia e Bologna le agitazioni erano costituite soprattutto da donne esasperate dalla insufficienza dei sussidi e al mancato ritorno dei mariti. A Milano nei primi giorni di maggio del 1917 si ebbero gravi incidenti dovuti alle donne venute dalle campagne circostanti, che Turati descrisse in una lettera ad Anna Kuliscioff come manifestazioni dal sapore di «jacquerie», con la differenza che in questo caso erano scese in campo solo le donne, che chiedevano a gran voce la pace e il ritorno dei mariti, e fecero uscire gli operai dagli stabilimenti per la produzione di guerra «non per un sentimento di solidarietà, ma perché questi portavano il bracciale tricolore, indicazione dell'esonero dal servizio militare».

### La manodopera

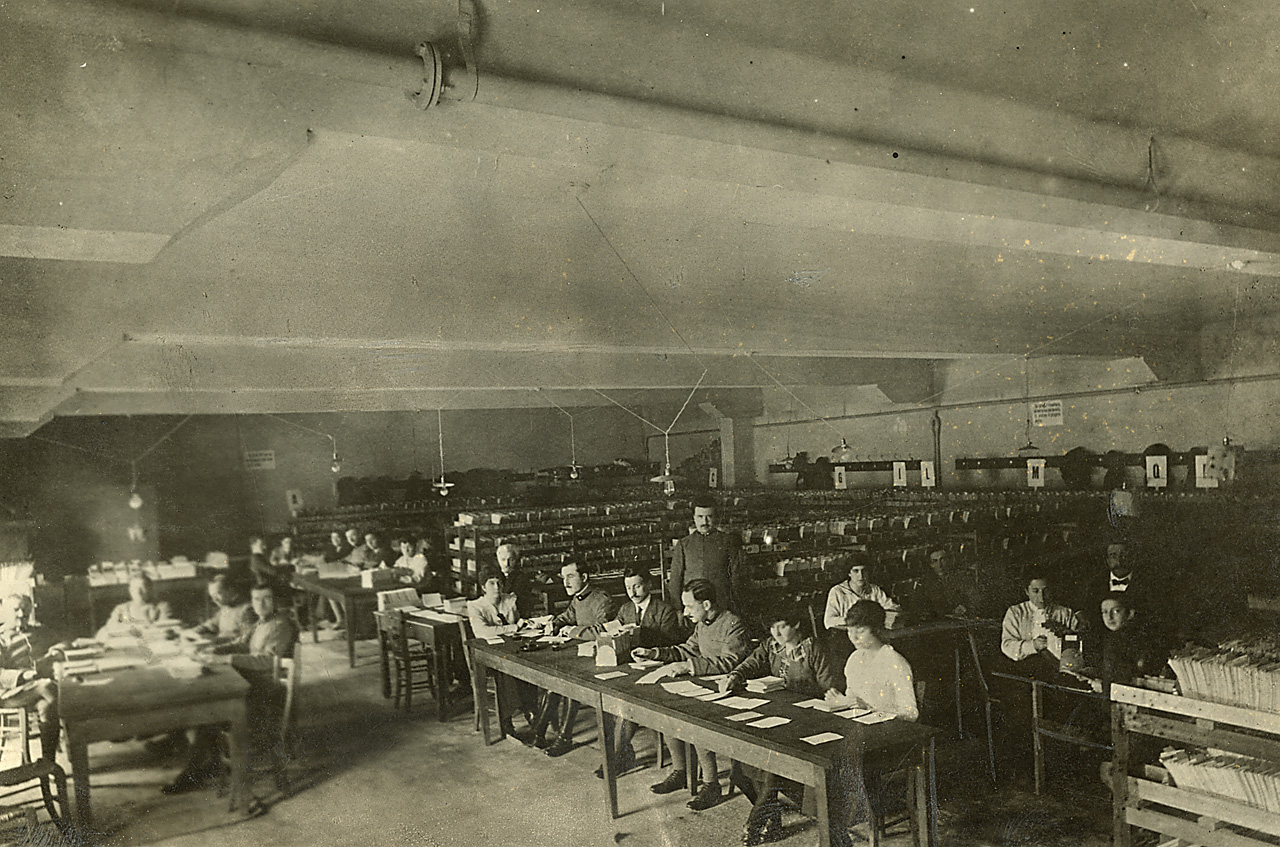
Uomini e donne impiegati in un ufficio postale durante gli anni di guerra.

L'industria dovette affrontare la chiamata alle armi di milioni di uomini, presi anche dalle industrie, e per questo motivo vi fu ampio ricorso all'assunzione su larga scala di giovani non ancora in età di leva, ragazzi (il limite dei 15 anni non fu sempre rispettato) e di donne (circa 180.000). La manodopera negli stabilimenti venne sottoposta ad un pesante regime disciplinare o addirittura militarizzata, con la sospensione di tutte le conquiste sindacali (a cominciare dal diritto allo sciopero), orari e cottimi in funzione dell'emergenza, multe e licenziamenti per donne e ragazzi, disciplina militare per gli uomini. Da questo punto di vista solo gli operai austro-ungarici vennero trattati come gli italiani, negli altri paesi la disciplina di fabbrica venne mantenuta senza militarizzare le industrie. Tutto ciò però non impedì la nascita di una serie di agitazioni operaie nel biennio 1917-1918, causate dal mantenimento costante delle paghe orarie e allo stesso tempo dall'aumento del costo della vita causata dalla sempre crescente inflazione dovuta all'aumento della stampa di carta moneta per far fronte ai crediti che riceveva il governo per affrontare le spese di guerra. Queste agitazioni sono la testimonianza del diffuso malcontento, di una protesta contro la guerra esasperata dalle privazioni che spesso si univano alle richieste di pace e a miglioramenti salariali. Le agitazioni italiane durante tutto il conflitto furono comunque decisamente minori rispetto a quelle avvenute negli altri paesi in conflitto, forse a causa dell'annullamento del potere dei sindacati, forse a causa del forte controllo e repressione o forse a causa della debolezza della nuova e disomogenea classe operaia, pesò certamente molto l'isolamento in cui la scelta neutralista aveva posto i socialisti italiani, che permise la soppressione di ogni attività sindacale e l'aumento incontrastato dell'attività di propaganda contro gli operai "imboscati" e i loro alti salari, contrapposto agli operai e contadini che morivano in trincea.
Crebbe infatti durante la guerra la contrapposizione tra esercito e Paese, dove soldati e ufficiali pensavano che alle loro spalle fosse rimasta una nazione sostanzialmente estranea alla guerra, e capace anzi, di approfittarne. Al fronte si parlava di un'Italia in cui «ci si divertiva a rotta di collo», piena di «caffè, teatri, balli, vergini di fregola, bagasce, ruffiani, pescicani e imboscati», e dove «le fabbriche di automobili non sapevano più come soddisfare le esigenze dei privati». Chi combatteva dichiarava pertanto di aver motivi di odio «dinanzi e dietro di sé», ossessionati dal fatto che l'Italia fosse piena di "imboscati" che erano riusciti a scampare ai rischi della guerra. I fanti erano in grandissima parte contadini, e l'opposizione tra fanti e imboscati divenne dunque opposizione tra contadini e borghesi, tra contadini e proletariato urbano. I fanti fondamentalmente riconoscevano il fatto che molti ufficiali e sottufficiali provenivano dalla piccola e media borghesia e che la partecipazione alla guerra di modesti operai e artigiani era considerevole; come scrisse Giovanni Zibordi sulle colonne dell'Avanti!, l'odio delle truppe si riversava perlopiù sugli operai qualificati delle industrie siderurgiche, meccaniche, estrattive, chimiche e quelle che confezionavano gli indumenti per l'esercito. Essi infatti ottenevano piuttosto facilmente l'esonero, e costituivano la massa più corposa degli "imboscati".

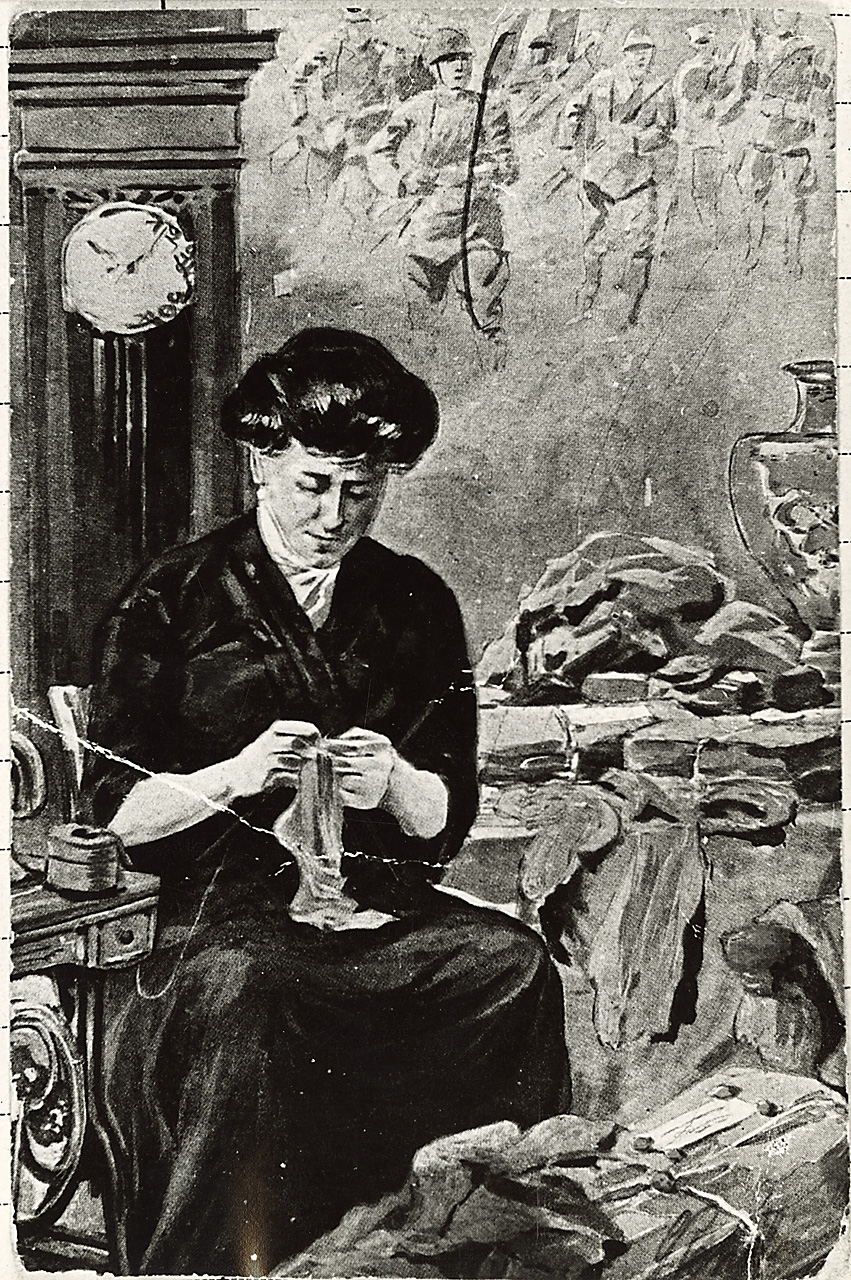
Poster propagandistico in cui una donna cuce per i militari.

In realtà questa contrapposizione tra soldati e operai servì soprattutto all'industria; per contenere l'aumento dei salari degli operai (che comunque godettero di un aumento dei salari reali in relazione all'aumento del costo della vita), e soprattutto al governo; che in questo modo cercava di contenere la propaganda socialista tra gli operai, i quali non potendo contare nel supporto dei soldati (come successe a Pietrogrado nel febbraio 1917) erano facilmente controllabili dalle stesse forze armate in eventuali dimostrazioni o rivolte.
Gli anni della guerra furono prosperi per l'industria italiana, e il vistoso aumento della produzione e dei profitti incitava gli operai ad insistere nelle loro rivendicazioni economiche, e consigliava i datori di lavoro, in parte, ad accoglierle per non compromettere la produzione. Il personale addetto agli stabilimenti "militarizzati" era assoggettato alla giurisdizione militare e a una disciplina molto rigida, che vietava lo sciopero. Ma di fatto sarebbe stato impossibile assicurare il buon andamento della produzione ricorrendo all'applicazione continua di misure coercitive. Nell'atmosfera di «finanza facile» determinatasi durante la guerra, accadde spesso che gli ufficiali preposti alla sorveglianza negli stabilimenti svolgessero di fatto un'azione di mediazione tra gli operai e i datori di lavoro, e tra questi e le amministrazioni militari, determinando aumenti di retribuzione e di prezzi, pur di evitare incidenti e proteste che causassero la diminuzione della produzione.
Di fatto, i bilanci e i consumi delle famiglie operaie aumentarono negli anni della guerra, anche se questo dato coincise con l'aumento dell'occupazione; infatti grazie al maggior impiego della manodopera femminile, accadde molto spesso che in una famiglia operaia contasse due, tre, quattro unità lavoratrici.

### L'industria degli armamenti

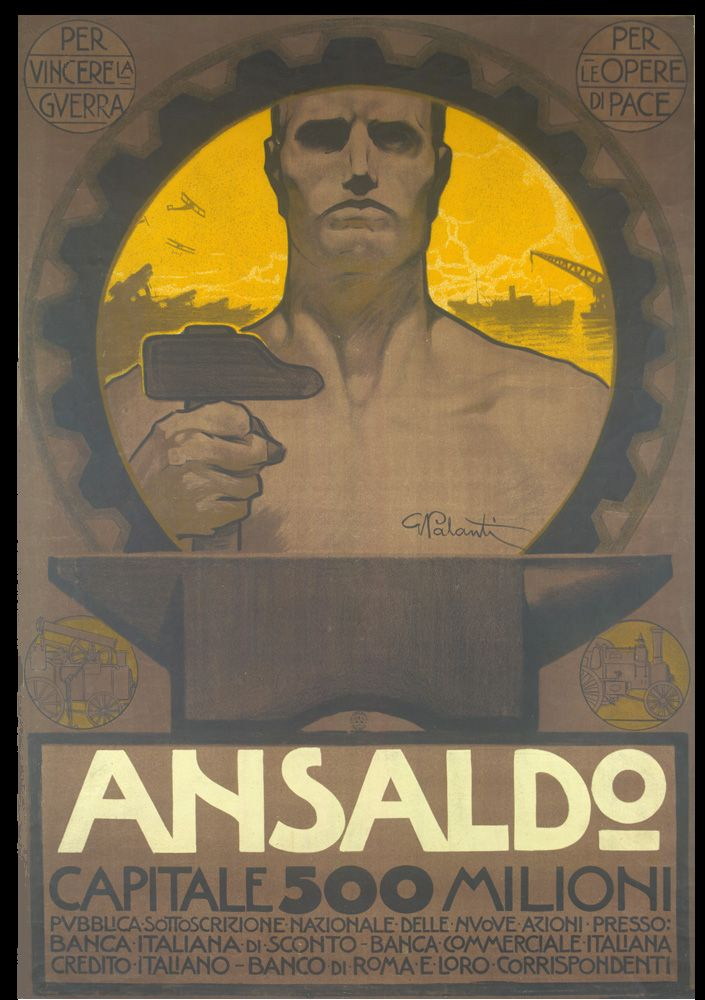
Manifesto Ansaldo con chiari riferimenti a sottoscrizioni di guerra

Nel 1914 l'Italia era ancora un paese semindustrializzato, che in un settore industriale "chiave" come quello delle acciaierie, si fermava ad una produzione di circa 900.000 tonnellate annue rispetto alle 17,6 milioni di tonnellate prodotte in Germania, alle 7,8 in Gran Bretagna, e che addirittura rincorreva sotto questo aspetto paesi come il Belgio che produceva acciaio in quantità quattro volte superiori rispetto all'Italia. Nonostante questo però, durante il conflitto riuscì a sopperire alle enormi richieste di armamenti e munizioni dell'esercito grazie all'organizzazione e alla mobilitazione industriale, e soprattutto grazie all'apporto di materie prime e risorse finanziarie concesse dagli alleati e dalla relativa semplicità dei processi tecnologici di inizio novecento.
I risultati dell'industria italiana risultarono di tutto rispetto, soprattutto considerando le costruzioni navali e aeronautiche, la produzione di fucili, mitragliatrici, cannoni e granate fu certamente inferiore rispetto alla produzione britannica, ma la limitata evoluzione tecnica delle armi durante il conflitto permise all'industria Italiana di produrre con largo impiego di licenze britanniche, francesi e talvolta tedesche e austriache. L'industria britannica per esempio produsse per il proprio esercito (ma anche per gli eserciti alleati) 21.000 cannoni, 240.000 mitragliatrici, 4 milioni di fucili e 195 milioni di granate d'artiglieria, mentre l'Italia riuscì a produrre oltre 16.000 cannoni, 37.000 mitragliatrici, 3,2 milioni di fucili e 70 milioni di granate d'artiglieria. Da questi dati si possono inoltre intuire i grossi guadagni dichiarati dagli industriali che andarono pari passo agli aumenti di capitale societario: quello dell'Ansaldo passò da 30 milioni di lire nel 1916 a 500 milioni nel 1918, mentre i suoi addetti passarono da 6.000 a 56.000 nel 1919, 111.000 considerando l'indotto e le aziende affiliate. Altrettanto rapida furono l'espansione dell'Ilva, che in tre sole forniture poté vendere allo Stato 700 milioni in acciaio, e della Fiat, che monopolizzando la costruzione di automezzi a livello nazionale, e costruendo anche aerei, mitragliatrici e motori marini, passò da 4.000 a 40.500 addetti. Ma a favore di quest'ultima, il complesso industriale creato era omogeneo e non solamente collegato alle commesse militari, per cui durante la riconversione postbellica la Fiat poté continuare la sua crescita industriale, mentre Ansaldo e Ilva crollarono non appena cessarono le commesse militari.
La guerra rappresentò quindi una colossale occasione di sviluppo per buona parte dell'industria italiana, e, nonostante le mancanze dell'amministrazione pubblica, che non riuscì mai a controllare completamente i profitti degli industriali, costoro non temettero di giustificare sprechi e frodi con l'ansia patriottica di fornire armi per la vittoria. Sotto questo aspetto poi la propaganda non esitava a puntare il dito contro gli operai e i loro salari, e allo stesso tempo si prodigava a presentare gli industriali come benemeriti per la patria, aumentando ancor di più la posizione di potere in cui si trovarono i grossi industriali nel dopoguerra.

### Il ruolo delle donne

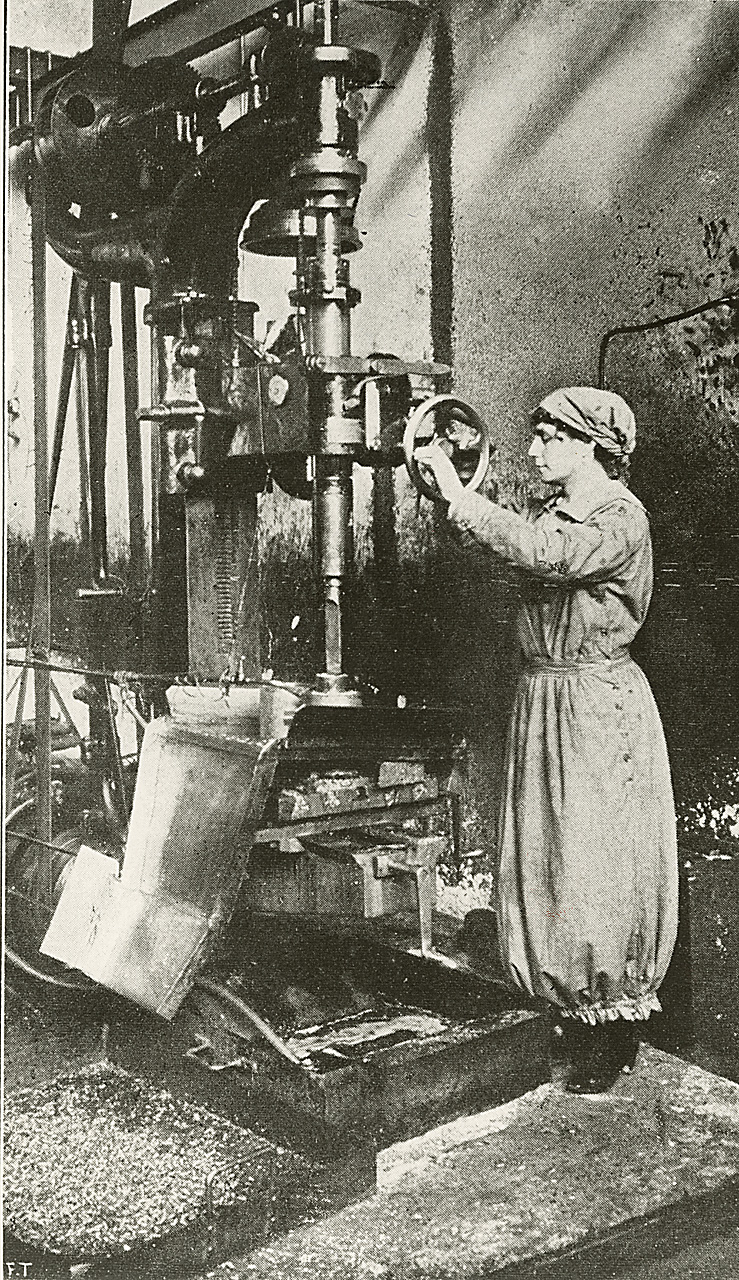
Donna operaia per l'industria bellica italiana

Nonostante nella sua dimensione politica la donna nei primi del novecento è ancora relegata ad un ruolo marginale, dove la classe dirigente è ancora lontana dal concepire il diritto di voto alle mogli, alle figlie e alle sorelle della patria, con la prima guerra mondiale si assiste a una diffusa e variegata tipologia di emancipazione femminile in Italia, come in tutti i paesi coinvolti nel conflitto. Moltissime donne escono - per volontà propria o necessità - dalle mura domestiche e acquistano una visibilità inusuale. In ciascun ambito sociale le donne escono allo scoperto: l'anarchica Maria Rygier si converte all'ideale patriottico e sale sui palchi degli interventisti per fare discorsi pubblici, discorsi che fanno anche la repubblicana Margherita Sarfatti e la socialista Anna Kuliscioff, che divenne più che mai importante consigliera politica accanto a Filippo Turati. L'aristocrazia "produce" crocerossine e si impegna nelle pratiche sociali della beneficenza, in cui le donne fanno la parte del leone, e alla cura dei soldati e dei poveri si dedicano con sempre maggior impegno il laicato femminile cattolico, contestualizzato con la carità cristiana e i ruoli matronali.
Nuove figure, che rimasero particolarmente impresse nella memoria, furono la figura della donna tramviera, della donna portalettere, telefonista, impiegata e soprattutto la donna operaia. Il contributo delle donne allo sforzo bellico crebbe mano a mano che si era manifestata la penuria di uomini: tra le 180.000 e le 200.000 donne vennero impiegate nelle industrie di guerra, mentre altre centinaia di migliaia sostituirono gli uomini in altre attività e persino nei distretti militari, come scritturali, dattilografe e archiviste. Il loro ingresso nel campo del lavoro aveva inizialmente suscitato qualche perplessità da parte del sesso forte; a Roma l'impiego delle donne tramviere aveva provocato uno sciopero ad inizio 1917, ma fu facile per gli imprenditori dimostrare che le liste di collocamento erano assolutamente vuote e che, se la produzione doveva continuare ad aumentare, l'unica grande riserva era la manodopera femminile. I salari erano molto modesti, ma la sensazione di avere per la prima volta una vita extra-familiare, la sensazione di sottrarsi alla tutela maschile e l'impressione di contribuire in modo indiretto alla guerra, diede alle donne un forte incoraggiamento nell'impegno lavorativo.

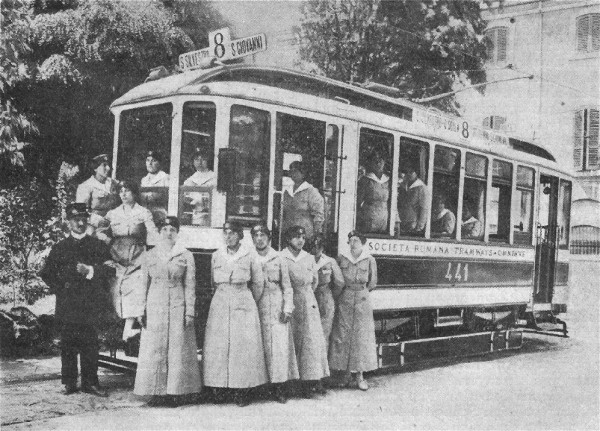
Addestramento di un gruppo di donne alle mansioni di conducente per la Società Romana Tramways Omnibus

Ma la figura femminile divenne anche fondamentale per rassicurare e rinforzare lo spirito degli uomini che combattevano in trincea. Le donne vengono utilizzate per una sorta di maternage di massa, dove i lavori domestici di taglio e cucito e lavorare a maglia, sia in casa propria che in forme associative di gruppo, diventano utili per fornire calze, guanti e indumenti caldi al soldato al fronte. Viene così esaltato il ruolo tipico della donna in un modello in cui non assiste e si prende cura solo del «proprio» uomo - ma in un rapporto da genere a genere - dell'intera categoria maschile combattente, e del combattente ferito, del quale urge curare le ferite fisiche e soprattutto morali. Nasce poi una figura innovativa, intermedia tra la collaboratrice domestica e l'attività di crocerossina, ossia la "madrina di guerra". A differenza della crocerossina che si prende cura del ferito con la cura medica e le parole di conforto, la madrina basa la sua attività di assistenza con la parola scritta. Ogni madrina ha il «suo» soldato, a cui scrive e ne riceve a sua volta le lettere, in un rapporto destinato di norma a rimanere di carattere epistolare, ma che assume un forte significato di sostegno morale per tutti i fanti, soprattutto contadini, che non hanno la possibilità di un conforto familiare. Si hanno notizie di lettere di matrice scolastica in cui le maestre stimolavano intere classi di scolare a questa forma di assistenza spirituale a distanza, che viene ad essere anche una forma d'epoca di educazione civica.

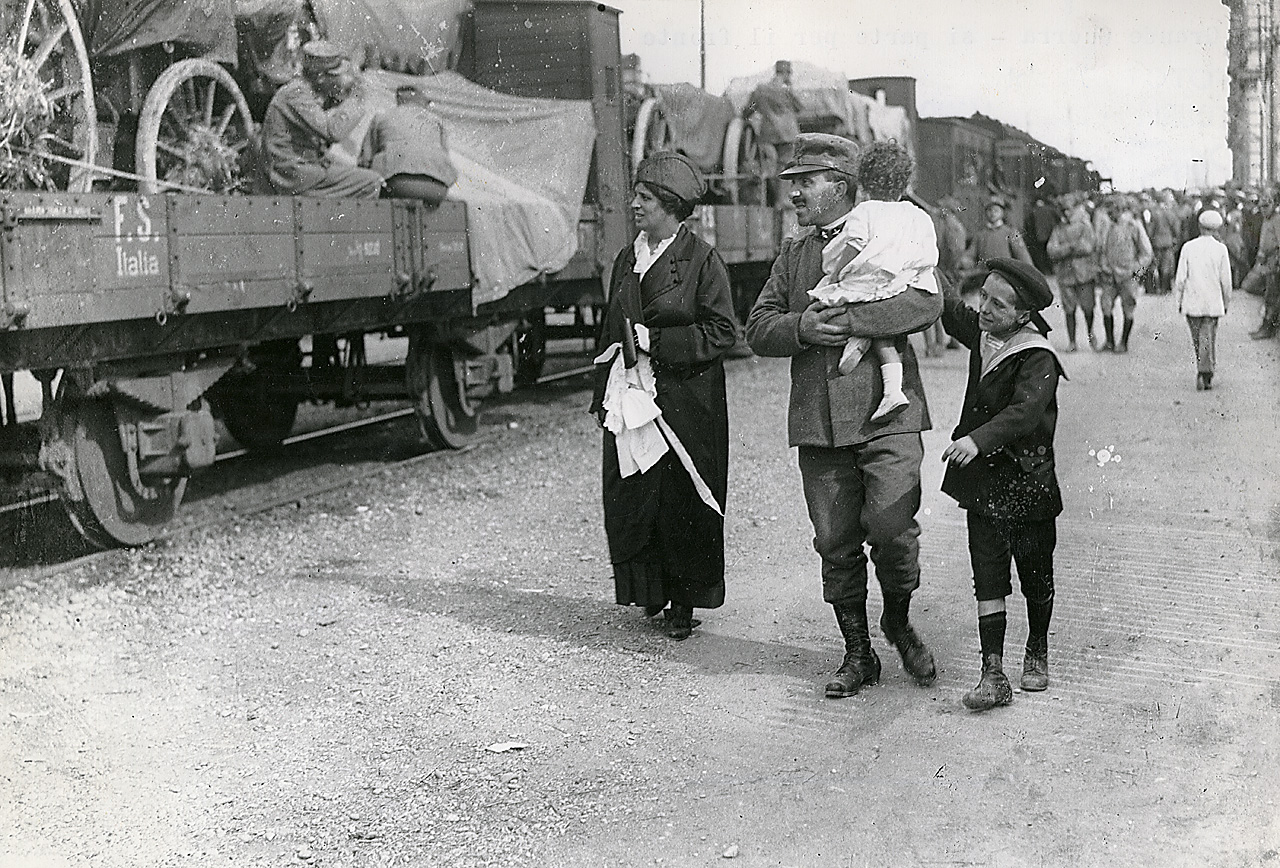
Militare accompagnato da moglie e due figli alla tradotta

Ma le figure dell'infermiera e della madrina non tolgono alla famiglia il ruolo principale dell'immaginario collettivo, mediato in ogni sorta di rappresentazione scritta e figurata, dalla pubblicistica, alle cartoline, alla pubblicità e alla propaganda. E al centro del centro possiamo trovare due varianti della figura femminile, la madre e la sposa. Dominate è la prima, poiché la raffigurazione d'epoca usava sottolineare la maternità anche nella seconda, circondando la moglie del soldato di una "nidiata" di bambini, ponendola quindi come vedova. La vera coppia è quella madre-figlio, mentre la coppia moglie-marito viene ridotta e assorbita dall'universo della famiglia. L'erotismo è invece relegato interamente nell'ambito extra-familiare e nelle tavole liberty di illustratori come Umberto Brunelleschi, collaboratore della «Tradotta», il giornale della 3ª Armata.
E alla famiglia fanno anche riferimento i provvedimenti di Stato: sia quelli di carattere assistenziale (sussidi, pensioni, assicurazioni), sia quelli di carattere intimidatorio e punitivo (come quando sulla porta del disertore si affiggono i simboli del reato, nell'intenzione di travolgere nella disistima la famiglia del colpevole).

### La propaganda in ambito civile
La guerra risvegliò l'interesse di tutti i governi verso l'arma della propaganda, con cui si potevano galvanizzare gli spiriti depressi e sofferenti. Se in nemici fossero stati dipinti feroci e vigliacchi, i soldati avrebbero combattuto con più convinzione e i civili avrebbero scagliato contro il nemico, e non contro i governanti le loro maledizioni. Era inoltre necessario, per evitare pericolose generalizzazioni, dipingersi nobili, valorosi, buoni ed eventualmente ingenui.

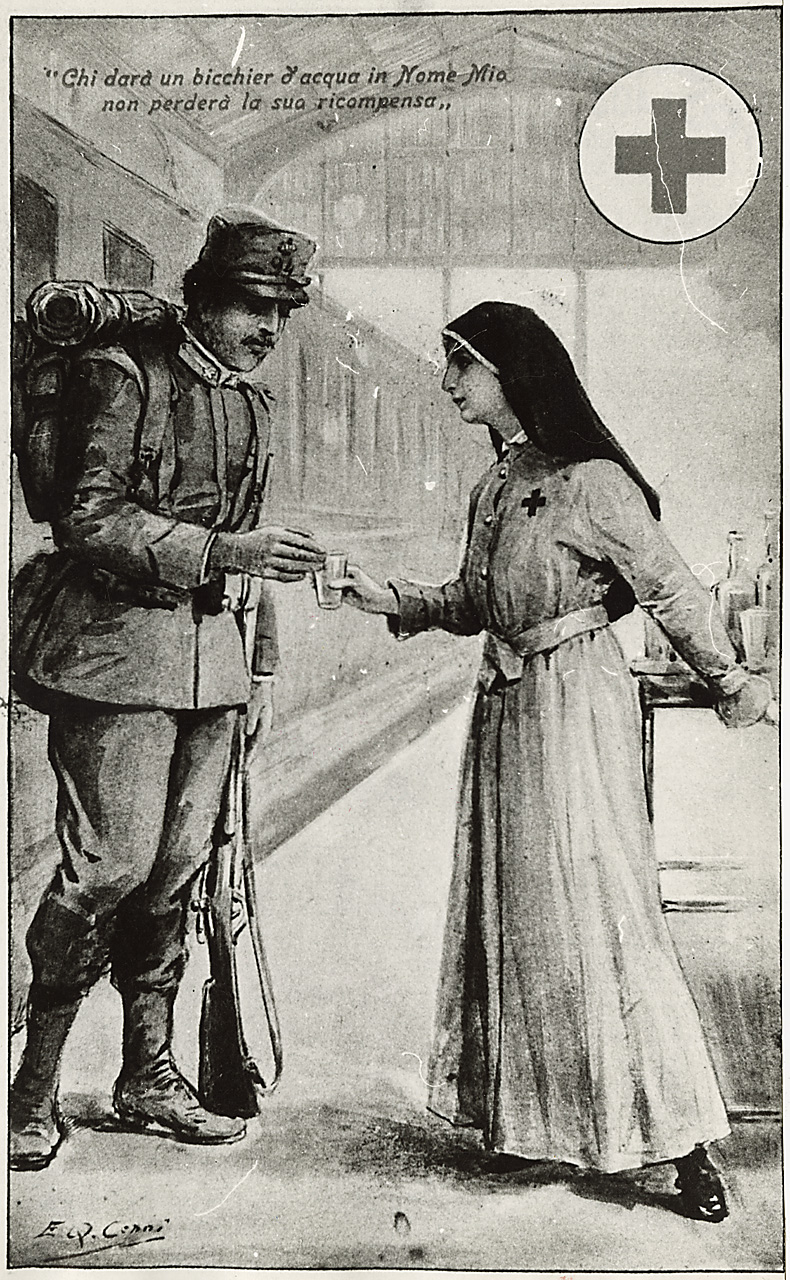
Poster propagandistico con una crocerossina e la scritta "Chi darà un bicchier d'acqua in Nome Mio, non perderà la sua ricompensa".

Tra la fine del 1914 ed il 1915 si ebbe in Italia un'imponente campagna di stampa a favore dell'entrata in guerra: l'ala interventista degli ambienti economici - industriali e finanziari legati all'industria pesante e alla produzione bellica, come l'Ansaldo, la Fiat e la Banca Italiana di Sconto - finanziarono i principali organi di stampa per premere sul governo a favore dell'entrata in guerra a fianco dell'Intesa. Gli intellettuali furono favorevoli all'entrata in guerra e lo dimostrarono attivamente, con un'unanimità che li rese, nonostante le diversità di argomentazioni, una categoria compatta. Il culmine di questa campagna, che nell'aprile 1915 con la firma del Patto di Londra, guadagnò il sostegno del governo di Salandra, si ebbe con le giornate del "maggio radioso". Dichiarata la guerra, si considerò superfluo indicare una giustificazione ideale diversa dall'irredentismo e dal "sacro egoismo", per la convinzione che il conflitto sarebbe stato breve, nonché per la concezione conservatrice ed autoritaria di Salandra e Sonnino, che non consideravano essenziale il consenso pubblico. Gli interventi del governo per l'assistenza e la propaganda rimasero per lungo tempo sporadici e casuali. Solamente con il governo Boselli furono istituiti due ministeri senza portafoglio, uno per la propaganda, affidato al senatore liberal-nazionale Vittorio Scialoja (che poi ridusse le sue responsabilità alla sola propaganda all'estero), ed uno per l'assistenza civile, affidato all'interventista repubblicano Ubaldo Comandini. Questi dal luglio 1917 ebbe la responsabilità della propaganda interna, e dal febbraio 1918, del neonato Commissariato Generale per l'Assistenza Civile e la Propaganda Interna.
Alle carenze statali supplirono numerose associazioni private che si assunsero l'onere dell'assistenza civile; alcune di esse sorsero nei primi mesi del 1915 con fini di educazione nazionale e assistenza alle classi popolari più colpite dalla mobilitazione. Con il prosieguo della guerra divennero numerosissime, e molte di queste si coordinarono nell'estate del 1917 nelle Opere Federate di Assistenza e Propaganda Nazionale, dirette dallo stesso Comandini. Fu un organismo unico, privato, formato da 80 segretari provinciali e 4500 commissari, e divenne la principale organizzazione utilizzata dal governo per l'assistenza e la propaganda patriottica nei confronti della popolazione civile. Successivamente le Opere Federate fornirono agli ufficiali P materiale per l'assistenza delle truppe al fronte e controllarono i soldati in licenza; Opere Federate e Servizio P furono organizzazioni che presentavano alcuni aspetti similari, a partire dal reclutamento, per cui i responsabili erano scelti dai vertici. I segretari in entrambe le strutture godevano di larga autonomia nella scelta dei collaboratori, che venivano reclutati su base volontaristica e senza preclusioni di classe. Entrambe le strutture stampavano un bollettino di collegamento interno e alcuni comitati regionali delle Opere Federate preparavano "schemi di conferenze" per i loro addetti, come gli analoghi "spunti di conversazione coi soldati" del Servizio P, nonché pièces teatrali di propaganda per il "Teatro del Popolo", così come gli addetti P ne allestirono per il "Teatro del Soldato".

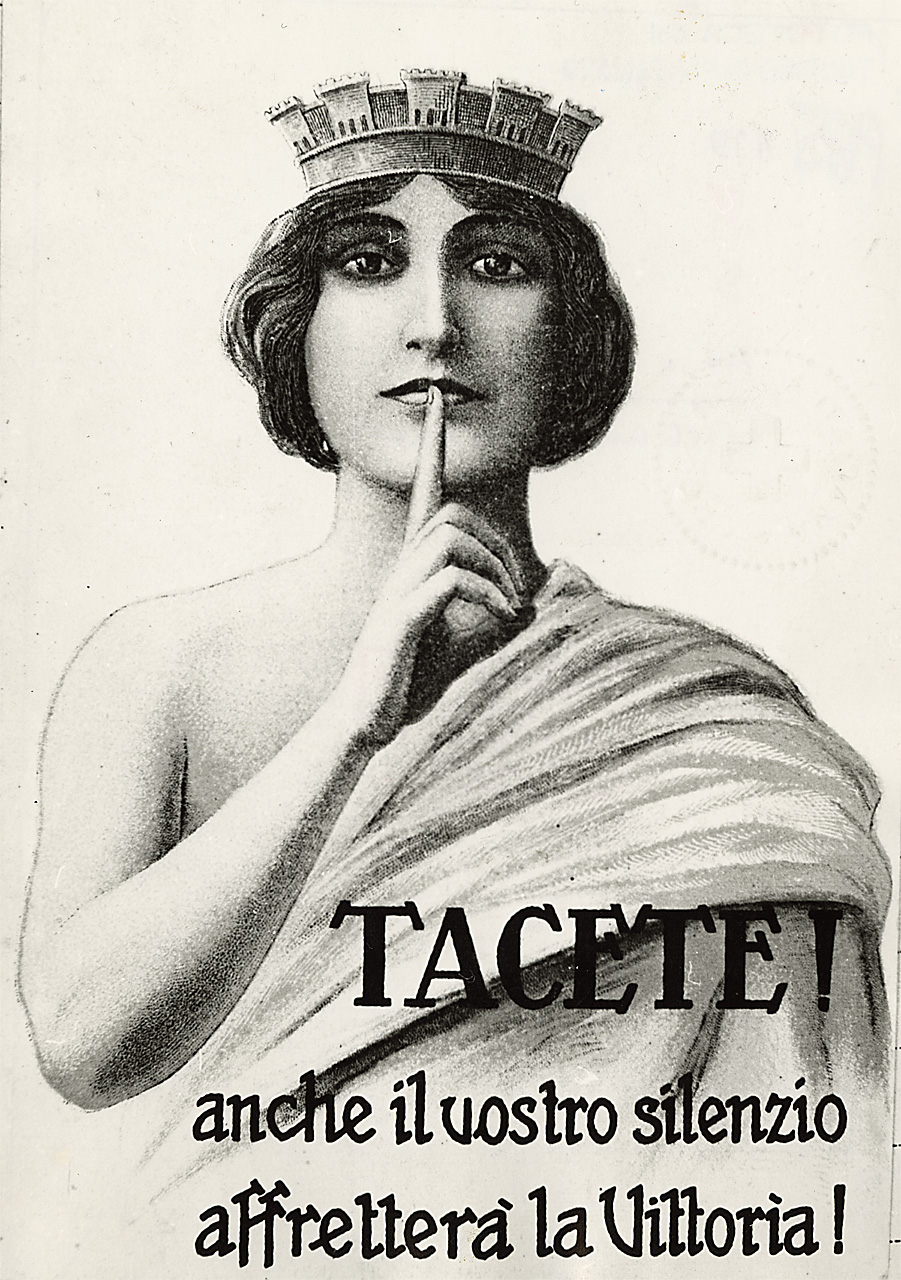
Manifesto della prima guerra mondiale in cui l'Italia turrita invita a tacere per non divulgare segreti al nemico

Un altro elemento utile al governo per controllare l'opinione pubblica venne rappresentato dalla censura dei giornali italiani. I corrispondenti di guerra conoscevano bene la realtà del fronte, inviavano notizie circostanziate ai direttori dei loro giornali, ma tacevano con il pubblico dei lettori, pubblicando articoli che nascondevano, e in alcuni casi falsificavano, gran parte della verità, in un'opera cosciente di disinformazione. Ma la deformazione della verità dipendeva soprattutto dai suggerimenti delle autorità preposte al controllo degli organi di stampa, e desiderose di presentare al pubblico un quadro ottimistico della situazione, e in gran parte del pubblico, ansioso di leggere sui giornali le notizie buone e non quelle cattive. Già verso la fine del 1915 Giovanni Papini scriveva su il Resto del Carlino che la gente si limitava a guardare i titoli ed i comunicati ufficiali e che presto, forse, non avrebbe letto nemmeno più quelli. Questo fu probabilmente dovuto al fatto che i lettori, pur avendo la vaga sensazione di essere ingannati, cercassero nei giornali solo la conferma delle loro illusioni e genitori e spose, le rassicurazioni necessarie per scacciare dalla mente immagini troppo angosciose. Coloro i quali avevano avuto la fortuna di sfuggire a quegli orrori preferivano invece non vederli scritti nei giornali, proseguendo la loro vita di sempre. Come scrisse lo storico Antonio Monti nel 1922, col passare del tempo «la guerra si era ormai immobilizzata nella fatale divisione del Paese nelle due uniche classi» quelle dei combattenti e degli "imboscati", e ciò favorì il grosso risentimento che i soldati in trincea riversarono sia contro i cosiddetti "imboscati" sia contro i giornalisti stessi. Negli scritti degli ufficiali e dei soldati si trovarono giudizi amari e sprezzanti indirizzati genericamente contro la stampa, rea di distorcere la realtà riducendo la lotta di milioni di uomini a mero spettacolo, e falsificando la psicologia e i sentimenti dei soldati, descrivendoli come «gente che in guerra si divertisse e ci pigliasse gusto».

### La popolazione nelle zone occupate
In seguito alla rotta di Caporetto, per le popolazioni friulane e venete iniziò un periodo di occupazione austro-ungarica che durò all'incirca un anno. Il tema delle condizioni che dovettero affrontare le popolazioni soggette alla provvisoria amministrazione nemica è stato a lungo un tema trascurato dalla storiografia italiana, messo in secondo piano a confronto della situazione militare. Si tratta però di una questione importante, che riguardò almeno un milione di civili, e che provocò un elevato numero di profughi: circa 600.000 furono le persone che trovarono riparo dietro la linea di resistenza italiana o che per vicinanza alle zone di combattimento dovettero abbandonare le loro abitazioni, specie vicino alle aree del Piave. Le fonti a proposito non mancano, soprattutto per quanto riguarda i resoconti e i documenti scritti e iconografici conservati negli archivi viennesi, che furono utilizzati dagli studiosi austriaci per ripercorrere le fasi finali, l'amministrazione militare e le condizioni delle truppe austro-ungariche sul fronte italiano. Mentre da parte italiana esiste un'abbondante memorialistica che appare generalmente influenzata dallo spirito patriottico e che descrive la presenza nemica in termini di miseria, prepotenza e sopraffazione, ovviamente in contrasto con molta della documentazione austriaca, che al contrario, essendo in parte prodotta da apposite sezioni dell'esercito, mostra gli aspetti rassicuranti della situazione, e la tranquillità della popolazione nei confronti degli occupanti.
Nel 1919 fu condotta un'inchiesta ufficiale sul comportamento dell'esercito occupante basata sulla raccolta di rapporti, testimonianze di parroci, amministratori, persone autorevoli che l'avevano vissuta. I risultati furono poi raccolti in una pubblicazione in sette volumi dal titolo Relazione della Reale commissione d'inchiesta sulle violazioni del diritto delle genti commesse dal nemico, pubblicati tra il 1919 e il 1921. Le fonti erano tuttavia reticenti e la memoria piuttosto disattenta per quel che concerne gli aspetti più scabrosi e imbarazzanti in ottica patriottica, in particolare la collaborazione che di fatto si era instaurata col nemico sia da parte della popolazione che da parte del clero e delle autorità civili. In questo senso un primo aspetto da considerare concerne lo sfaldamento dell'apparato amministrativo italiano che seguì e accompagnò quello dell'apparato militare dopo la rotta, provocando la decapitazione della classe dirigente locale. Il posto dei sindaci, degli assessori, dei contabili e di molte delle figure autoritarie e benestanti dei paesi coinvolti, fu sostituito in buona parte dai preti che generalmente rimasero al loro posto (anche se pure tra le autorità ecclesiastiche non mancarono episodi di fuga). I preti assunsero così una doppia valenza, di autorità ecclesiastica e di ruolo pubblico e civile, che lasciava loro un ampio spazio di manovra che fu ovviamente sfruttato dalle autorità di occupazione per il mantenimento dell'ordine e di mediazione con la popolazione. E tutto ciò fu visto dalle autorità dello stato italiano, laico, come prova dei sentimenti filo-austriaci diffusi tra i preti, e quindi da nascondere.
Altro aspetto imbarazzante furono i numerosi episodi di saccheggio dei territori occupati sia da parte delle truppe d'occupazione sia da parte delle truppe italiane in fase di sbandamento, sia infine da parte degli uomini e delle donne che avevano approfittato della confusione per mettere mano su prodotti di prima necessità e sui beni voluttuari normalmente inarrivabili. I saccheggi si ridussero dopo un paio di mesi, quando le autorità militari presero in mano la situazione, ma a quel punto iniziò una sorta di razzia intensiva e legalizzata dovuta alle direttive dei comandi austro-ungarici che prescrivevano di utilizzare a fondo le risorse del territorio per alimentare e approvvigionare l'esercito occupante a spese della popolazione. La situazione alimentare degli imperi centrali era gravemente compromessa e una circolare dell'esercito dichiarò in modo esplicito che le truppe in Italia non avrebbero ricevuto alcun tipo di assistenza dalla madrepatria.
Un'altra disposizione permetteva peraltro ai soldati di inviare in patria viveri e ogni genere di bene senza particolari licenze, e ciò, unito al fatto che le risorse locali si rivelarono insufficienti sia alla popolazione che per gli occupanti, provocò un'escalation di episodi di razzie che non trovarono opposizione da parte delle autorità occupanti. Le conseguenze furono gravi, specialmente nei mesi che precedettero il raccolto agricolo del 1918, quando le scorte di cibo tra la popolazione erano abbondantemente finite, e ci fu un'impennata della mortalità, con 30.000 decessi che poterono essere ascritti direttamente o indirettamente al regime di occupazione. La popolazione contadina veneta e friulana peraltro non aveva speciali motivi di odio o risentimento contro gli invasori austriaci né contro i tedeschi, il cambiamento non aveva modificato granché le condizioni di sudditanza della popolazione agricola, che aveva sempre avuto una vita difficile e dura. I sentimenti patriottici diffusi tra le classi agiate non avevano attecchito nelle classi operaie e contadine, e le difficoltà provocate dalla presenza di un esercito, italiano, austriaco o tedesco che sia, provocava comunque moltissimi disagi e quale fosse l'esercito non faceva differenza. Ma con l'andare del tempo gli abitanti delle terre invase dovettero rendersi conto di quanto duro, e a volte feroce, fosse il nuovo regime, e impararono anche a riconoscere le differenze caratteriali e comportamentali delle diverse etnie rappresentate dagli occupanti. Mentre le truppe tedesche costituite da truppe fresche impiegate per l'occasione, vi si poteva cogliere la baldanza e la durezza, tra le truppe austro-ungariche apparivano spesso lacere, miserabili e sporche; in altri termini più simili alla popolazione sottomessa, con la quale spesso nacquero sentimenti di compassione reciproca. La situazione non fu certo idilliaca, ma neppure tetra e disperata come quella tracciata dalla commissione d'inchiesta (interessata tra l'altro a calcare la mano in funzione delle richieste di risarcimento), e in linea di massima l'occupazione fu molto simile a quella che si verificò nei vari paesi europei, e conobbe il dilagare delle violenze verso la fase finale del conflitto, accentuate dalla condizione di sofferenza e degradazione provocata dalla guerra e dalle molte privazioni che gli eserciti degli imperi centrali dovettero affrontare.

## Avvenimenti politici post-conflitto

### Le occupazioni nel dopoguerra
Nei giorni seguenti la stipula dell'armistizio con l'Austria-Ungheria, la precarietà della situazione e il timore diffuso che il conflitto contro la Germania potesse ancora protrarsi per un paio di mesi spinsero le autorità militari italiane a ordinare l'avanzata del III Corpo d'armata su Landeck e Innsbruck. L'occupazione fu quindi giustificata in base all'art. 4 dell'armistizio con la necessità «di assicurare all'Esercito italiano due solide teste di ponte sull'Inn per ogni eventuale cambiamento di situazione». Al suo culmine il contingente italiano raggiunse il numero di 20/22 000 uomini, che si ridussero gradualmente fino al definitivo ritiro avvenuto entro il dicembre 1920.
Similmente, per effetto dell'armistizio di Mudros con l'Impero ottomano truppe italiane furono inviate nella penisola anatolica, un modo anche per riaffermare gli interessi dell'Italia nella zona stabiliti nel patto di Londra del 1915. Un contingente di 19 ufficiali e 740 militari italiani, poi incrementato a circa 1.000 effettivi, fu inviato a Costantinopoli nel febbraio 1919 come parte della forza d'occupazione inter-alleata stanziata nella zona, con distaccamenti dislocati anche nella Tracia orientale; una piccola missione di osservatori militari fu dislocata a Smirne, occupata da ampie forze greche, mentre un distaccamento di 1.000 uomini fu inviato a presidiare il nodo ferroviario di Konya in appoggio a un reparto britannico. Anche come forma di pressione diplomatica sugli anglo-francesi, che favorivano l'occupazione greca di Smirne a danno delle promesse fatte all'Italia nel patto di Londra, un più consistente corpo di spedizione italiano, arrivato a contare con successivi invii fino a 15.000 uomini appoggiati da ampie forze navali, fu inviato nell'aprile 1919 ad occupare la regione di Adalia, nel sud dell'Anatolia. Le truppe italiane furono ritirate da Adalia nell'aprile del 1922, per poi lasciare Costantinopoli e il resto della Turchia nell'ottobre del 1923 dopo la stipula del trattato di Losanna.
Per effetto del trattato di Versailles con la Germania, nel febbraio 1920 un corpo di spedizione italiano di circa 3.500 uomini fu inviato a unirsi a truppe francesi e britanniche come forza d'occupazione nella regione dell'Alta Slesia, contesa tra tedeschi e polacchi; si verificarono scontri con milizie locali e in totale il contingente italiano lamentò la morte di 50 uomini (metà in azione, gli altri per malattie o incidenti) e 57 feriti. Dopo il plebiscito che sancì l'assegnazione della regione alla Germania, il corpo di spedizione fu ritirato nel luglio 1923.

## L'influenza nelle arti

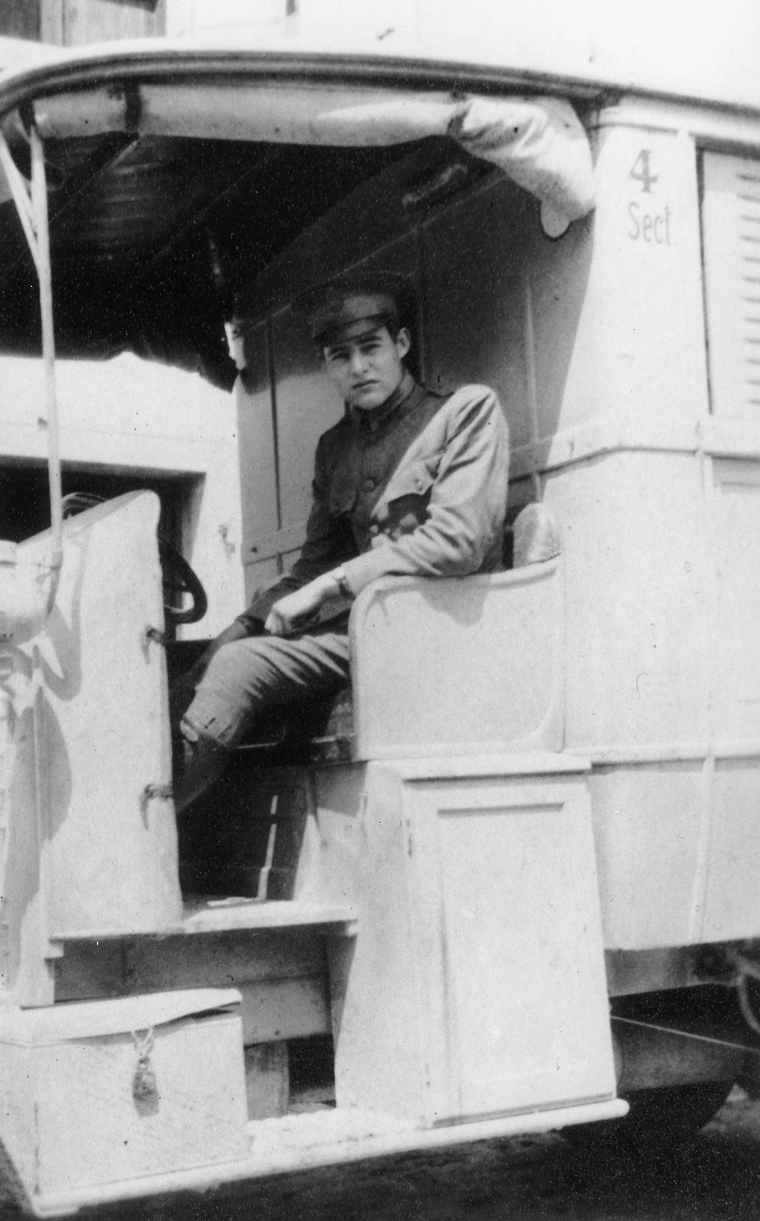
Ernest Hemingway a bordo di un'ambulanza della croce rossa americana

### Letteratura
Le opere letterarie riguardanti il fronte italiano sono moltissime, qui di seguito sono elencati in ordine alfabetico alcuni tra gli scritti più famosi:
- Addio alle armi (A Farewell to Arms), è un romanzo ambientato in vari luoghi del fronte veneto e del nord-Italia e basato sulle esperienze personali dello scrittore Ernest Hemingway, che nel 1918 prestò servizio volontario come autista di ambulanze della Croce Rossa americana (A.R.C.) nelle retrovie del Pasubio e degli Altipiani.
- Un anno sull'Altipiano, è un libro di memorie di Emilio Lussu che racconta la sua esperienza sull'Altopiano di Asiago nel 1917.
- Cola, o ritratto di un italiano, di Mario Puccini, è un romanzo che racconta il dramma della guerra dal punto di vista di un fante contadino.
- La guerra di Joseph, è un libro scritto da Enrico Camanni, che racconta le vicende militari sul fronte delle Tofane dagli occhi di due combattenti, Ugo Vallepiana e Joseph Gaspard.
- La rivolta dei santi maledetti, di Curzio Malaparte, è un saggio che racconta le vicende e gli errori degli alti comandi italiani durante la rotta di Caporetto.
- Le scarpe al sole. Cronache di gaie e tristi avventure di alpini, di muli e di vino ricostruzione dell'allora capitano Paolo Monelli della vita degli Alpini al fronte.
- 1926 Piccolo Alpino di Salvator Gotta - romanzo per ragazzi ambientato in un reggimento di montagna durante la prima guerra mondiale
- Trincee - Confidenze di un fante, la storia autobiografica di Carlo Salsa, fante impegnato sul Carso.
- Uragano, romanzo di Gino Rocca che parla dell'esperienza dello stesso autore in guerra
- Uomini in guerra, di Andreas Latzko, sei racconti sulla guerra italo-austriaca vista da un ufficiale ungherese.
- Taccuino di Caporetto. Diario di guerra e di prigionia, romanzo di Carlo Emilio Gadda.

### Filmografia
Qui di seguito in ordine cronologico, alcuni dei titoli più significativi:
- Montagne in fiamme (Berge in Flammen) (1931), diretto da Luis Trenker e Karl Hartl, narra la storia del Kaiserjäger Florian Dimai, guida alpina sudtirolese impegnata contro le truppe italiane.
- Addio alle armi (1932), diretto da Frank Borzage, tratto dal romanzo omonimo di Hemingway, a cui seguirà nel 1957 un omonimo film diretto da John Huston e Charles Vidor.
- La grande guerra (1959), diretto da Mario Monicelli e interpretato da Alberto Sordi e Vittorio Gassman; è considerato uno dei capolavori della storia del cinema.
- Uomini contro (1970), diretto da Francesco Rosi e liberamente ispirato al romanzo di Emilio Lussu "Un anno sull'Altipiano".
- Torneranno i prati (2014), diretto da Ermanno Olmi.

## La memoria
A Roma ogni 4 novembre, anniversario dell'entrata in atto dell'armistizio di Villa Giusti, si celebra la Giornata dell'Unità Nazionale e delle Forze Armate, alla quale presiedono le più alte cariche dello Stato, tra cui il Presidente della Repubblica e durante la quale viene posta una corona d'alloro sulla tomba del Milite Ignoto, tumulato presso l'Altare della Patria il 4 novembre 1921, rappresentante i caduti italiani di tutte le guerre.